# Centro storico di Sulmona

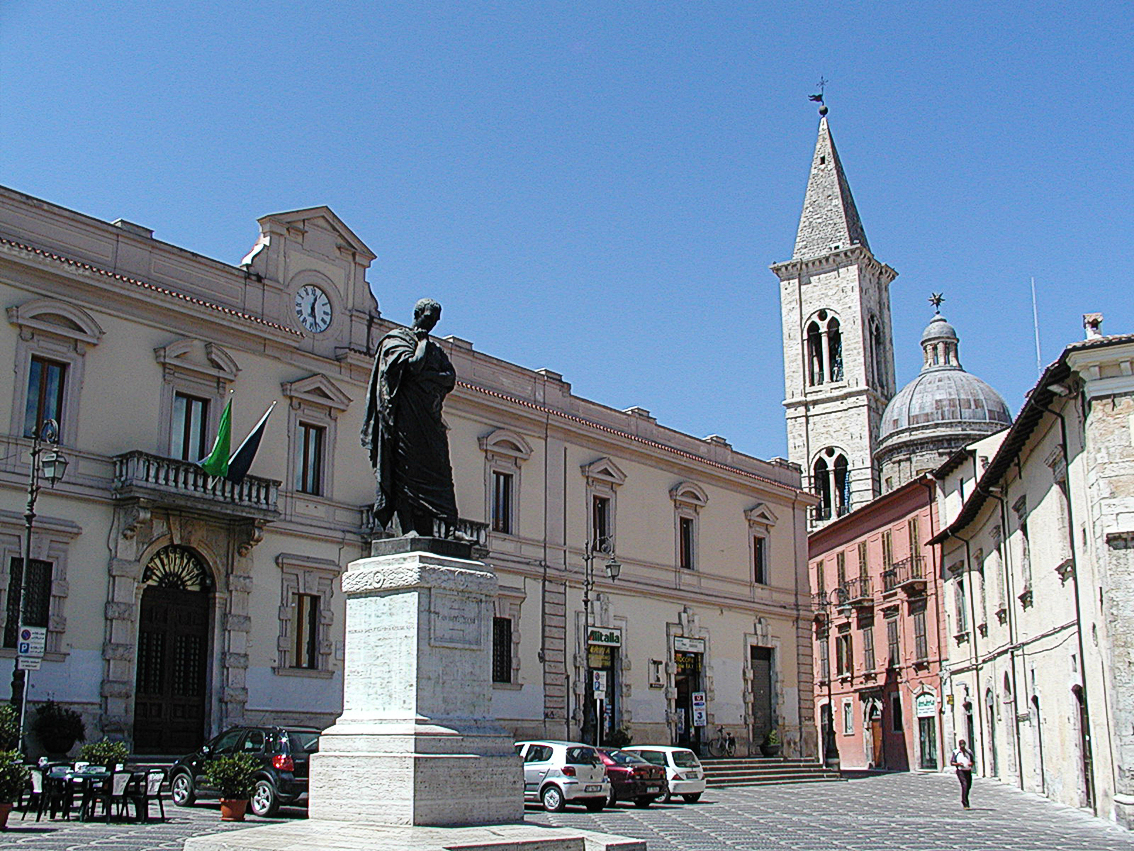
Piazza XX Settembre: in vista la statua di Ovidio e il campanile del complesso della Santissima Annunziata

Il centro storico di Sulmona è uno dei più grandi e conservati d'Abruzzo, e costituisce il nucleo principale della città di stampo medievale-rinascimentale-barocco.
Esso è attraversato da una via principale da capo a capo chiamata Corso Ovidio, costruita sopra il cardo romano originale, e nel centro sfocia nell'ampia Piazza Garibaldi, famosa per l'acquedotto di Manfredi di Svevia. Il centro è caratterizzato dallo stile gotico sulmonese, presente specialmente nelle chiese di San Francesco della Scarpa, di Santa Maria della Tomba e soprattutto presso la chiesa del Complesso della Santissima Annunziata, sulla facciata del palazzo vescovile. Oltre ai numerosi palazzi rinascimentali e settecenteschi, il centro sfocia nella villa comunale, dove si trova la Cattedrale di San Panfilo.
I rioni storici sono in tutto 6, anticamente detti distretti e denominati sestieri nella Giostra cavalleresca moderna (Porta Salvatoris, Porta Sancti Pamphili, Porta Iapasseri, Porta Manaresca, Porta Romana, Porta Filiamabili) e 5 borghi (San Panfilo, Pacentrano, Santa Maria della Tomba, Borghetto (capitanato da Alessio Falconio) e Magiaporci). Quattro sestieri e tre borghi, dopo il ripristino della "giostra cavalleresca" di Sulmona si sono riuniti in associazioni specifiche, partecipando ogni anno al palio e sfidandosi con dei premi.

## Storia

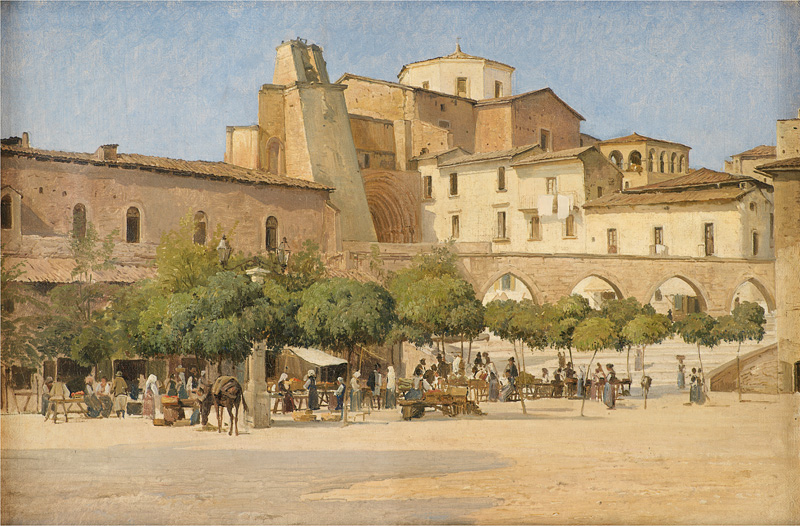
Dipinto di Petersen della Piazza Garibaldi, nel XIX secolo

La città di Sulmona si sviluppò nell'epoca romana, a partire dal I secolo a.C., dotata di un foro, di un cardo e decumano, e di templi pubblici. Reperti sono stati trovati presso la chiesa di Santa Maria della Tomba, eretta sopra un tempio romano, o secondo la leggenda sopra la casa di Ovidio, reperti di una domus sono stati scovati presso la zona della chiesa della Santissima Annunziata, mentre l'attuale corso Ovidio rispecchia l'antico cardo romano.
Nel Medioevo Sulmona, a partire dall'XI secolo, iniziò ad assumere un nuovo aspetto urbanistico, anche la con la costruzione di numerose chiese. Tra le più antiche c'è la Cattedrale di San Panfilo, eretta fuori dalle mura. Le chiese assunsero un aspetto romanico nel XII secolo, ma a causa di terremoti e rimaneggiamenti, come ad esempio il grave sisma del 1456, oggi si presentano in uno stile gotico, favorito anche dalla presenza della famiglia D'Angiò, come dimostra il duecentesco portale della "Rotonda" del complesso di San Francesco della Scarpa.
Nel XIII secolo Sulmona fu feudo della famiglia di Federico II di Svevia: Manfredi di Svevia costruì il possente acquedotto medievale presso la Piazza Maggiore (oggi Piazza Garibaldi), per facilitare l'afflusso delle acque dal fiume Gizio, per il rifornimento idrico urbano, e per le botteghe.
In questo periodo vennero rinforzate le mura romane, con la costruzione di nuove porte, molte delle quali ancora esistenti: Porta Napoli, Porta Pacentrana, Porta Sant'Antonio, Porta Iapasseri. Tra le più antiche, forse esistente già all'epoca romana, è Porta Romana.
La città vide lo sviluppo di palazzi signorili nell'epoca rinascimentale, ma molti di questi, insieme alle chiese furono distrutti dal grave terremoto della Maiella del 1706.

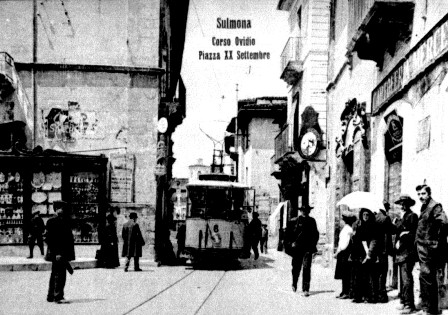
Piazza XX Settembre e il corso nel primo '900: in vista il tram

Gran parte del patrimonio artistico medievale e rinascimentale andò perduto, e la città fu ricostruita seguendo l'aspetto del tardo barocco, con cenni di sobrietà classicista settecentesca.
Tuttavia venne conservato lo stile medievale per alcuni casi, come per il Palazzo Sardi (gli archi durazzeschi) o il Palazzo Annunziata (archi gotici). Lo sviluppo del barocco, già avviato prima del 1706, raggiunse il suo apice nel Complesso della Santissima Annunziata, nella chiesa monasteriale di santa Chiara d'Assisi e nella chiesa di santa Caterina d'Alessandria; mentre tra i palazzi spiccano il Palazzo di Giovanni Veneziano, il Palazzo Corvi, il Palazzo Mazzara.
La città si dotò tra Ottocento e Novecento di ulteriori architetture, sperimentando lo stile liberty, come l'esempio della palazzina di via Vittorio Veneto, fino a giungere ai giorni nostri. Nel ventennio fascista ci furono alcune modifiche urbane, come la demolizione di un palazzo all'ingresso del corso Ovidio dalla villa comunale per una costruzione in stile razionalista, l'erezione della Casa del Fascio con la torre littoria, e la costruzione della Casa del Combattente.
Nel Novecento inoltre venne "liberato" l'acquedotto svevo da costruzioni civili che lo avevano quasi completamente ricoperto, lasciando spazio solo a tre arcate. Infatti la Piazza su cui si affacciava era detta anche "Piazza Tre Archi". Fortunatamente negli anni del boom economico non ci furono stravolgimenti urbanistici nel centro, perché la zona moderna si sviluppò oltre il fiume Gizio, presso il quartiere di Piazza Capograssi, lungo il viale della stazione, e oltre Porta Napoli, in direzione del cimitero, dove su trova il quartiere dell'ospedale.
Dagli anni '90 in poi si sono susseguiti vari interventi di restauro per la ripulitura delle facciate bianche delle chiese, annerite dallo smog delle macchine, e il consolidamento di alcuni palazzi storici, specialmente dopo il terremoto del 2009. Attualmente il centro storico sulmonese è ancora il principale nucleo cittadino, fonte di guadagno per il sempre più crescente afflusso turistico.

### Sulmona nella pianta di G.B. Pacichelli
Nella pianta ritraente la città nel XVII secolo, prima della distruzione tellurica del 1706, e ancor prima nella pianta di Meisner e di quella del XVI secolo di Braun & Hogenberg, è possibile constatare come la ricostruzione della città, e come l'aspetto attuale sia variato solamente in alcuni punti, poiché è ancora perfettamente riconoscibile l'antico tracciato murario, sopravvissuto in ampie parti, mentre in altre è stato demolito, oppure assorbito nelle case civili. Nella pianta più antica, la città si vede in asse ruotato: nord-sud anziché il contrario satellitare e est-ovest anziché l'opposto: a nord c'è Porta Nuova, con il cardo massimo del corso Ovidio che scende sino a Porta San Panfilo, da cui si accede, dietro la Cattedrale, al centro, entrando da Porta Sant'Agostino. A metà strada si trova il complesso della Santa Casa dell'Annunziata con la torre campanaria del XV secolo, ad ovest (ossia est) Porta Manaresca (che stava lungo via Roma), e poco più avanti l'enorme spiazza di Piazza Maggiore (o di Garibaldi), inclusa dal XIII secolo nella doppia cinta muraria dei Borghi; ad est, ossia sud-ovest, il quartiere di Borgo Santa Maria della Tomba con la chiesa omonima, e la grancia dei Benedettini di Santa Lucia.
La pianta dell'abate Giovan Battista Pacichelli, dedicata a Giuseppe Tabassi, è più dettagliata, disegnata in scala invertita di 90° in senso antiorario, mostrando a nord il lato ovest, ad est il lato nord, a sud il lato est, e ad ovest il lato sud. Prima della distruzione del 1706, è ancora possibile vedere la presenza di diverse strutture andate poi scomparse, come Porta Sant'Agostino, che rappresentava il vero ingresso alla cittadina mediante il corso Ovidio, oltrepassato il campo della Cattedrale, poi la chiesa con il convento dei Gesuiti di Sant'Ignazio (che si trovava in Piazza XX Settembre), il convento di Sant'Agostino, di cui nel XIX rimaneva solo la porta gotica del XIII secolo, applicata alla facciata di San Filippo Neri, la chiesetta dei Padri Minimi (dal XVIII secolo di San Francesco di Paola) fuori le mura com'era prima della riedificazione a pianta a croce greca, l'acquedotto medievale di Manfredi di Svevia (1256), che aveva doppia biforcazione, collegata al convento dei Frati Minori di San Francesco della Scarpa, e già invaso dalle abitazioni civili (si ricorda "Piazza Tre Archi" da cui partivano i cavalieri della giostra, scendendo in Piazza Maggiore; essi vennero liberati solo negli anni '20-'30 insieme agli altri archi dell'acquedotto, demolendo le case). La mappa di Pacichelli, come le altre delle città dell'Italia, è contrassegnata da una legenda in lettere dell'alfabeto che indicano i maggiori monumenti:
- A: Porta Nuova

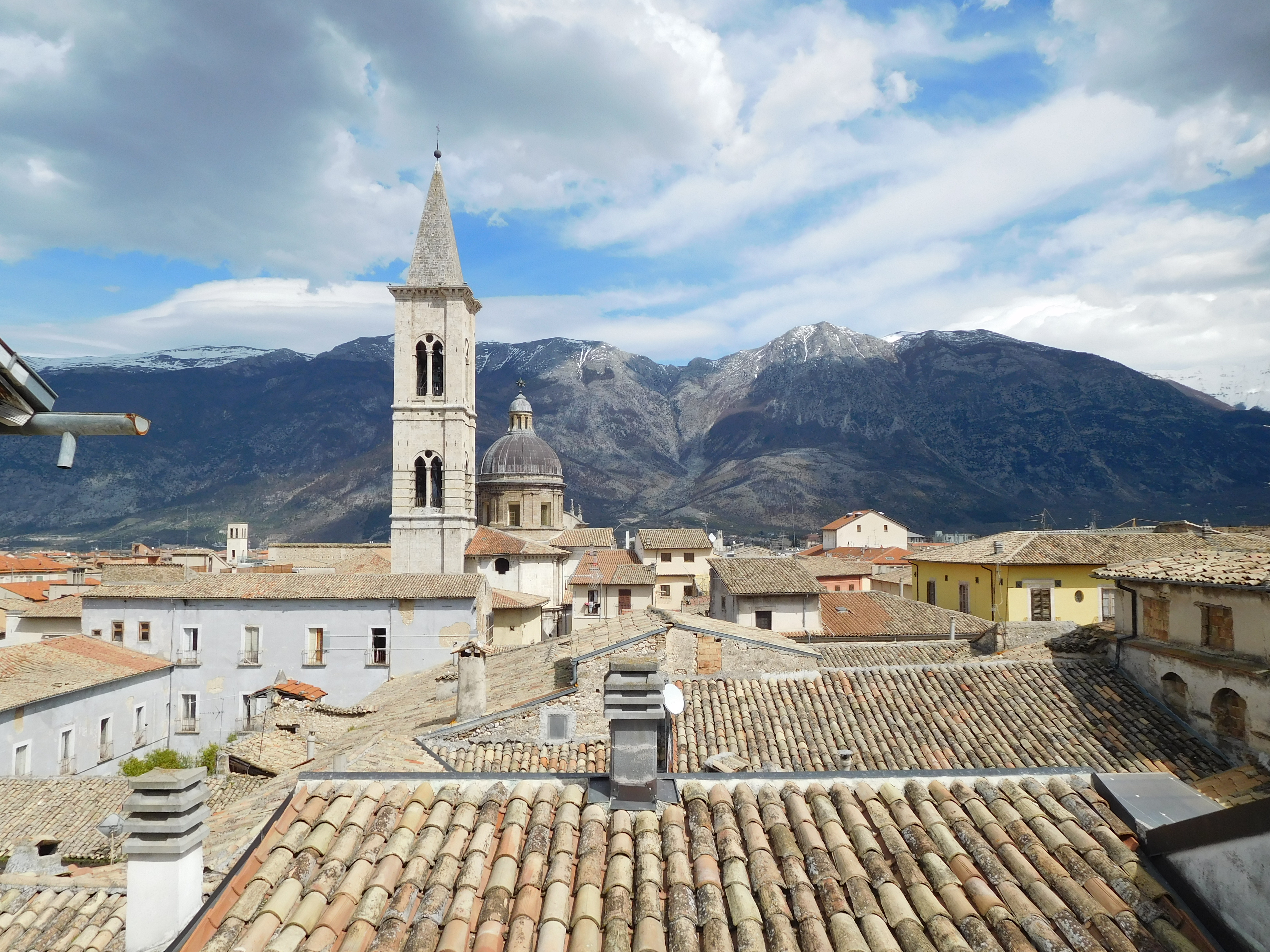
Sulmona vista dalla torre di San Gaetano

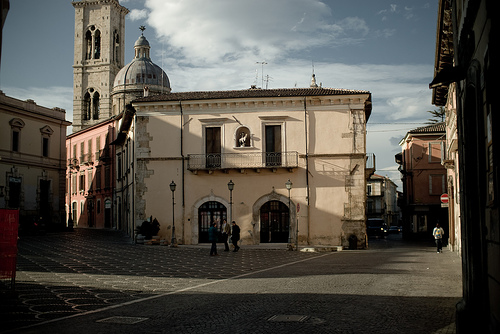
Piazza XX Settembre

- B: Porta del Crocifisso o di Santa Maria della Tomba
- C: Porta Bonomini
- D: Porta Sant'Agostino (si trovava in Piazza Carlo Tresca, nel primo Novecento, dedicato a Vittorio Emanuele II. Distrutta dal sisma del 1706, esistente dal XIII-XIV secolo)
- E: Porta San Panfilo (affiancava la Cattedrale ad ovest)
- F: Porta Japasseri
- G: Porta Pacentrana - detta "porta Orientale", collegava la via del centro al convento dei Frati Cappuccini
- H: Santa Casa della Santissima Annunziata
- I: Monastero dei Minori di San Francesco della Scarpa
- K: convento di San Domenico - da notare la grande torre campanaria, troncata nel 1706
- L: abbazia di Santo Spirito al Morrone, sede dell'Ordine dei Celestini (da notare come sia sempre stato un piccolo edificio, sino alla trasformazione nuova in stile borrominiano dopo il 1706)
- M: fiume Vella
- N: Cattedrale di San Panfilo - edificio caratterizzato dalla facciata gotica del XIV secolo e dalla torre campanaria, troncata nel 1706
- O: fiume Gizio
- P: convento dei Padri Zoccolanti (chiesa di San Francesco di Paola)
- Q: convento dei Padri Minimi (santuario di Santa Maria Incoronata)

### Le mura e le porte
La cinta fortificata di Sulmona era esistente, si suppone, sin dall'epoca italico-romana (III-I sec. a.C.), poiché veniva descritta come "oppidum"; lo stesso poeta Ovidio negli Amores parla delle mura dell'umida Sulmona La città si strutturò come un castrum, ancora riconoscibile nella parte nord del centro, a pianta quadrangolare, con un cardo e due decumani. La città sino al XIII secolo rimase in questo aspetto urbano, la cinta muraria altomedievale con Porta San Panfilo, Porta Sant'Agostino, Porta Romana e Porta Iapasseri (le porte in tutto erano 6) calcò fedelmente l'impianto murario romano; a queste porte corrispondevano i distretti amministrativi, ossia i sestieri con gli abitanti comandati da un capitano. Durante l'età svevo-angioina (1224-1390) Sulmona assunse il ruolo di capitale del Giustizierato d'Abruzzo, richiamando inevitabilmente vari mercanti e famiglie coloniche, e ben presto si rese necessario l'ampliamento delle mura, sia a nord che a sud, perché le parti est-ovest erano impedite dai fiumi Vella-Gizio.

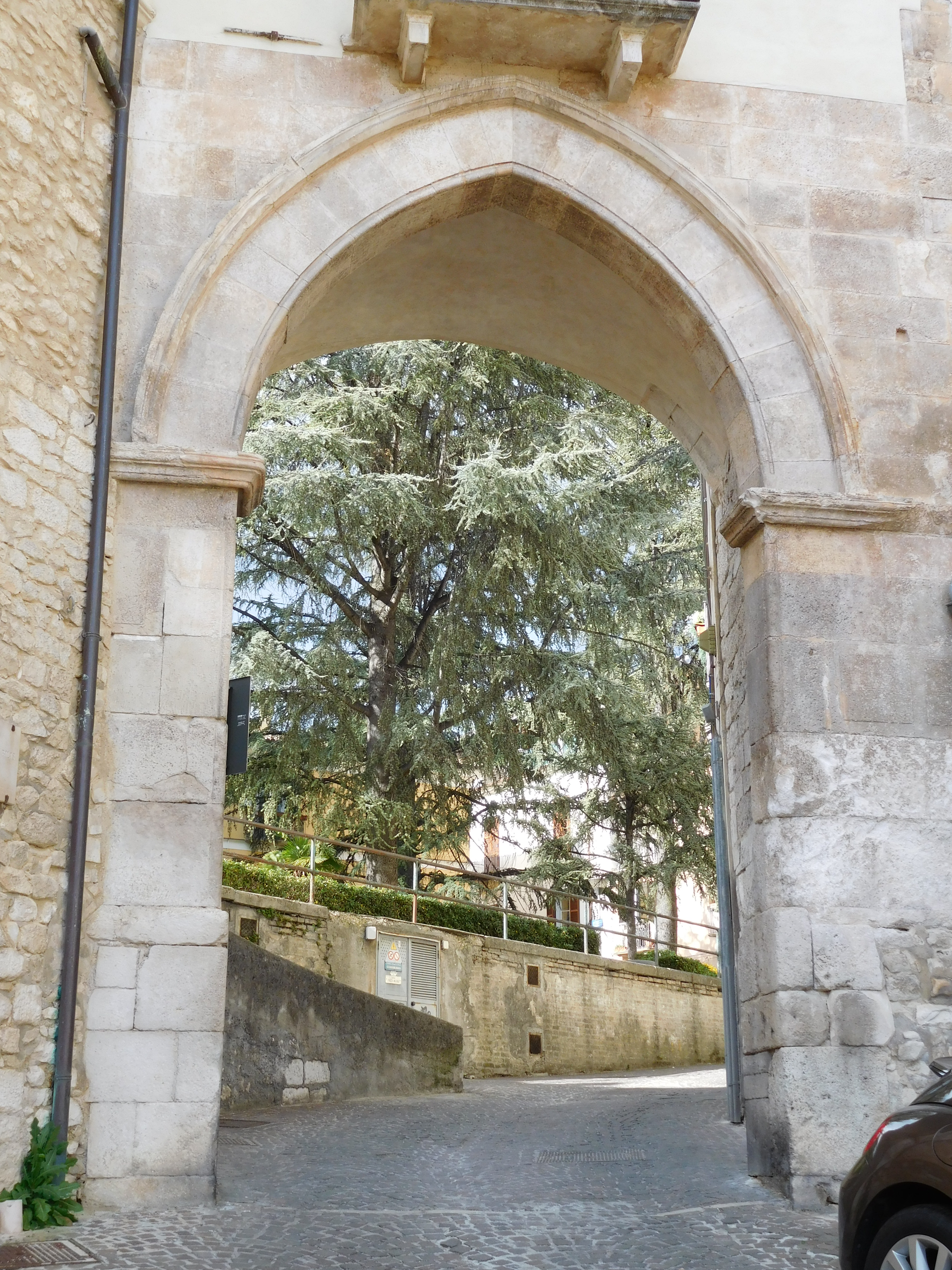
Porta Filiamabili

Sorsero così sei "borghi" fuori dalle mura storiche, occupando l'area di Piazza Maggiore dove si svolgeva il mercato, la cerchia muraria fu raddoppiata, con l'edificazione di torri e porte di accesso; già nel 1290 doveva essere completata, nel 1302 la parte settentrionale era completata, con Porta Sant'Antonio e Porta Pacentrana. La città assunse così l'aspetto fusiforme ancora oggi visibile: oltre a queste due porte vennero realizzate Porta Manaresca, Porta Molina, Porta Filiamabili, Porta Santa Maria della Tomba e Porta Nuova, mentre Porta Saccoccia, di modesta fattura, fu realizzata nel XVI secolo. l'adeguamento delle mura ci fu nel 1443 con Alfonso I d'Aragona che prese in controllo Sulmona dopo la sconfitta degli Angioini, le torri vennero modernizzate con il sistema difensivo cilindrico a scarpa, di cui resta l'esempio della torretta della Circonvallazione Orientale. La conta muraria subì un duro colpo con la distruzione del terremoto della Maiella del 1706; se le torri e le porte resistettero al terremoto, sicuramente molto materiale venne prelevato per la ricostruzione delle case, e dato il fatto che le mura erano già inservibili dal XVII-XVIII secolo per l'assenza di attacchi, molti tratti vennero inglobati nelle case. Altri tratti vennero abbattuti nell'Ottocento, come il caso della cinta muraria meridionale, risparmiando Porta Napoli, per il suo valore artistico,
La cinta muraria è di opera mista, risalente al XV secolo per come si presenta oggi: si conservano ampi tratti a Porta Romana, Porta Japasseri, Porta Bonomini, di cui rimangono solo i piedritti; Porta Molina invece si presenta in forme tarde (XVI secolo). Delle 8 porte della seconda cinta muraria dei "Borghi", restano solo 6 (Porta Filiamabili, Porta Sant'Antonio, Porta Napoli, Porta Santa Maria, Porta Pacentrana, Porta Saccoccia), in buono stato di conservazione, ancora attraversabili, ad eccezione di Porta Napoli, che per motivi di conservazione, è stata bloccata da due vasi di pietra all'arco, permettendo il percorso ai due lati lungo il corso Ovidio. La storia delle porte:
Porta Bonomini (Bonorum Hominum)in via Bonomini, la porta aveva il nome latino di Johannis Bonorum Hominum, in riferimento forse a uno dei signori del sestiere che rifece le mura. Il varco si apre a nord-ovest della cinta, sull'angolo opposto di Porta Japasseri, e segnava l'ingresso da via Corfinium-Aequum Tuticum. La prima costruzione è dell'XI secolo forse, ripristinata nel XIII; posta in cima ad una rampa di accesso, la porta conserva solo i piedritti in pietra, con rifacimenti del 1708. L'architrave era in legno, smantellato negli anni ottanta del Novecento per pericoli statici. Sulla sinistra è visibile l'anello di pietra dove si trovava il cardine superiore di una delle due ante di chiusura, sullo stesso lato è visibile una porzione di mura, inglobata nella casa, nel Palazzo De Meis, mentre dalla parte opposta se ne conserva un tratto in opera incerta.

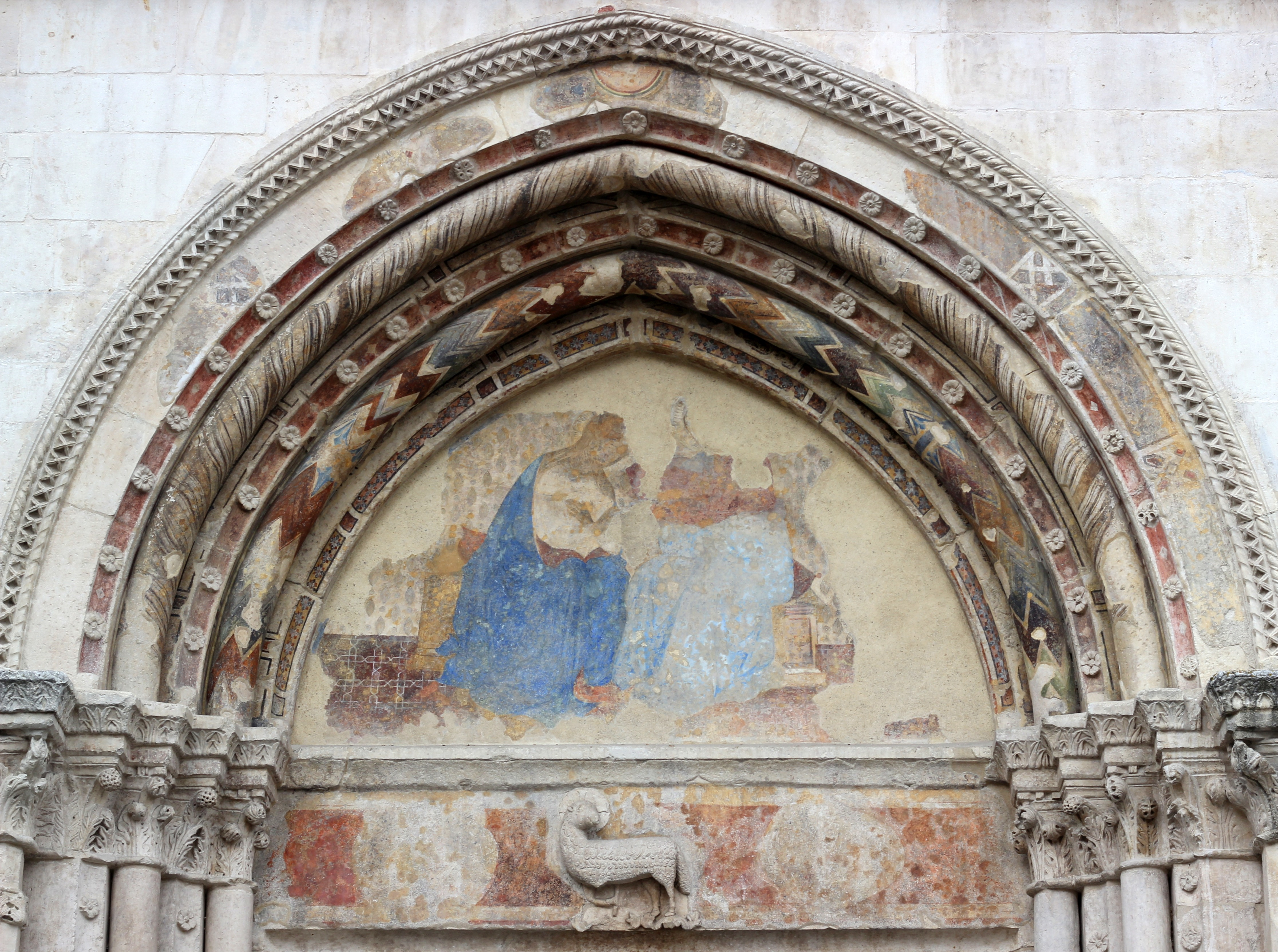
Timpano del portale maggiore di Santa Maria della Tomba

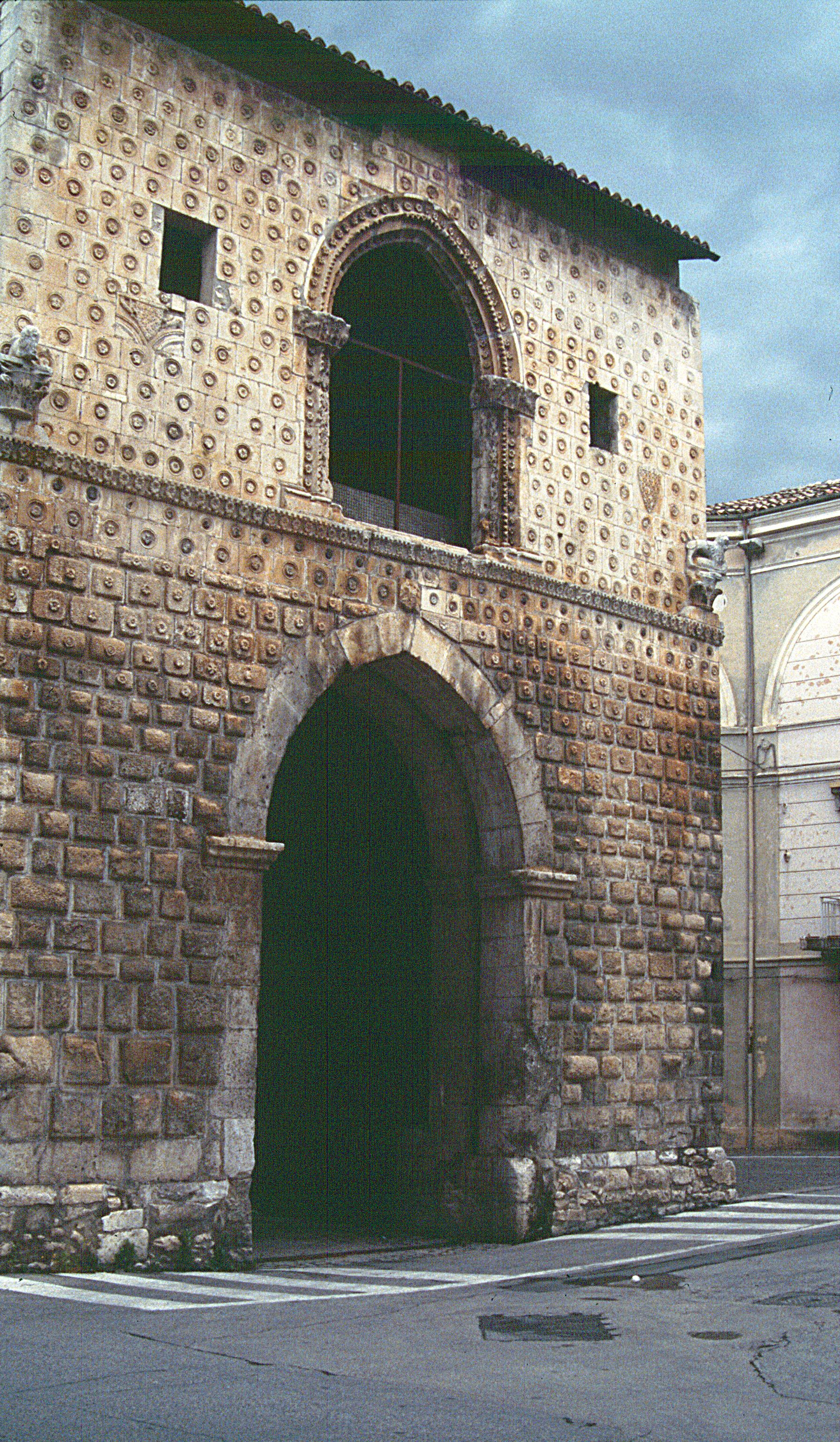
Porta Napoli

Porta Santa Maria della Tombapresso la chiesa omonima, lungo la strada esterna del centro antico. Fu eretta nel XIV secolo, e modificata dopo il 1706, mostrando un arco a tutto sesto, tamponato da lunetta affrescata internamente, con ritratta la Deposizione di Cristo, opera di Vincenzo Conti (1808). L'inserimento della lunetta ha trasformato l'originaria struttura ad arco ogivale in rettangolare, costituita da piedritti a blocchi di pietra, terminanti in mensole di sostegno e architrave ligneo. Il paramento è rivestito da uno strato di intonaco che caratterizza anche il fabbricato adiacente. L'edificio prima di proprietà ecclesiastica poi privato, permane tuttora; si tratta di un fabbricato modificato dopo il 1706, dove si trova il passaggio coperto a botte della porta e l'ingresso che immetteva al corpo di guardia sovrastante. La porta non compare nelle prime carte di Sulmona, essendo più tarda, ma è citata nel Rituale delle Rogazioni dell'archivio della Cattedrale di San Panfilo. Era denominata, come nella carta di Pacichelli, "Porta Piscitelli" o "Petrella", forse per il nome del curato don Domenico Petrella, che abitava nei pressi.
Porta Filiamabili (Filiorum Amabilis)lungo via Amendola, è l'ingresso di Largo Mazara, risale al XIII-XIV secolo, e fa parte della seconda cinta muraria. Il fronte esterno è caratterizzato dal paramento in conci di pietra a vista, in opera squadrata che giunge sino al vertice dell'arco ogivale del fronte esterno. L'arco è decorato da cornice modanata e corre l'ungo l'estradosso, s'imposta su mensole modanate, sostenuto da robusti piedritti in pietra squadrata. Il varco del prospetto interno è intonacato, se fatta eccezione per alcuni conci in pietra, e segue il profilo della curva della volta a botte, che copre il passaggio, sostenendo il corpo sovrastante, destinato in passato a sala d'armi del corpo di guardia. In origine la porta non aveva l'attuale altezza, poiché le costruzioni che la sovrastano sono posteriori al 1706: si conservano i cardini d'appoggio delle ante, e a metà dell'altezza della parete del piedritto di destra, è mutato un piccolo bassorilievo con una scena di caccia, materiale di spoglio. La porta si trova nell'angolo sud-occidentale della prima cinta muraria, l'unica in buono stato di conservazione di quelle del primo giro di mura; fu poi rafforzata con l'apertura della Porta Sant'Antonio, alla base della rampa d'accesso. La prima menzione di Porta Filiamabili è nel 1196, nel 1109 compare invece il personaggio di Amabile, menzionato nell'archivio della Cattedrale, che avrebbe restaurato la porta. Tuttavia nel 1320 si menziona un tal canonico Amabile de' Amabili, anche da lui avrebbe preso nome la porta
Porta Japasseri (Johannes Japasserum)in via Iapasseri, venendo dalla circonvallazione Orientale; il varco si apre a nord-est dell'antico recinto, e fu il solo a mantenere la funzione difensiva insieme a Porta Bonomini, dopo l'ampliamento della seconda cerchia muraria. Documentata nel XIII secolo, è assai antica, nel 1521 fu murata, e dopo il 1706 rimasero in piedi solo i piedritti. Nell'800 l'architrave era ancora esistente, in gran parte in legno.
Porta Molinain via Discesa Porta Molina, si trova sul tratto occidentale delle mura, tra Porta Bonomini-Filiamabili, era un accesso secondario della prima cerchia, menzionata nel Chronicon Casauriense nel 1168 Tale nome potrebbe derivare dal prete Giovanni Ardengi, nel XIII secolo è detta "di Sant'Andrea intus" per la presenza di una chiesa dentro le mura oggi scomparsa. Oggi tale denominazione potrebbe derivare dal vicino Palazzo Molina o dal passaggio dal campo dei mulini ad acqua che stavano presso il Gizio. Le strutture attuali risalgono al tardo XVI secolo, costituite da un arco a tutto sesto in pietra concia, senza mensole d'imposta e con le ante di legno in situ ancora ben conservate. All'interno è preceduta da una volta a botte di altezza maggiore, raccordata alla porta per mezzo di una lunetta, entrambe in pietra a vista, che si conclude con arco a sesto ribassato.
Porta Nuova (Porta Napoli)al termine di Corso Ovidio a sud, è a pianta rettangolare, presentandosi svincolata dalle mura, abbattute nel XIX secolo per costruirci delle case, e priva delle merlature di coronamento. L'apparato decorativo esterno presenta al basamento un bugnato ingentilito nei pressi della cornice, da rosoncini a rilievo. Nel settore superiore il paramento murario è liscio con conci di pietra regolari, recanti il medesimo motivo del rosoncino, questa volta lavorato in altorilievo. Nello stesso elemento è riproposto il profilo della finestra centrale, forse in origine bifora, le cui mensole d'imposta hanno bassorilievi con scene di caccia e riti sacri. Anche i due capitelli alle estremità della porzione mediana del prospetto, hanno i leoncini e decorazioni vegetali, e sembrerebbero provenire da edifici romani. Ai lati del finestrone compaiono due finestre, e gli stemmi con gigli angioini, un ulteriore stemma è posto sopra l'arco maggiore a sesto acuto, il piano superiore era destinato all'alloggio delle guardie, raggiungibile mediante scalinata interna, con passaggio coperto da volta a crociera costolonata. La più semplice faccia volgente verso la città presenta in arco con l'arco, una finestra rettangolare con stipiti di risulta, decorati con viti intrecciate, figure umane e animali, Sulla sinistra si conserva una grande icona votiva con affresco rinascimentale della Madonna della Pace, situata in un arco ogivale in pietra lavorata, sempre con motivi vegetali e geometrici, poggiante su mensole antropomorfe; sul timpano si trova un Agnello crocifero, e tracce di affreschi. La porta fu eretta nel XIII-XIV secolo per collegare meglio la strada per Napoli attraverso la via di Pacentro, era detta "Porta Nuova".

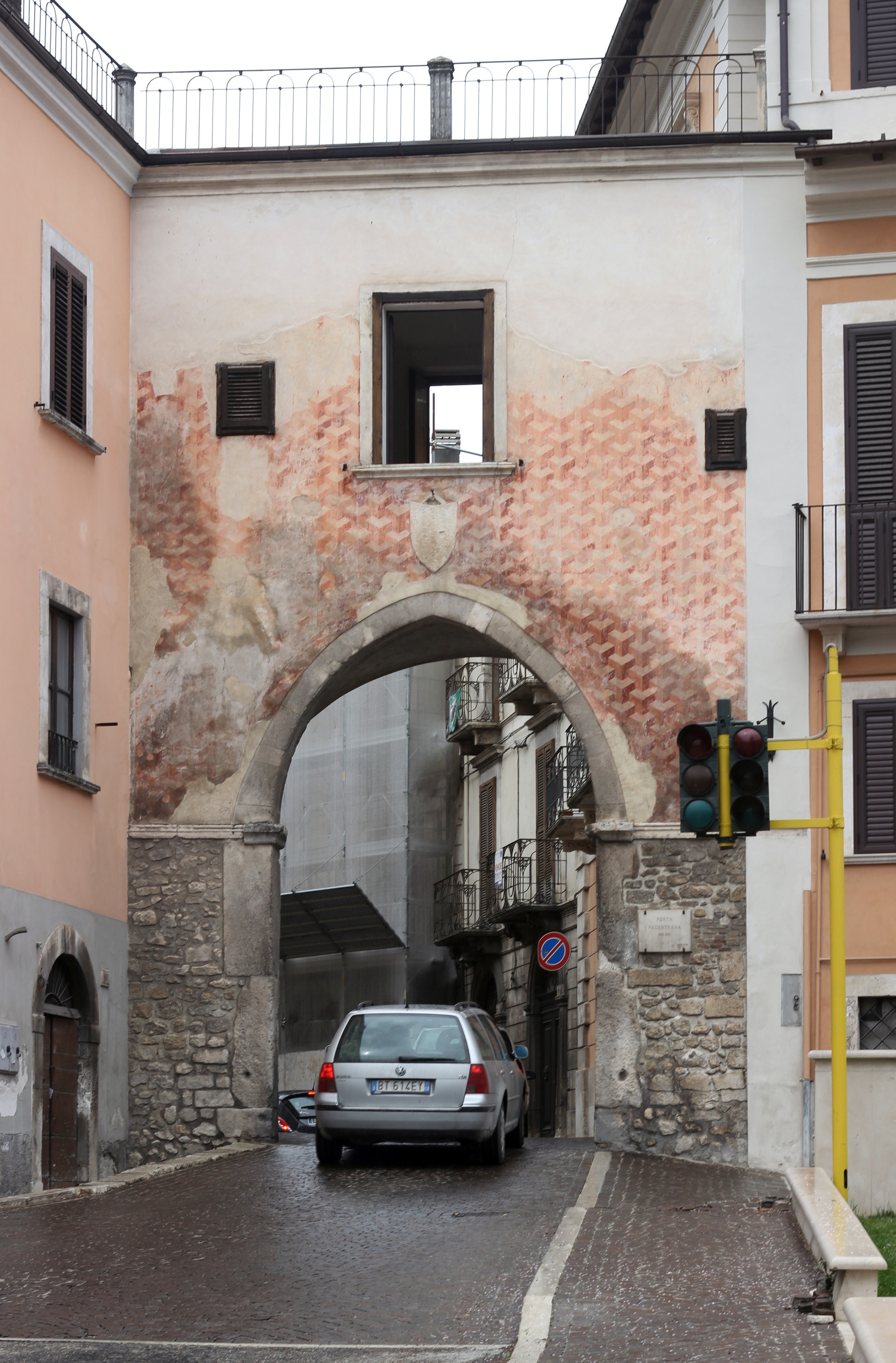
Porta Pacentrana

Porta Pacentrana (Porta Orientis)in via di Porta Pacentrana, è aperta sul lato orientale della cinta muraria secondaria, e collegava il convento di San Giovanni Evangelista alla città. Sostituì nel XIV secolo le funzioni di Porta Manaresca, che si trovava all'imbocco di via Federico II da Piazza Garibaldi, verso la chiesa di Santa Caterina. La porta si presenta incorporata in fabbricati vari, che hanno coperto anche il piano superiore. Tuttavia si conserva molto bene: la facciata esterna, intonacata è dipinta con un motivo a cubi prospettici su toni di color mattone a fondo bianco, disposti a spina di pesce. L'arco ogivale s'imposta su semplici cornici modanate, i piedritti non sembrano accordarsi al meglio con le cornici d'imposta, lasciando presupporre che la porta abbia subito rimaneggiamenti. Al di sopra della chiave di volta c'è uno scudo araldico in pietra, ai lati della porta si conservano tratti delle mura in conci di pietra squadrati; la volta a botte del passaggio interno poggia su muri di sostegno strombati, e sono ancora visibili gli appoggi dei cardini delle ante lignee.
Portello Saccocciain via Probo Mariano, si apre lungo il tratto sud-orientale delle mura, corrispondente con Porta Pacentrana. Inclusa nel Borgo Pacentrano, la porticella sarebbe sorta nel 1755, come dimostra la datazione di uno stemma posto al di sopra, ritenendo che sia stata aperta dopo il sisma del 1706. Prima di questa porta esisteva un altro accesso, detto "Saccoccia" dal XVI secolo, attribuito alla famiglia che risiedeva nei pressi. La porta ha un arco a sesto ribassato sostenuto da due piedritti, in blocchi squadrati di pietra. Il piedritto destro appare smussato, riparato in maniera sommaria con del cemento, all'interno restano i supporti in legno e in basso a destra c'è un analogo alloggiamento in pietra per i cardini. Un'iscrizione indica l'anno di restauro e il finanziatore Pietro Antonio Pecorillo, seguita da altre date (1729-1854).
Porta Sant'Antonioin via Manlio d'Eramo, è una delle meglio conservate, facente parte della seconda cerchia. Chiudeva il nucleo del primo recinto a sud-ovest. La parte superiore essendo caduta in disuso militare, è stata inglobata nelle abitazioni. Nel 1816 si sa che tal Domenico Granata era gestore di un'antica cartiera, vivendo nella porta. Il terremoto del 1706 provocò il crollo dell'antica torre posta accanto alla porta; la porta stessa venne ribassata con l'inserzione di una lunetta. L'arco ogivale esterno può risalire alla fine del XIII secolo, quello del prospetto interno è più tardo; l'arco di ingresso presenta la lunetta con l'affresco di Sant'Antonio (l'abate o di Padova?); nella parte sinistra della porta si trova una piccola porta che era l'accesso del corpo di guardia, la facciata esterna è intonacata, sopra l'arco si trova lo stemma dei Granata, coronato da fascia orizzontale con la cornice aggettante, un balcone centrale affiancato da finestre squadrate e altre aperture posticce, denunciano il sopravvenuto uso abitativo della struttura.
Porta Romanain via discesa di Porta Romana, detta anche "Pinciara", perché era l'accesso occidentale dei lavoratori delle fabbriche di embrici attive sul Gizio. Compare per la prima volta nel catasto del 1376, le strutture attuali sono del rifacimento del 1429, come dimostra la datazione in numeri romani sulla sinistra dell'arco, sotto la quale si trova uno scudo ritraente la lettera "M", forse da riferire a un tal Meo citato in un'altra epigrafe, che si curò del rifacimento: Meo di Bubu de Lucia, attestato anche nel 1445, che possedeva un orto appena fuori dalla porta. La porta ha arco a tutto sesto, si apre sul lato occidentale delle mura all'ingresso del corso Ovidio dal piazzale di San Panfilo; si conservano superiormente i lati della sopraelevazione di guardia. L'arco è decorato da una cornice modanata che fascia i due prospetti, era dotata di un sistema di chiusura a cardini; sul paramento murario a blocchi squadrati, si conserva lo stemma civico S.M.P.E., abbreviazione del celebre verso ovidiano, più la lettera "M".

## Sestieri storici

### Borgo Pacentrano

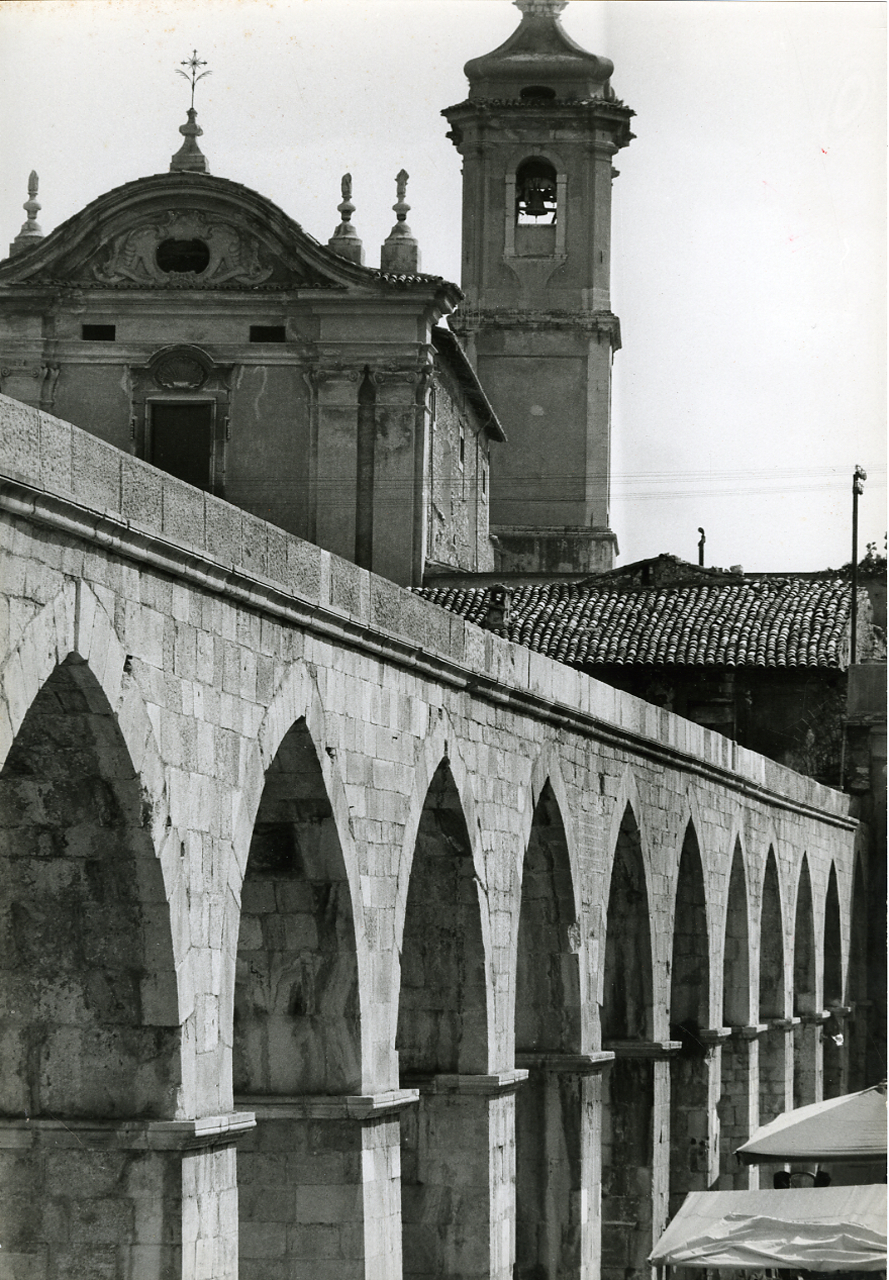
Fotografia storica di Paolo Monti della chiesa di Santa Chiara

Abbraccia la parte sud-orientale del centro, e prende il nome da Porta Pacentrana (perché si accedeva da Pacentro), oppure Porta Orientis. All'esterno è attraversato dalla Circonvallazione Orientale, e le vie principali sono via di Porta Pacentrana, via del Borghetto, via Federico II, via Probo Mariano e via Margherita. Comprende anche Porta Saccoccia con la Piazzetta Sant'Agata.
Ha vinto il Palio della Cordesca nel 2012/2017/2022/2023, il Palio della Giostra nel 1999. I colori sono l'oro, rosso e argento, il blasone: di rosso, ai due leoni affrontati e coronati, l'uno d'oro l'altro d'argento, armati e lampassati, dell'uno e nell'altro accompagnati nel campo da un'ombra di sole dorato, al disco bordato e cuneato di 16 pezzi di rosso, alternati a dei raggi. Lo scudo è timbrato da elmo d'acciaio e becco di passero, di tre quarti a destra e ornato di svolazzi di rosso, foderati d'oro. Il cimiero è a testa di leone strappata d'oro e lampassata di rosso, il motto: unguibus et dentibus.

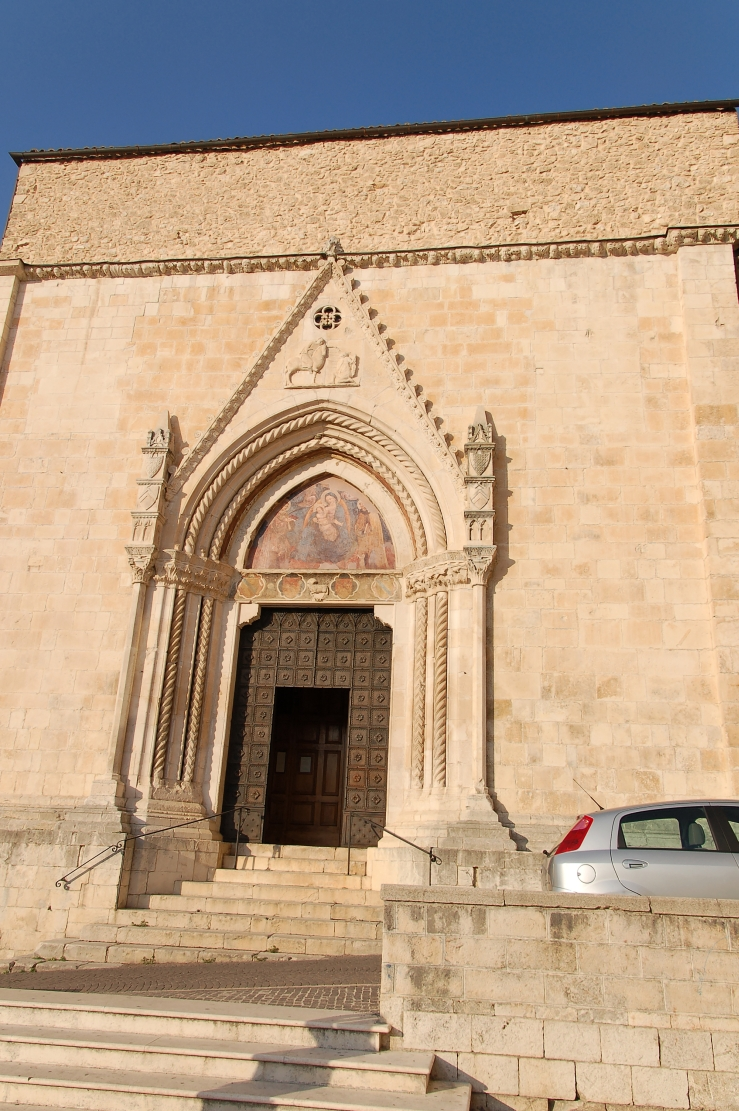
Portale della chiesa di San Filippo

I monumenti principali sono:
Chiesa di San Filippo Neri
La costruzione della chiesa risale al XVII secolo, conclusa nel 1677; benché la congregazione dei Gesuiti ebbe la sede ufficiale nella chiesa di Sant'Ignazio nella Piazza XX Settembre fino al 1706, ne condivideva la sede. La chiesa ha origini molto più remote, nel XIV secolo, dedicata a Sant'Agostino, che però fu distrutta dal terremoto del 1706, rimanendo in piedi solo la facciata col portale gotico oggi ancora intatto.
La ricostruzione avvenne nel 1785 per volere del barone Giambattista Mazaram, conclusasi nel 1794, in occasione della visita del re Ferdinando IV di Borbone. Nel 1799 la soppressione dell'Ordine dei Filippini costrinse i padri a lasciare la chiesa, che fu usata per vari scopi, come se della Guardia di Finanza. Oggi la chiesa di San Filippo è visitabile, insieme all’ex monastero. L’aspetto rilevante è la facciata che si mostra su Piazza Garibaldi, appartenente alla primitiva chiesa di Sant'Agostino, datata 1315. Fu rimontata nel 1885 quando la vecchia chiesa fu demolita definitivamente: il portale ha arco a sesto acuto con strombatura sottolineata da una sequenza di colonne tortili e pilastri con ricchi capitelli, e dalla grande cornice a ghimberga che lo sovrasta. Il frontone cuspidato mostra gli stemmi delle famiglie D’Angiò e Sanità, che elargirono diverse somme di denaro per l’arricchimento della chiesa. Al centro dell’architrave c’è un Agnello Mistico crocifero, mentre ai lati quattro stemmi nobili. L’interno della chiesa è a navata unica, con impianto rettangolare settecentesco, decorato da quattro altari laterali, diviso in due campate quadrate coperte da false cupole, a base circolare su pennacchi. Il soffitto è a volta a botte lunettata, la parte del presbiterio è ornata da dipinti settecenteschi: la Madonna col Bambino tra angeli di Amedeo Tedeschi, l’altare maggiore del 1888 ha invece le tele del Sacro Cuore di Gesù e Maria e l’Immacolata Concezione di Vincenzo Conti.
Chiesa monasteriale di Santa Chiara d'Assisi
La fondazione del monastero che si affaccia su Piazza Garibaldi è del 1260, e fu completato nove anni dopo, per volere della beata Floresenda di Tommaso da Palena. Si tratta di uno dei monasteri delle Clarisse più antichi del Regno di Napoli, e fino alla soppressione tra i maggiori d’Abruzzo. Nell'Ottocento il monastero, malgrado le soppressioni dei vari ordini nel 1799 e nel 1806, continuò la sua attività, fino alla chiusura nel 1866: venne adibito a scuola, e successivamente ospitò la sede del Ministero della Giustizia fino al 1907, quando nei decenni successivi divenne sede del Museo Diocesano.
La chiesa costituisce uno degli elementi artistici più esemplari del barocco abruzzese, con una profusione di stucchi elegantemente distribuiti su pareti e volte. La ristrutturazione di Fantoni si limitò a conferire una nuova veste all’edificio medievale, senza alternarne la volumetria antica. La spazialità interna venne però trasformata grazie alla sopraelevazione dell’area presbiteriale con l’inserimento di una cupola ellittica a profilo ribassato, e alla creazione di nicchie laterali con altari lignei della scuola di Pescocostanzo. Le pareti sono scandite da paraste corinzie, che sostengono un’alta trabeazione modanata, su cui imposta la copertura a volta a botte. Sulle pareti laterali sono collocati sei cori in legno intagliato, destinati alle monache di clausura fino al 1866. L’altare maggiore è del 1735 con la pala della “Gloria di Santa Chiara” di Sebastiano Conca; il primo altare lungo il fianco destro è ornato da una tela della Natività, e quelli successivi contengono i dipinti di San Francesco d’Assisi, con la tomba della beata Floresenda, lo Sposalizio della Vergine di Alessandro Salini e il dipinto di Sant’Antonio abate.
Dalla gradinata della piazza Garibaldi del 1714, attraverso un ampio portale settecentesco, si accede al cortile conventuale dove si affacciano la chiesa e due portali di ingresso al parlatoio. In corrispondenza dell’ingresso c’era la ruota per i neonati orfani da accudire; originalmente il convento aveva una pianta ad L, poi trasformata in forma quadrata, con il porticato del 1518 che circonda i lati settentrionali del chiostro, Il parlatoio è del 1623, e presso una sala rimasta nell’aspetto medievale, si trovano preziosi affreschi medievali della vita di San Francesco.
Palazzo della Preturasorge lungo il Corso Ovidio, nei pressi del complesso di San Francesco. Fu ultimato nel 1490 per volere di Polidoro Tiberti da Cesena, capitano di Sulmona. Era sede del governatore della città, Giovanna d'Aragona sembra che finanziò in gran parte l'opera di costruzione. Il palazzo tuttavia si presenta nella ricostruzione quasi totale del 1863, ultimato nel 1914. Lo schema compositivo dell'edificio e alcuni particolari sono noti grazie ad Augusto Campana, che realizzò un disegno: l'ingresso principale era situato in prossimità della chiesa di San Francesco della Scarpa, sull'attuale via Mazara, mentre il prospetto laterale si affacciava su Corso Ovidio, in alto aveva un grande stemma della città con l'abbreviazione dei versi S.M.P.E. su uno scudo sannitico. Al livello superiore si trovavano eleganti bifore gotiche. Attualmente si presenta in forme neoclassiche, con il portale principale in bugnato che ricalca lo stile manierista.
Fonte Sant'Agata
di origini medievali, è stata ricostruita nel XVI secolo dalle maestranze lombarde, decorata con lo stemma cittadino e di quello della famiglia Lannoy, i principi di Sulmona dagli anni '20 del '500. La vasca in pietra è decorata dal bassorilievo con i due stemmi ai lati estremi, affiancati da due formelle a motivi floreali di stampo romanico. Sotto di questi ci sono tre mascheroni dalle forme umane e faunistiche che dalla bocca mostrano le cannelle.

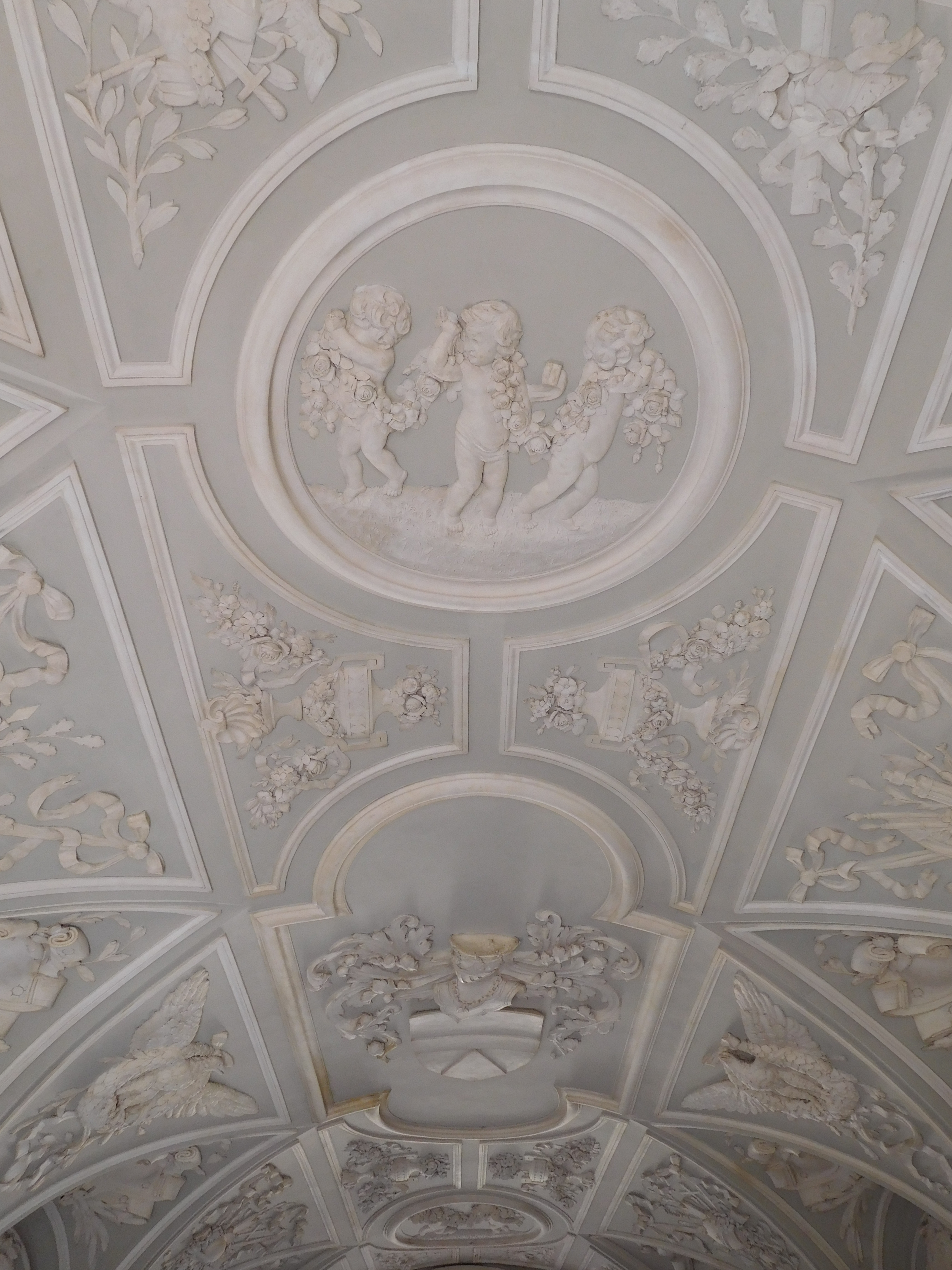
Stucchi interni di Palazzo Mazara

Porta Pacentrana
detta anche "Porta Orientis", sistemata nel 1376, è posta nel lato orientale dove si giunge da Pacentro. La facciata esterna intonacata è dipinta con un motivo a cubi prospettici sui toni del color mattone su fondo bianco, disposti a spina di pesce. L'arco a sesto acuto s'imposta su semplici cornici modanate. I piedritti di sostegno, soprattutto quello di sinistra, non sembrano accordarsi con le cornici d'imposta, poiché la porta subì rimaneggiamenti. Al di sopra della chiave dell'arco c'è uno scudo araldico in pietra scalpellato, difficilmente leggibile. Ai lati si trovano tratti della cinta muraria.
Porta Saccoccia
la porta si apre lungo il tratto orientale della seconda cinta muraria, che tra la fine del Duecento e del Trecento estese il perimetro dell'abitato. Nel 1755 fu apposto uno stemma sulla porta, aperta dopo il terremoto del 1706. La porta però è già esistente come entrata secondaria nel Medioevo; il nomignolo Saccoccia risale al XVI secolo, quando la zona del rione era dominata dalla famiglia.
La porta consta di un arco a sesto ribassato, sostenuto da piedritti, in blocchi squadrati di pietra. Il piedritto di destra è fortemente smussato, riparato da cemento. All'interno dell'arco dall'alto restano i supporti di legno dei cardini, e presenta un aspetto settecentesco. Lo stemma di una pecora reca la data 1755 con il nome di Pietro Antonio Pecorillo.

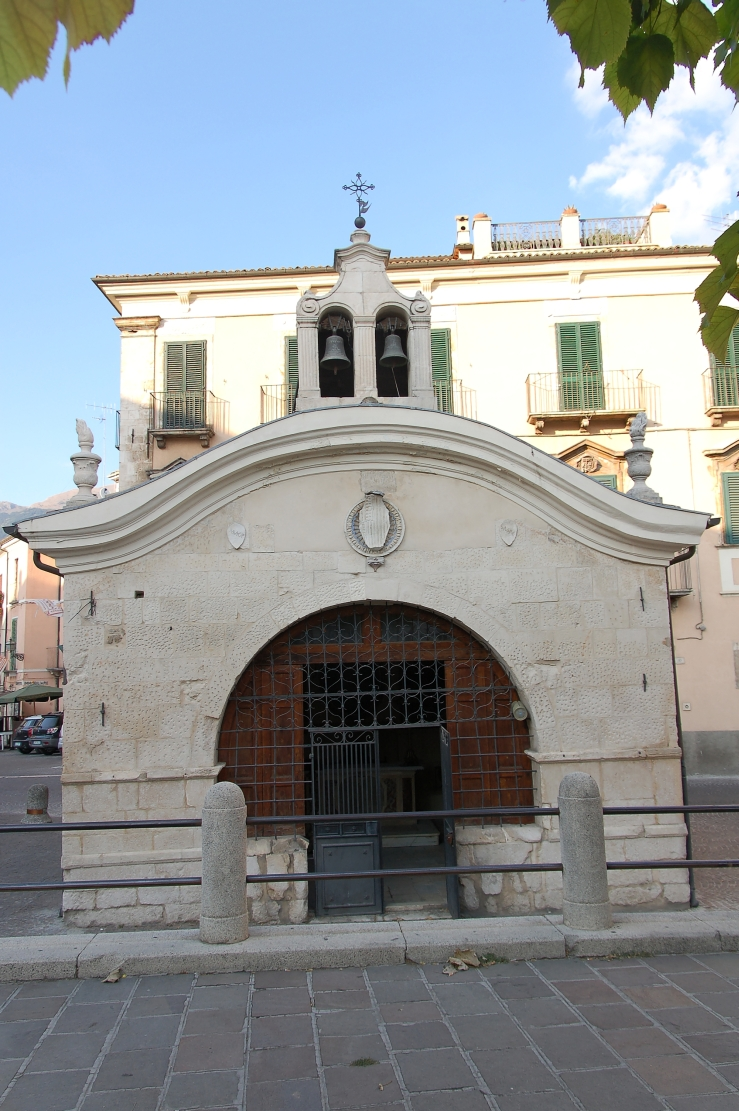
Chiesa di San Rocco

Chiesa di San Rocco o del Sedile
Si affaccia su Piazza Garibaldi; era precedentemente intitolata a San Sebastiano, e poi cambiò il nome per la forte venerazione verso San Rocco, che dilagò in Abruzzo dopo la pestilenza del Seicento. La chiesa venne donata nel 1484 alla regina Giovanna II di Napoli, Principessa di Sulmona, come attesta lo stemma aragonese sulla facciata. L'insolita tipologia a pianta quadrata con ampie arcate su tre lati fa pensare all'uso della chiesa come zona di benedizione dei cavalieri della Giostra. Altri studiosi pensano che la chiesa fosse il Sedile popolare nel XV secolo, dove si riuniva la rappresentanza popolare dei tre sindaci della città. La chiesa fu danneggiata nel 1706 dal terremoto, e ricostruita.
La facciata presenta un coronamento curvilineo, convesso al centro, con decorazioni laterali a lanterna; sull'apice centrale si trova un piccolo campanile barocco a vela, con lesene scanalate e archetti a tutto sesto. Il vano interno è a navata unica con una calotta circolare decorata a cassettoni. Si conserva la statua di San Rocco, con lo stile napoletano.

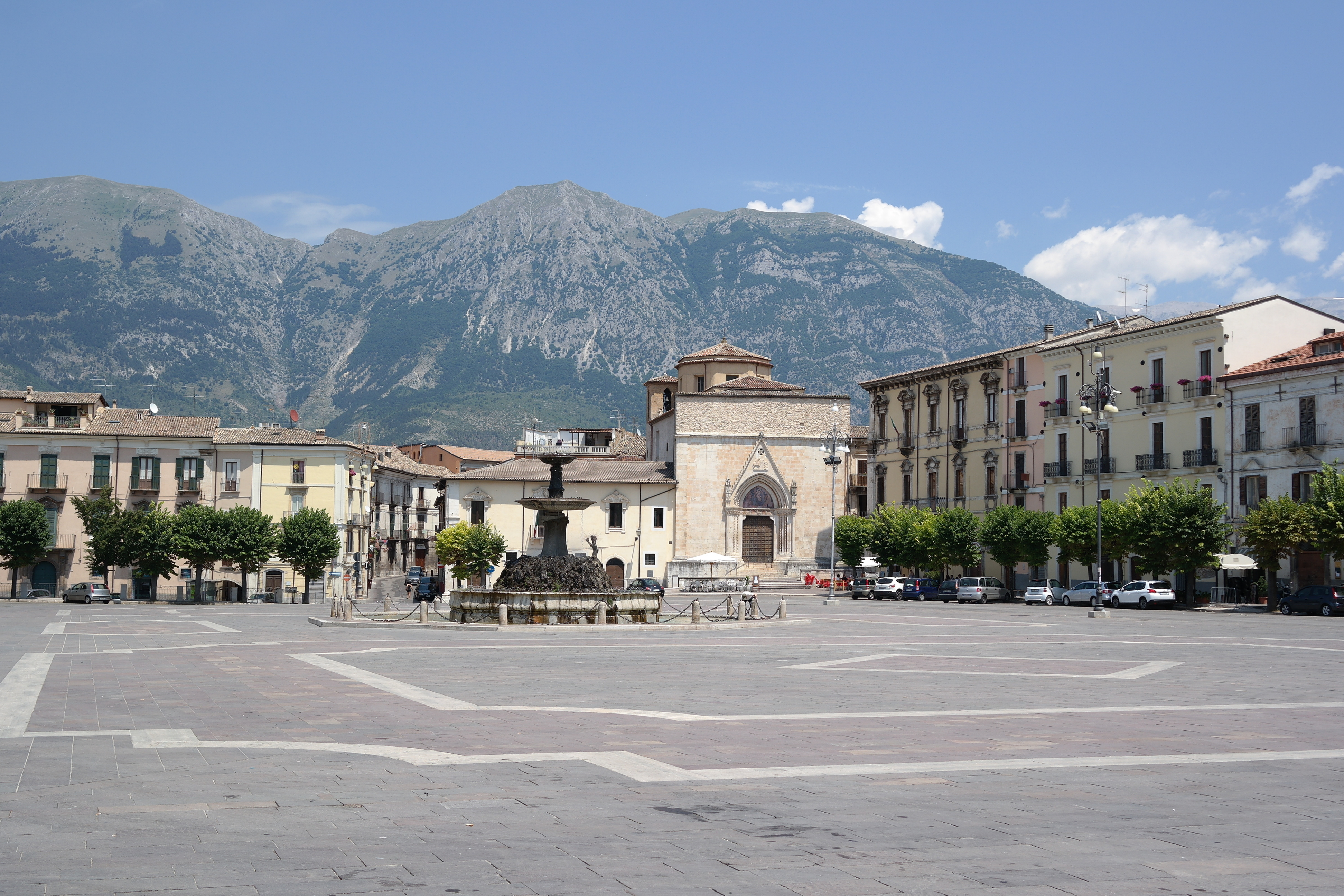
Piazza Garibaldi o del Mercato

Piazza Garibaldi
Si tratta di una delle piazze più grandi d'Italia, realizzata nel Medioevo come la piazza del mercato cittadino. Fino ad oggi ha mantenuto la sua struttura originaria, malgrado le trasformazioni civili dopo il 1706; nel 1882 con la delibera comunale il nome di Piazza del Mercato o Piazza Maggiore fu sostituito con l'intitolazione a Giuseppe Garibaldi. Abbraccia gran parte del centro storico, unendo due rioni storici; a nord ovest è parzialmente attraversata dall'acquedotto medievale, dove si affaccia il portale gotico della chiesa di San Francesco; a sud ovest vi si affaccia il complesso di Santa Chiara con diversi palazzi civili, est vi si affaccia la chiesa di san Filippo Neri, mentre a nord est vi si trova la chiesetta di San Rocco.
La piazza nel passato, oltre alla funzione di mercato, era il luogo della nota Giostra cavalleresca, oltre alla ricorrenza della Madonna che Scappa il giorno di Pasqua, tuttora presenti nelle manifestazioni cittadine rievocative.
Palazzo Anelli
Si trova in Piazza Garibaldi, ricostruito dopo il 1706. Nel 1844 il palazzo, nominato Zampichelli, divenne proprietà di Luigi Anelli-La Rocca. La struttura ha imponente facciata articolata su tre livelli principali: il piano terra con le botteghe con portali di pietra a sesto ribassato e finestre quadrotte; il piano nobile fasciato di sotto da cornici marcapiano e marcadavanzale, sulle quali poggiano le finestre a timpano mistilineo; il secondo piano dove si alternano finestre a timpano curvilineo, spezzato con volute. La facciata si conclude con l'alto cornicione di pietra su mensole; lo spigolo orientale che immette su via Margherita, è sottolineato dal possente cantonale in pietra che si alleggerisce verso l'alto, seguendo il passo delle cornici marcapiano del prospetto sulla piazza. Il portale è ad arco con voluta in chiave, inquadrato da un ordine di paraste tuscaniche che sorreggono l'architrave sormontato da un fastigio barocco con volute a conghilione.
Palazzo Alicandri-Ciufelliin via Marselli, appartenuto alla fine del XVII secolo alla famiglia Zavatta di Pacentro, e da questi fu rifatto dopo il 1706 nelle forme attuali. Passò alla famiglia Granata, e venne acquistato nel 1819 dal sacerdote Nicola Ciufelli, che lo lasciò in eredità alla nipote Rosa Maria Ciufelli, sposatasi nel 1811 con Carlo Antonio Alicandri, assumendone il cognome per i figli. Uno stemma di alleanza matrimoniale delle due casate in pietra orna il balcone sovrastante del portale d'ingresso, sul fronte prospiciente piazza Garibaldi. Alla fine del Settecento la statua della Madonna che scappa il giorno di Pasqua era custodita nella cappella di palazzo, e veniva trasportata da lì nella chiesa di San Filippo Neri da dove usciva per la sua corsa. La facciata del palazzo è intonacata ad eccezione dei cantonali in pietra, articolata su tre livelli che si caratterizzano per la diversa dalla tipologia delle aperture dell'apparato. Al piano terra il portale maggiore ad arco incorniciato da lesene ioniche arricchite da specchiature, e ribattute lateralmente con motivo ad orecchioni di gusto tardobarocco; dall'ordinanza architettonica e dalla chiave di volta dell'arco d'accesso si dipartono mensole di sostegno del sovrastante balcone, poi finestre quadrotte alternate ai portali architravati scandiscono il piano terra. Gli affacci del piano nobile, caratterizzati da balconi e finestre, sono accomunati dall'elegante motivo di mostre modanate in pietra e dal timpano mistilineo con il motivo a conchiglia. La finestra centrale, sopra il portale, accoglie lo scudo ottocentesco della famiglia Alicandri-Ciufelli, troncato semipartito nel primo all'aquila al volo spiegato, nel secondo all'angioletto seduto che suona lo zufolo, nel terzo all'albero, con riferimento ai cognomi delle due famiglie.

### Borgo Santa Maria della Tomba

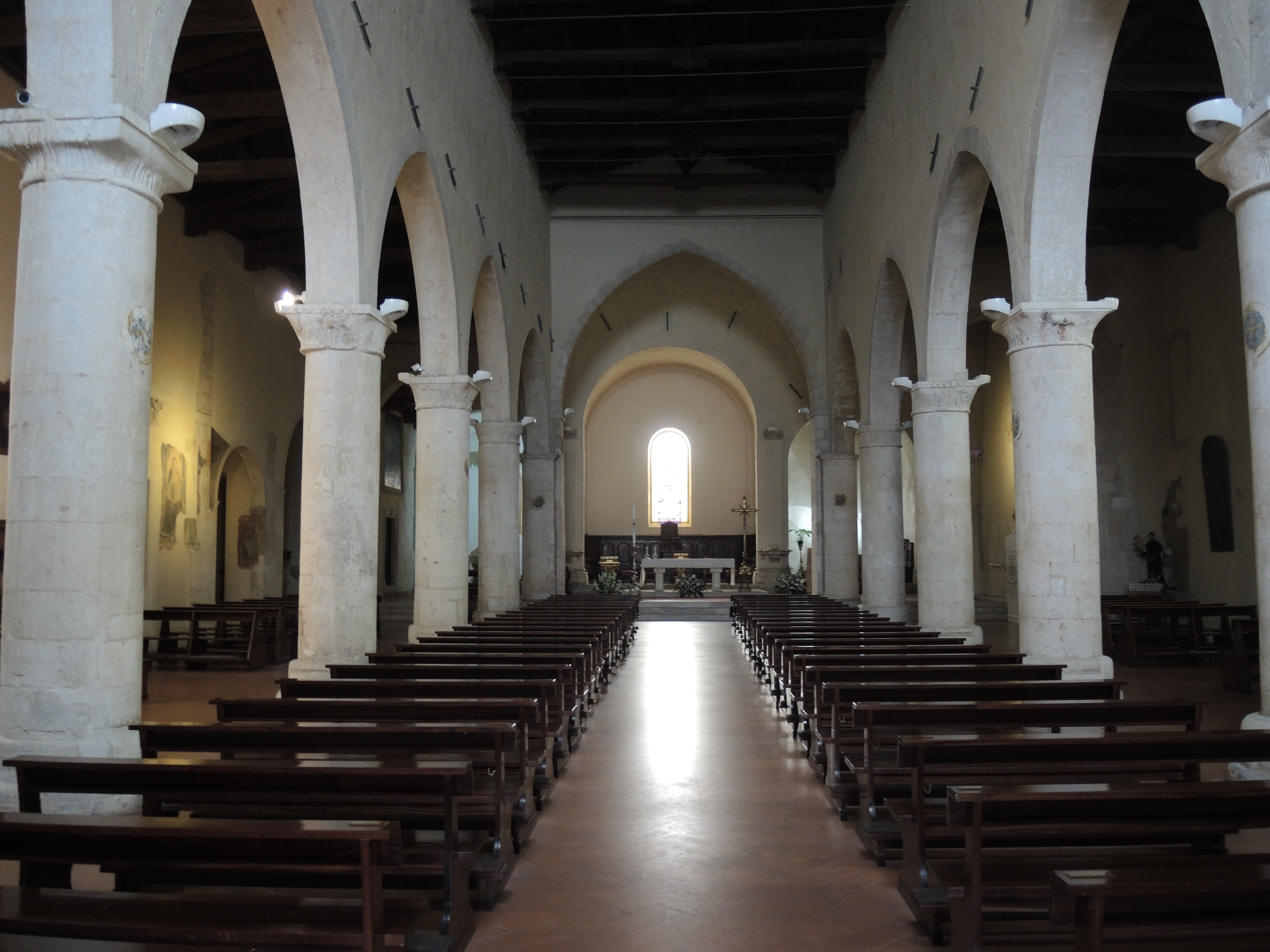
Interno della chiesa di Santa Maria della Tomba

Include la zona di Piazza Plebiscito con la chiesa di Santa Maria, via del Tempio, via Capitolina, la Circonvallazione Occidentale, via Panfilo Serafini e la parte del Corso Ovidio fino a Porta Napoli. Ovviamente il suo nome proviene dalla chiesa principale, affacciata su Piazza Plebiscito; ha vinto il Palio della Cordesca nel 2013, il Palio della Giostra nel 2007-2014. I colori sono l'oro, argento e verde, il blasone è d'oro al giglio di verde, calzato e ritondato del secondo. Lo scudo è sagomato e timbrato da elmo d'acciaio a becco di passero, posto di tre quarti a destra e ornato di cerchie e coppia di svolazzi di verde foderato d'oro. Il cimitero: grifone nascente d'oro, armato e lampassato di rosso, il motto: assunta est Maria.
- Chiesa di Santa Maria della Tomba:

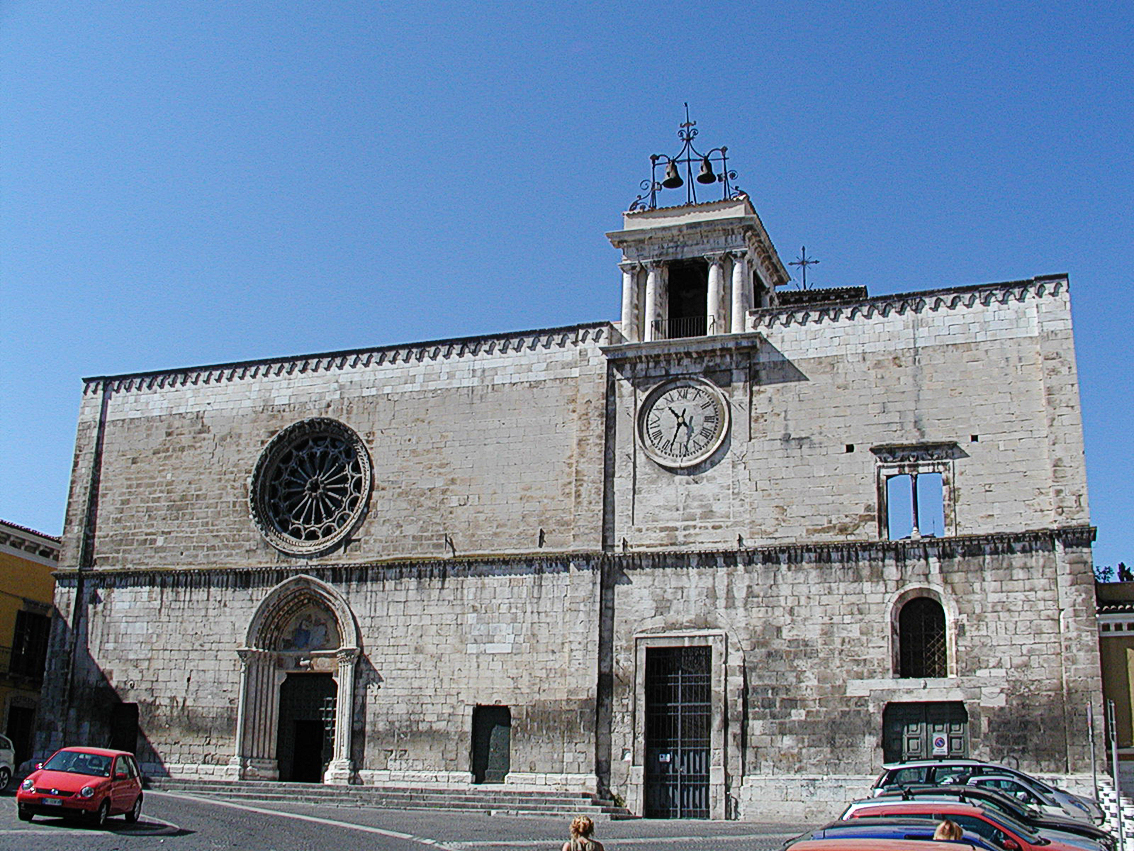
Santa Maria della Tomba

Secondo la tradizione la chiesa fu eretta sopra un tempio romano, e secondo leggende sulla dimora di Publio Ovidio Nasone; il nome deriverebbe dall'esistenza di un'antica costruzione, un sepolcro ovviamente, che si trova lungo la navata centrale, poi demolita nel XVII secolo. La chiesa risale al XIII secolo, costruita assieme a Borgo Sant'Agata, successivamente "Santa Maria della Tomba", nei pressi del corso Ovidio, nell'area destinata al mercato e alle fiere. Nel XIV secolo la chiesa è stata notevolmente arricchita dal portale ogivale, dall'elegante rosone, spogliata dello stile medievale dagli ammodernamento del 1619, e ricostruita, rispettando abbastanza fedelmente le forme originali dopo il terremoto del 1706; meno l'abside, completamente distrutta, assieme al campanile turrito.
La facciata del tipo romanico abruzzese a coronamento orizzontale, è suddivisa in due ordini da cornice marcapiano finemente lavorata. Il portale ogivale e strombato, è simile per forma a quelli delle altre chiese cittadine, come San Panfilo e San Francesco, realizzato da un certo Jacopo nel 1441 insieme a Nicola Salvitti. Il suo profilo è definito da una coppia di colonne ottagonali esterne, e dall'alternanza di pilastrini e colonnine lisce poggianti su un basamento in pietra e culminanti in delicati capitelli con foglie d'acanto, su cui poggia l'archivolto costituito da cornici a tortiglione e modanature con fiorellini a diamante. Al centro dell'architrave un agnello crucifero in bassorilievo, mentre nella lunetta restano tracce di affresco dell'Incoronazione. Il rosone centrale, impostato su cerchi concentrici, è del XV secolo, abbellito da una raggiera. L'interno è a tre navate, con arcate ogivali su pilastri ottagonali, ripristinati nella forma gotica intorno al 1970.

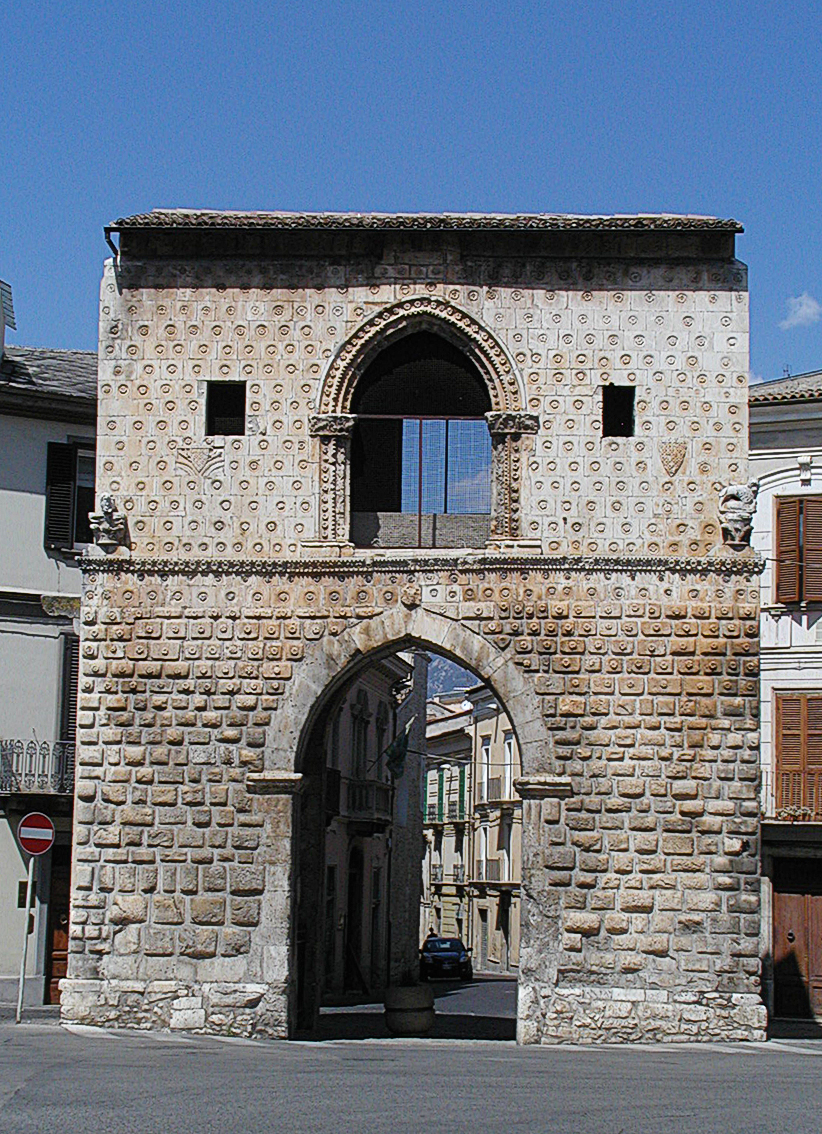
Porta Napoli
Conclude la passeggiata del Corso Ovidio verso sud. Eretta nei primi anni del XIV secolo come Porta Nova, ha conservato intatta la sua struttura a pianta rettangolare, anche se con il terremoto del 1706 ha perso le merlature della sommità. La decorazione del fronte si articola in bugnato rustico marcato in basso, e attenuato verso l'alto; negli ultimi cinque fianchi compaiono rosoncini centrali, che si appiattiscono perché sotto la cornice marcapiano al bugnato fanno comparsa conci più regolari. In asse con la porta si apre una finestra in origine bifora, con motivi simili ai piccoli rosoni; vi sono rilievi con una scena di caccia a sinistra, e di sacrificio a destra: fungono da mensole per i piedritti da cui si eleva l'arco a sesto acuto.
A fianco c'è il finestrone centrale gotico con sotto degli stemmi angioini; la decorazione è completata da capitelli scolpiti e leoncini provenienti da altri monumenti scomparsi, posti all'estremità della cornice.
Nella facciata che volge sul corso c'è un'icona della Madonna col Bambino, recuperata da una chiesa distrutta, risalente al 1338, inquadrata in un arco con cornice a motivi vegetali e animali, nonché umani. Sotto la cornice è inserito l'Agnus Dei.
Chiesa di Santa Lucia delle Benedettine
In passato si riteneva che la chiesa col convento facesse parte di un complesso delle Suore Benedettine, e che a causa delle lotte tra le famiglie sulmonesi Merlino e Quatrario, venisse chiuso nel 1406 e passasse ai Celestini fino al 1656. Il complesso che si trova su via della Cona, traversa del Corso Ovidio verso Porta Napoli, fu fondato tra il 1200 e il 1300, documentato nel 1375 nel catasto cittadino. Nel 383 risulta appartenente all'Ordine dei Celestini. Il monastero fu abbandonato nel Settecento, dopo il terremoto del 1706, ed era usato solo in occasione per la messa di Santa Lucia, come dimostrato nel documento del 1742. Nel 1807 il convento fu soppresso.
La semplice facciata a coronamento orizzontale e muratura in pietrame, presenta un portale in pietra con cornice modanata, sormontato da un piccolo scudo di pietra con le lettere N.G.V.M. (Natività della Gloriosa Vergine Maria). A sottolineare l'asse mediano della facciata è una finestra rettangolare con vetrata dipinta; lungo la parete verso il corso Ovidio c'è un portale murato di stampo romanico, con lunetta a tutto sesto, e in alto un bassorilievo dell'Albero della Vita con Adamo ed Eva, sormontati a loro volta da due figure animali: due pellicani con l'Agnus Dei.
L'interno è a navata unica con soffitto a capriate lignee, arricchito da dipinti del XVIII secolo, e statue: Sant'Antonio e Santa Lucia nella nicchia.

### Borgo San Panfilo
Include tutta la parte settentrionale del centro storico da via di Porta Romana, Piazzale Carlo Tresca, la Circonvallazione Orientale, via Matteotti e via Roosevelt. All'interno si trova la Cattedrale di San Panfilo, posta dietro la villa comunale. Il tutto era circondato da una cinta muraria poi demolita, che presso la cattedrale includeva Porta San Panfilo, e all'ingresso del corso la Porta Sant'Agostino, demolita dopo il 1706. Fuori le mura si trovavano anche due chiese, oggi scomparse, dedicata a Sant'Andrea extra moenia e a Sant'Agata.
Ha vinto il Palio della Cordesca nel 2015, il Palio della Giostra nel 1997-2017. I colori: oro, rosso porpora e argento, il blasone: d'oro alla losanga di rosso porpora confinante ai quattro bordi dello scudo, caricata della conchiglia di San Giacomo, d'oro. Scudo è timbrato da elmo d'acciaio a visiera chiusa, di pieno profilo a destra e ornato di cercine e coppia di svolazzi d'oro, foderati di rosso porpora. Il cimiero: una testa di cigno strappata al naturale, tenente il becco nero e una conchiglia d'oro. Il motto: salus mea Pamhpilus est.

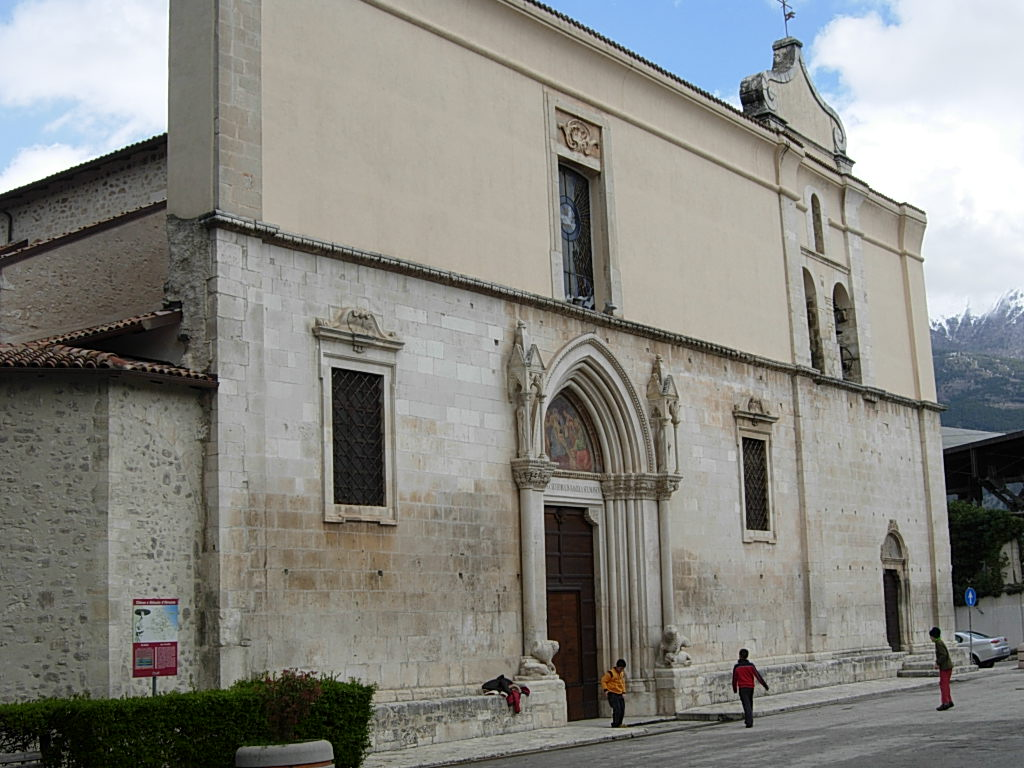
La Cattedrale

Cattedrale di San Panfilo
Chiesa cattedrale della città di Sulmona e della Diocesi di Sulmona-Valva, la cui costruzione risale all'anno 1075, sopra un tempio cristiano preesistente. L'intervento fu voluto dal vescovo Trasmondo, terminato nel 1119 da Gualtiero.
Si presenta oggi come il risultato di una serie di stratificazioni architettoniche sovrappostesi nei secoli a partire dall'originaria edificazione (secondo la tradizione) su un tempio di età romana. In origine dedicata a Santa Maria, subì una serie di trasformazioni già nel XII secolo e in tale epoca fu dedicata al santo patrono di Sulmona, San Panfilo appunto.
Colpita e gravemente danneggiata in seguito al terremoto del 1706, fu ricostruita con forme barocche, in parte ancor oggi visibili, nonostante i recenti restauri. Ha il rango di basilica minore. Di originale resta la facciata dal punto di vista esterno, in stile gotico, incentrata sul portale di Nicola Salvitti, con lunetta affrescata trecentesca, incorniciato in un arco a tutto sesto, affiancato da colonne con guglie che contengono le statue di San Panfilo e San Pelino. L'interno barocco a tre navate possiede all'ingresso due sarcofagi, uno dei quali del vescovo Bartolomeo de Petrinis. L'altare è rialzato con una rampa di scale, che portano da un lato verso la sacrestia, dall'altro conducono alla cripta gotica con il sarcofago del vescovo.
Monumento a Carlo Tresca
Si trova nel piazzale davanti alla villa comunale e al corso Ovidio, dedicato all'anarchico antifascista sulmonese, assassinato nel 1943. Il grande cippo in marmo ha pianta quadrangolare, la cui linearità è spezzata da una cornice marcapiano verso la cima. Su ogni lato ci sono delle corone d'alloro in bronzo, mentre sul lato principale è rappresentato un bassorilievo bronzeo di un uomo giacente, con accanto la dea Vittoria. Il monumento infatti è stato costruito anche per celebrare i caduti sulmonesi nella prima guerra mondiale, per cui era stato costruito dopo il 1918, durante il periodo fascista, con forme classiche.
Villa comunale

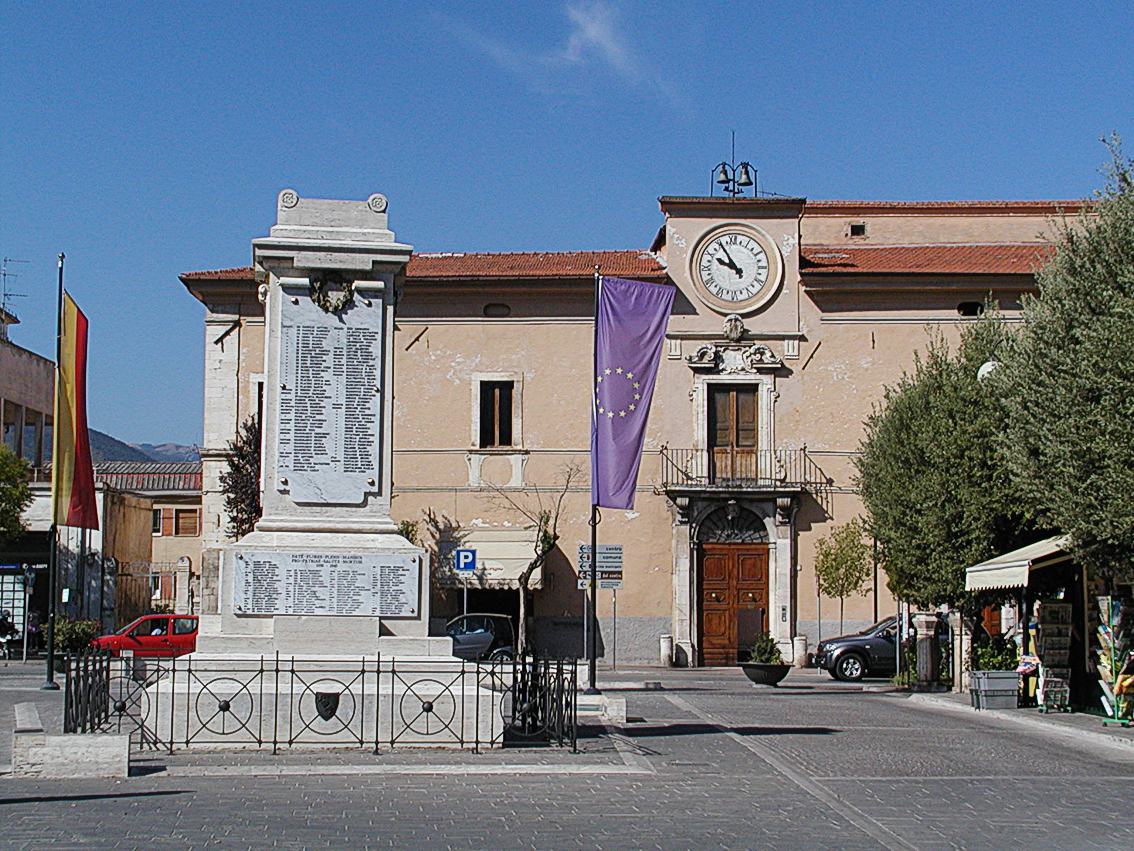
Monumento a Carlo Tresca e Palazzo vescovile

L'intera area era usata come zona di mercato nel Medioevo, fino al XIX secolo, assente da abitazioni. Con la delibera comunale del 4 maggio 1867 si attuò il progetto della costruzione di un'area di svago e passeggio; l'area fu livellata, bonificata, abbellita con fontane, piante da giardino e la costruzione di un'orchestra per i concerti pubblici della banda. Specialmente, prima della rimozione di essa, l'orchestra si esibiva durante la festa del patrono San Panfilo. Nel primo '900 l'area divenne uno dei punti nevralgici della vita sociale sulmonese, e nei pressi vi fu costruito lo stadio Pallozzi. Nel dopoguerra l'area fu circondata da palazzine costruite durante il boom economico, senza che però ne venisse alterata l'armonia.
Il giardino è stato realizzato da Luigi Rovelli, avente una forma geometrica rettangolare allungata, che si sviluppa per 800 metri, dal piazzale Tresca fino alla Cattedrale. In posizione simmetrica al suo interno si trovano due fontane peschiere circolari con la colonna centrale in tufo.
Torre cilindrica
Si trova lungo la circonvallazione orientale, svoltando a destra dal corso Ovidio, oppure raggiungibile lungo via della Rocca. Sarebbe il torrione dell'antico castello medievale, successivamente distrutto e riadattato ad abitazioni civili dopo il terremoto del 1706. Abbraccia un'ampia parte delle mura medievali, in parte demolite nel secondo '800, ed ha la forma cilindrica, con base a scarpa. La sommità ha una copertura conica schiacciata, e lungo il corpo si aprono alcune bucature come finestre. Attualmente ospita un rinomato Bed and Breakfast.

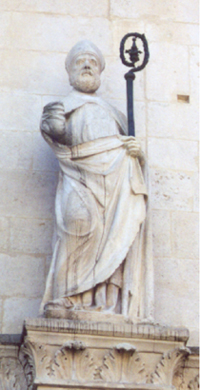
Statua di San Panfilo presso il Palazzo Annunziata

Porta Romana
Accessibile da una via a destra, entrando nel corso Ovidio, oppure dalla circonvallazione Occidentale, la porta è nota anche come "Pinciara", perché portava al sobborgo medievale con le fabbriche di embrici. La prima citazione nel catasto è del 1376, successivamente venne chiamata Porta San Matteo, perché vicino ai ruderi dell'omonima chiesa fuori le mura. Il restauro definitivo ancora oggi visibile è del 1429, come attesta l'iscrizione, dove si trova uno scudo con l'iniziale M. Probabilmente si tratta di Meo de Buzu, cittadino vissuto in quell'epoca, che la fece restaurare.
La porta è l'unica ad avere un arco a tutto sesto, e fa parte della prima cinta muraria trecentesca; l'arco è sostenuto da robusti pilastri che si concludono verso l'imposta con una cornice modanata che fascia i due prospetti, interrompendosi in corrispondenza della chiusura a saracinesca. Il danno probabilmente è dovuto al terremoto del 1706. Sul parametro murario, oltre all'epigrafe del restauro, è presente il motto sulmonese S.M.P.E.

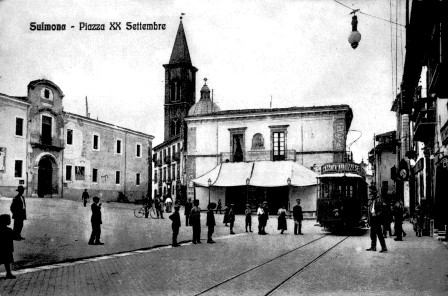
Foto storica di Piazza XX Settembre

Palazzo Vescovile
Il palazzo si trova accanto alla villa comunale, lungo viale Roosevelt, ricostruito completamente dopo il 1706 come voluto dal vescovo Bonaventura Martinelli. Il vecchio episcopio era adiacente alla Cattedrale, ma nel progetto fu spostata la collocazione di poche centinaia di metri. Con le somme elargite da papa Clemente XI il progetto doveva essere di imponenti proporzioni, ma non venne realizzato secondo il disegno originale. Il palazzo fu ricostruito nel 1715, comprendente sede vescovile, seminario e piccola chiesa della Concezione. Il palazzo venne saccheggiato nel 1799 per l'acquartieramento delle truppe francesi, e danneggiato non in maniera grave coi terremoti del 1915 e del 1933.
La facciata è impostata su due livelli sovrapposti, divisi da un'alta fascia modanata, e si conclude con un sottotetto con aperture ellittiche. L'asse mediano è rimarcato dalla successione verticale portale-balcone-orologio civico; le mensole sono arricciate a rocchetto, e sorreggono la balconata centrale sopra il portale. Il coronamento è in pietra a volute, cartiglio centrale e stemma apicale; il cartiglio reca un'iscrizione dipinta riguardante l'erezione del palazzo, iniziato a costruire dal 1709, per volere del Martinelli. Dalla zona centrale si dipartono al piano terra i semplici ingressi dei locali commerciali, e dal piano nobile coppie di finestre rettangolari impreziosite da sottodavanzali con ordine a fascia. Accanto all'edificio, sulla destra, c'è la barocca chiesa della Concezione.
Stadio Francesco Pallozzi
Costruito nel 1930 accanto al Duomo lungo viale Matteotti, ha forma ellittica, e di ornamentale conserva delle inferriate rappresentanti dei giocatori di calcio con un fisico tondeggiante e sviluppato, seguendo i canoni dell'arte littoria. Prima della guerra l'ingresso era decorato anche da robusti fasci.
Palazzo Capograssi
Si trova in via Papa Innocenzo VII, costruito nel 1319 quando la famiglia Capograssi si trasferì a Sulmona. Confine con il rione Sestiere Porta Iapasseri. Il palazzo fu ristrutturato nel XV secolo, inglobando parte del Palazzo Meliorati, e probabilmente vi nacque Cosmato di Gentile nel 1336, che diventerà papa Innocenzo VII. Le insegne araldiche dei Meliorati (uno scudo dalla banda caricata da stella caduta accompagnata da due cotisse e chiavi di San Pietro decussate) sono scolpite sull'architrave dell'ultimo balcone di sinistra, insieme all'iscrizione in cui si menziona, oltre al nome del pontefice, quello del nipote Ludovico Meliorati II, che possedette il palazzo nel 1470.
La parte più antica del palazzo risale al 1574, anno della ristrutturazione di Dionisio Capograssi; ha caratteri a salienti, con davanzali poggianti su mensole modanate e il portale, che conserva le affinità di quelli durazzeschi quattrocenteschi. L'impaginato fa uso di specchiature, vicine al gusto classico cinquecentesco. Altra particolarità sono gli stemmi: scudo troncato nel I (azzurro) del grifo (d'oro), uscente dalla partizione; nel II (d'argento) alle tre bande (di rosso).

### Sestiere Porta Manaresca

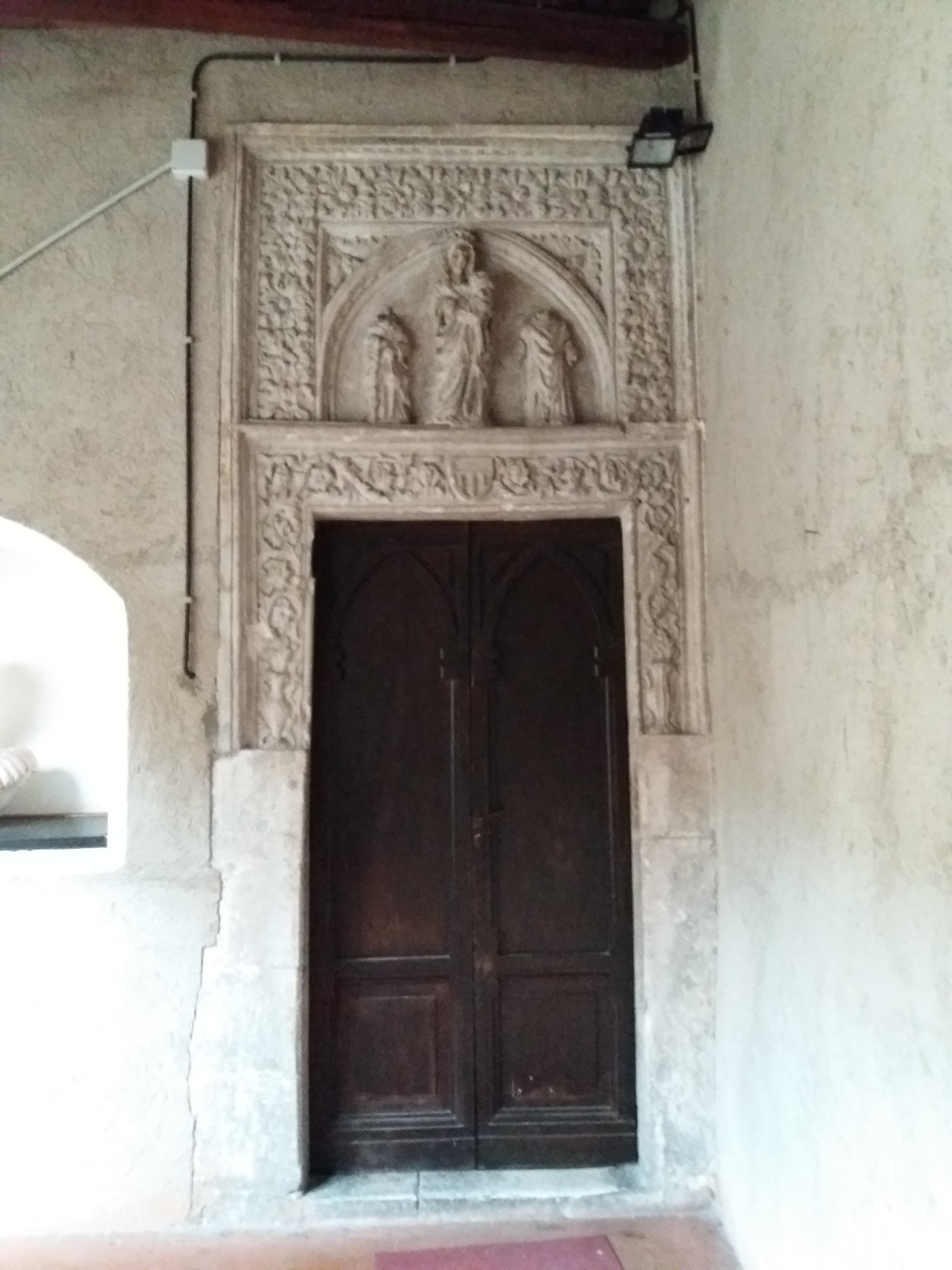
Portale duecentesco all'interno del chiostro di casa Giovanni Sardi

Prende il nome dalla scomparsa porta posta tra via Federico II e Largo Mercatello (la stessa porta prenderebbe il nome dal conte Manero, fiscale del rione e Conte di Valva), situata alla sommità di via Marselli (Costa dei Sardi), delimitato dal vico del Vecchio, dalla via nuova Federico II, la Circonvallazione Orientale, via Pansa, via Antonio De Nino e Corso Ovidio. Si tratta di uno dei quartiere più grandi della città.
Ha vinto il Palio della Cordesca negli anni 2003-2004-2006-2011-2018, il Palio della Giostra negli anni 1995-2001-2009-2011-2013-2015-2016-2023. I colori: azzurro, rosso e oro, il blasone è trinciato, nel I d'azzurro al grappolo d'uva d'oro, nel II di rosso pieno; lo scudo timbrato da elmo d'acciaio a becco di passero, posto di tre quarti a destra, ornato di cercine e coppia di svolazzi di rosso d'azzurro. Il cimiero: un leocorno nascente d'oro, il motto: primus inter pares.
I monumenti sono:
Palazzo Sardisituato lungo via Marselli, ha origini cinquecentesche, e fu la dimora della famiglia Sardi, dopo che i membri si trasferirono dalla casetta medievale di Giovanni Sardi. Nel XVII secolo fu acquistato dai Sanità, e il palazzo fu assai ampliato, e ristrutturato dopo il 1706. L'ingresso principale è in Largo Angeloni, il fronte posteriore domina il lato nord della Piazza Garibaldi, da Largo Mercatello, annesso ad altre case. Svuotato della ricca biblioteca e degli arredi, il palazzo è stato acquistato negli anni '80 per diventare il Museo di Storia Naturale della Valle Peligna. La dimora si articola su tre piani nel prospetto principale e quattro nelle facciate rivolte verso Piazza Garibaldi ed est lungo via Marselli, a causa del dislivello del colle di ben 5 metri tra via Angeloni e quella dell'invaso della piazza. L'atrio coperto da una volta a botte lunettata, introduce a una piccola corte centrale, pertinente all'impianto rinascimentale che aveva un loggiato (tamponato) con finestre rettangolari ad arco; all'interno della corte si trova un pozzo con lo stemma dell'unione matrimoniale di Giulio Sardi e Maddalena Colli Aldana (XVI secolo). Della parte rinascimentale del palazzo in Largo Angeloni rimane la parte di base con le quadrotte e il portale in bugnato liscio con mensole che sorreggono il balcone superiore e lo stemma araldico ovale, collocato sulla chiave di volta, con la testa di satiro, e le finestre del piano nobile a coronamento orizzontale. Alla fase successiva appartengono le aperture del secondo livello, nel cantonale d'angolo su via Marselli è riconoscibile l'imposta dell'arco di Porta Manaresca. I lavori settecenteschi hanno costruito un fronte meridionale verso la piazza, un contrafforte in pietra, modificando le finestre, aggiungendo i balconi alle finestre cinquecentesche.
Palazzo Corvisi affaccia su via Roma, via dell'Arco e vicolo del Vecchio. Il palazzo è contraddistinto da cinque parti: la prima cinquecentesca su vicolo del Vecchio, la seconda sullo stesso asse, ma più tarda del XVIII secolo, la terza più bassa ricostruita nel XIX secolo, la quarta costituita dall'edificio ottocentesco prospettante sul corso Ovidio e via Roma. Il nucleo primitivo fu costruito nel XVI secolo, si estendeva sino a corso Ovidio, ha un aspetto proto-manierista, come evidenzia il portale d'ingresso simile a quello dei Palazzi Sardi e Molina: presenta una lavorazione a bugnato liscio che ricorda i palazzi romani, soprattutto il Farnese. Il bugnato è usato anche nelle finestre, si passa dalla quadrotta al pianterreno per passare alla finestra del primo piano con ordine rustico, invasa da bugnato, per giungere poi al secondo piano dove il bugnato è relegato in forme di aggetti minori. Altri elementi manieristi sono i timpani spezzati e le mensole inginocchiate che sorreggono le finestre. Il secondo corpo di fabbrica su vicolo del Vecchio è del XVIII secolo, articolato su tre piani: il portale principale sulla sinistra immette nel cortile rettangolare da cui si accede sul fianco destro, allo scalone a doppia rampa che conduce al piano nobile. Il linguaggio architettonico è caratterizzato da una compostezza classica, con decorazioni a motivi floreali. Il palazzo doveva essere assai monumentale, ma rimase incompiuto nel progetto di quattro androni, di cui due esistenti aperti su via Roma e corso Ovidio. Il cortile interno è più elaborato con un ordine di paraste tuscaniche ioniche, a cui fanno contrapposizione le intelaiature orizzontali della trabeazione e delle cornici marca-davanzale, poste a fasciare l'intero spazio. Gli angoli sono smussati, la decorazione dei capitelli ricorda le opere di Francesco Borromini (il complesso di San Filippo Neri di Roma). I piani superiori sono stati recuperati negli anni '90, riportando la decorazione fastosa settecentesca costituita da stucchi, dipinti e dorature. La sala s'ingresso rettangolare ha una volta a padiglione con fregio centrale, e su ciascuna parete coppie di medaglioni ovali con riquadro incorniciato con scene allegoriche e paesaggi idilliaci e architetture classicheggianti. Il secondo ingresso di pietra porta a una sala minore con una cornice centrale dorata a foglie d'oro zecchino, che racchiude frammenti di dipinti a carattere mitologico. A sinistra c'è la cappella privata con l'altare in pietra con il dipinto del Cristo porta croce, sulla destra la Madonna. Il salone grande ha un dipinto sulla volta a padiglione ritraente un paesaggio campestre con laghetto, attorniato nella volta da motivi fitomorfi e vegetali a stucco. Vi si trova una lapide romana del III secolo rinvenuta nel 1777 presso Corfinio, con iscrizione onorifica riguardo al municipium. L'ultima stanza è la Sala dell'Aurora per la pittura a tempera al centro della volta, che rappresenta la dea Aurora su un carro dorato trainato da cavalli.
Palazzo Colombini - Chiesa di San Tommaso
Risale al XVI secolo posto lungo via Roma, anche se la struttura attuale è settecentesca, con interventi del dopoguerra. Originalmente eretto nel XVI secolo, fu rifatto dopo il 1706, l'antichità si vede dagli archi "durazzeschi" del basamento, e nei locali sotterranei posti in via dell'Arco. Altri stemmi quattrocenteschi si vedono sul pilastrino di destra dell'arco, all'inizio della gradinata dell'attiguo palazzo, che sostituiva l'ala più recente, danneggiata dal sisma. Si tratta di uno stemma d'alleanza matrimoniale, tra i Colombini e i De Capite. L'ex chiesetta di San Tommaso mostra la facciata semplice, con il portale gotico del XIII secolo, murato, ad arco a tutto sesto.

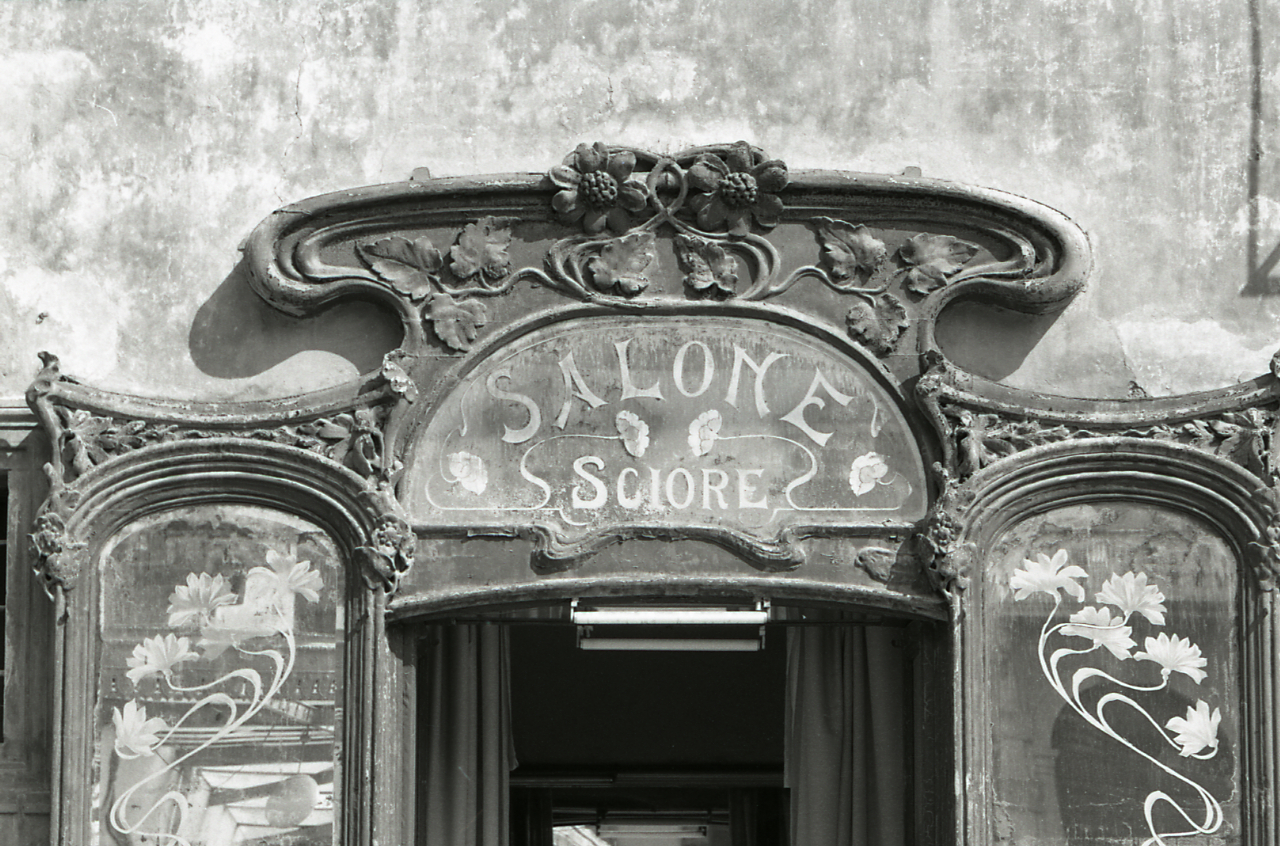
Fotografia di Paolo Monti (1969) del Salone presso il Palazzo De Capite

Palazzo Grilli De Capite
Il palazzo dopo il 1706 fu acquistato e ristrutturato dalla famiglia Grilli di Pescocostanzo, che lo possedette fino al 1887, quando passò ai De Capite. Gli stemmi in pietra posti sul portale sono delle copie degli originali, nel restauro del 2006; il palazzo rappresenta uno dei maggiori esempi del barocco civile sulmonese: gli episodi di maggior rilievo sono situati in corrispondenza dei due sistemi portale-finestra; il tono decorativo e chiaroscurale si riduce i corrispondenza dei settori intermedi (portali minori-sopraluce-finestra), per poi rinvigorirsi e marcare le estremità del prospetto con il motivo portale minore-sopraluce-balcone minore. Tutti gli elementi architettonici concorrono al ritmo del prospetto con forme e soluzioni decorative diverse, sempre più complesse a partire dalle finestre quadrate con conchiglia sopraluce, per passare alle finestre con stipiti a terminazione piana, e fastigio centrale con conchiglia, alle porte finestre dei balconi minori e a quelle dei balconi maggiori con terminazione a profilo curvilineo, per giungere alla fine ai portali di accesso inquadrati da lesene ribattute, e sormontate da volute che inquadrano il fastigio barocco.
Chiesa di Santa Caterina d'Alessandria
Attaccata al teatro Maria Caniglia, risale al XIV secolo. Costruita nel 1325 con il convento domenicano per le educante donne, fu restaurata nel XV secolo dal barone Pietro Giovanni Corvi. Questo apparato rinascimentale fu distrutto nel 1706, e la chiesa ricostruita in forme barocche attuali. Mentre l'esterno presenta un classico impianto con la facciata ornata da paraste e un portale a timpano curvilineo spezzato, l'interno è più ricco: scandito da una sola navata, ha una pianta rettangolare leggermente ellissoidale, e composto ulteriormente da lineamenti cruciformi, presso cui il centro si alternano due grandi cappelle laterali. Questo originale impianto è dell'architetto Ferdinando Fuga, che lavorò anche per gli stucchi e i pennacchi decorativi, con finti marmi. Al centro realizzò la cupola ellittica. Tra le tele settecentesche ci sono la "Gloria di Santa Caterina" e le "Virtù Cardinali", insieme ai simboli degli Evangelisti presso la cupola, opera di Giambattista Gamba.

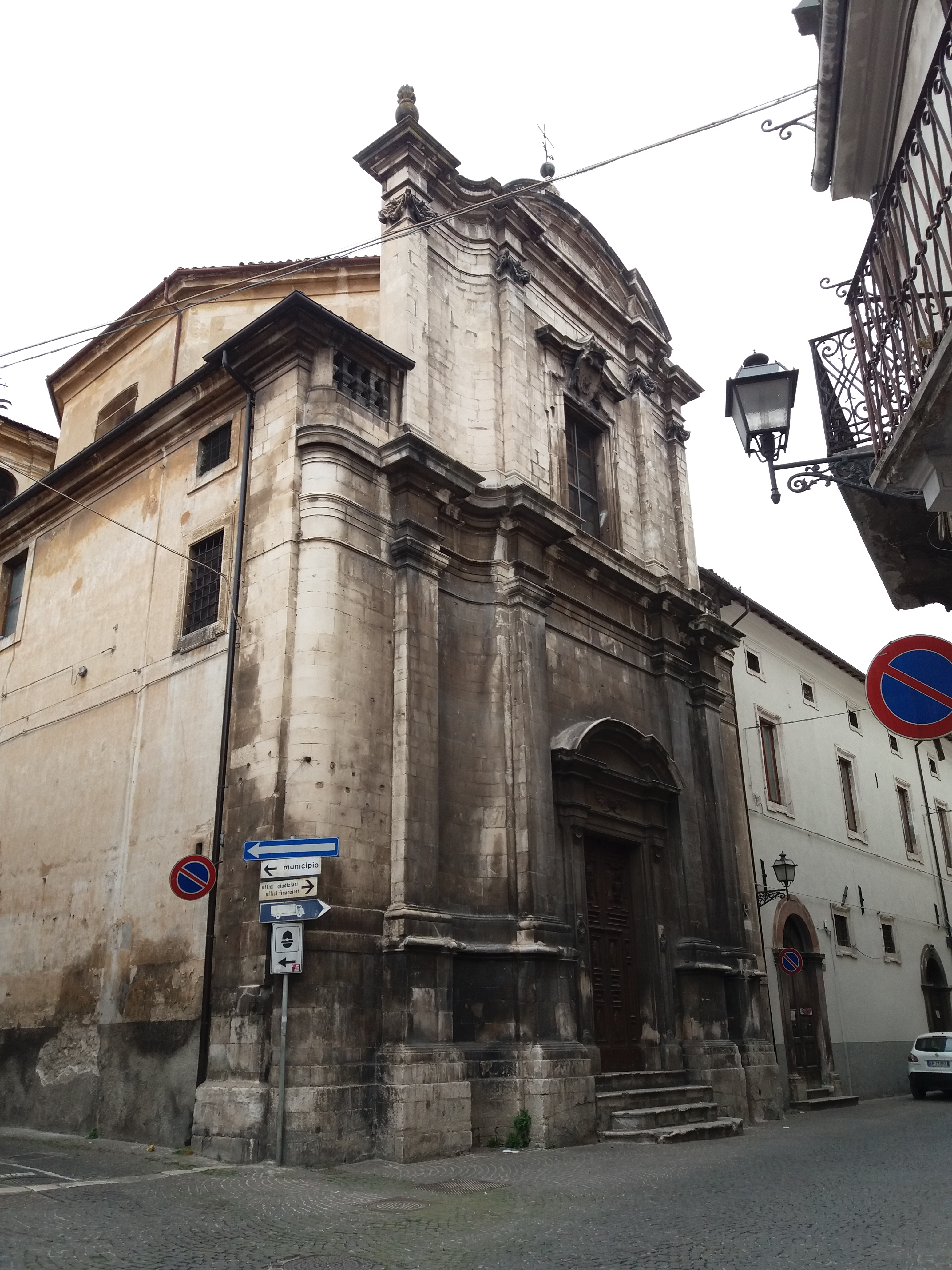
Chiesa di Santa Caterina

Casa medievale di Giovanni Sardi
Da non confondere con il palazzo, si trova nel vico dei Sardi. Il piccolo edificio medievale appartenne ai Sardi della Sardegna, ristrutturato da Giovanni nel 1477, come attesta l'insegna sull'architrave della finestra. Il prospetto frontale in pietra faccia vista presenta un portale durazzesco, molto frequente nell'architettura locale nel Medioevo; il pilastro centrale ottagono reca le stesse modanature della cornice, e le quattro luci sono arricchite ciascuna da una coppia di mensole angolari a voluta. In alto si trova un'ampia finestra guelfa leggermente fuori dall'asse rispetto al portale, con motivi decorativi tardogotici e rinascimentali. L'interno è strutturato attorno a una piccola corte centrale a pianta trapezoidale, con pavimentazione in selci, di cui tramite una breve scalinata con parapetto e corrimano, si sale al piano superiore; un appartamento in particolare è decorato da un loggiato coperto da una tettoia in legno, costituito da arcate impostate su quattro colonne angolai a ottagono.
Acquedotto Svevo e Fontana del Vecchio

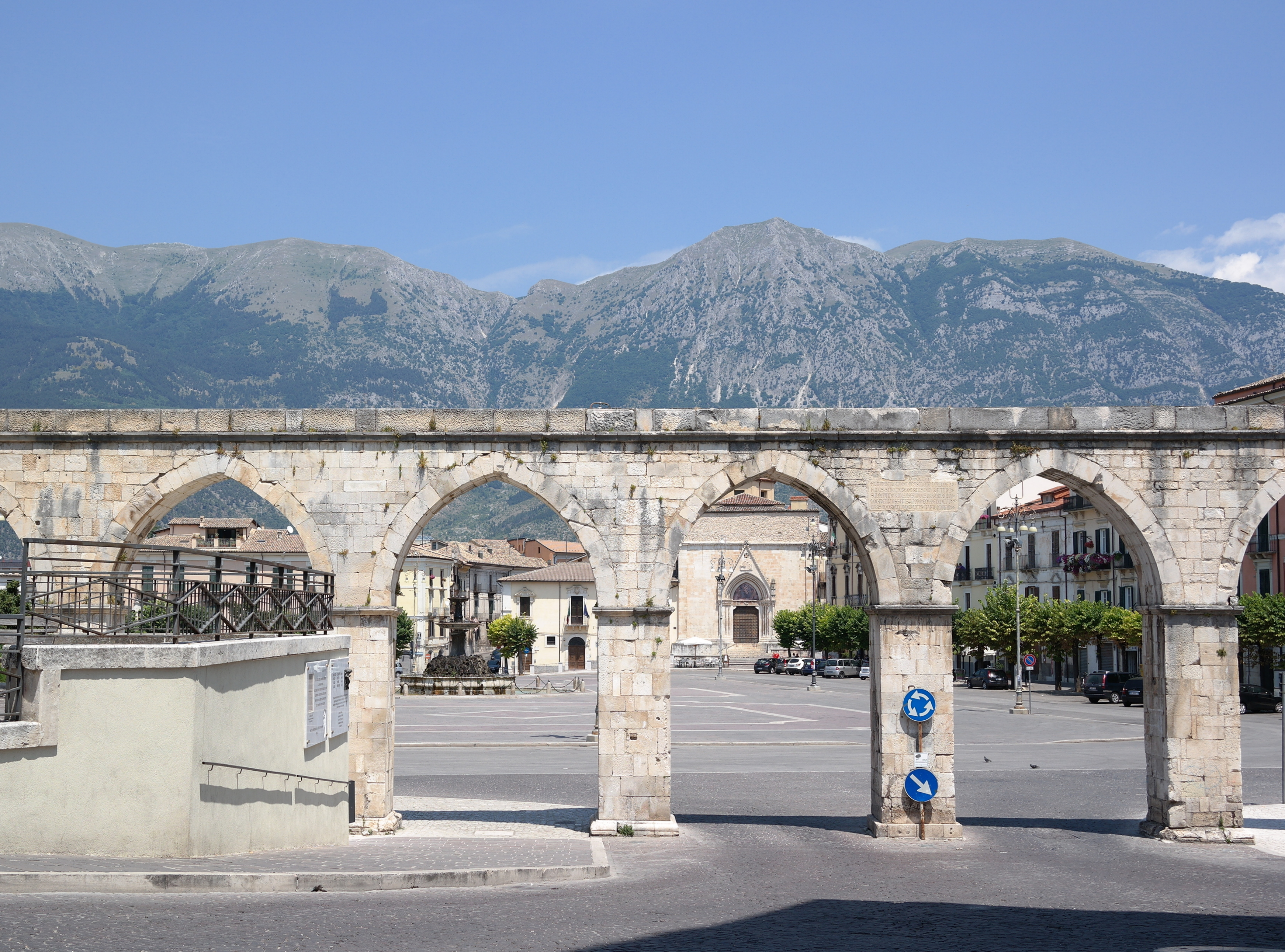
Acquedotto medievale e piazza Garibaldi

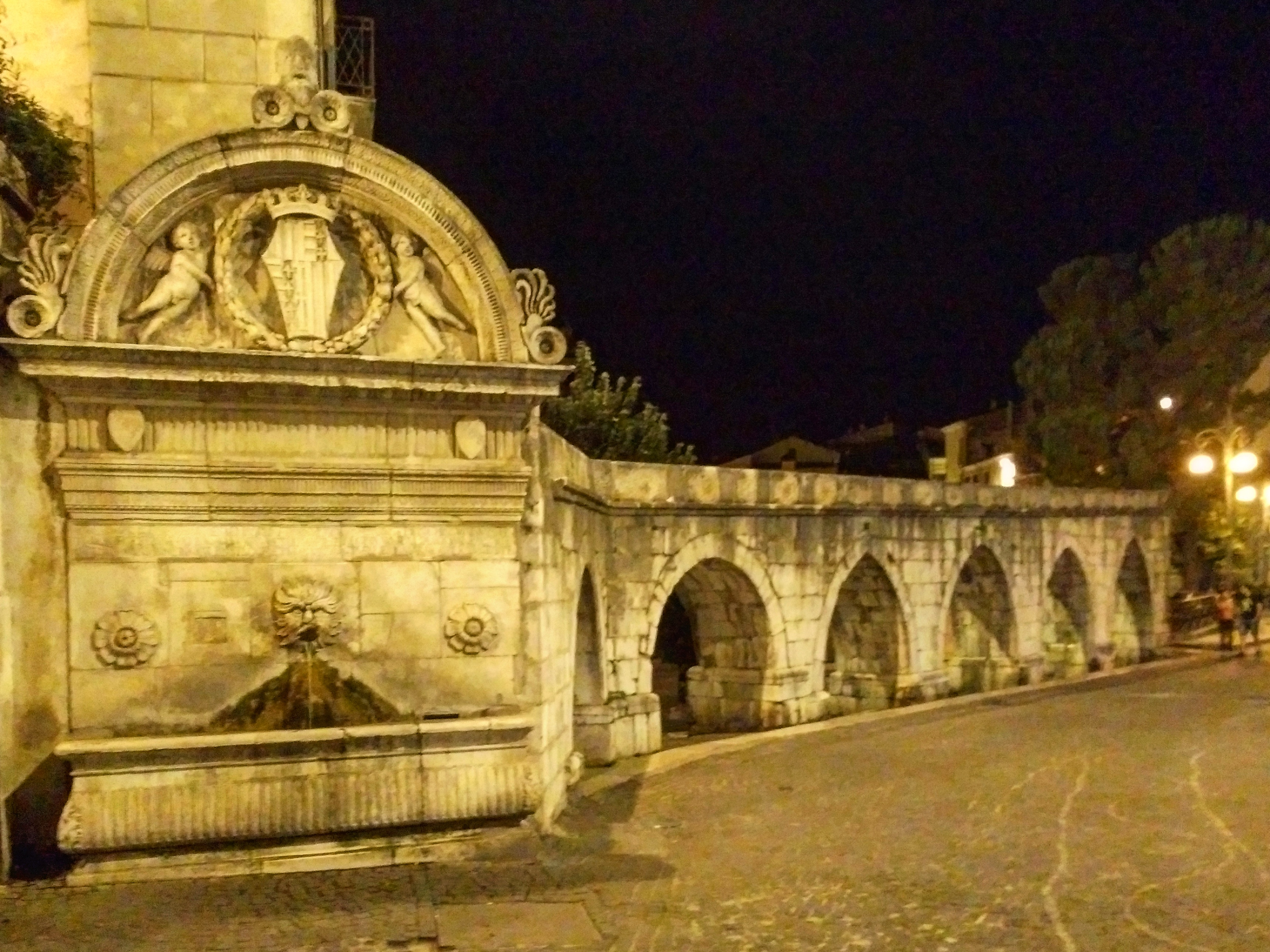
Fontana del Vecchio in notturna

Secondo alcune fonti, all'epoca romana esisteva già un acquedotto; quello attuale fu ostruito nel XIII secolo da Manfredi di Svevia, che lo inaugurò nel 1256, per creare un canale nel centro per il trasporto acquifero del fiume Gizio. L'acquedotto fu ridimensionato nel XVII secolo, tagliato dopo il terremoto del 1706 per la costruzione di abitazioni, e ripristinato dopo la seconda guerra mondiale, tanto che le abitazioni avevano occupato gran parte della struttura, da lasciarne in vista solo tre archi. Il 3 giugno 1979 si verificò un incidente mortale per un autobus di tifosi aquilani in trasferita per Cassino. L'autobus rimase incastrato in uno degli archi, e alcuni ragazzi che si erano sporti dal finestrino rimasero uccisi all'istante.
L'acquedotto si trova nella parte occidentale di Piazza Garibaldi, delimitandone il confine con il corso Ovidio; è composto da tre tronchi: il primo lungo 76 metri con 15 archi gotici, il secondo 24 metri con 5 archi, e l'ultimo pezzo che ha un solo arco a tutto sesto lungo 4,92 metri. Il dislivello complessivo tra il primo e l'ultimo punto dell'acquedotto è di 106 metri di lunghezza, per un totale di 10 metri di dislivello.
La Fontana del vecchio è collegata all'ultimo troncone dell'acquedotto, che si collega al corso Ovidio. Fu realizzata nel 1474 da Polidoro Tiberti da Cesena. Nel 1901 la vasca quadrangolare originale fu sostituita da un sarcofago ellittico, quello attuale. La struttura si conserva perfettamente, con molte decorazioni presso la parte superiore o trabeazione: due putti angelici sorreggono lo stemma sulmonese con la scritta S.M.P.E., dai versi di Ovidio. Il nome proviene dal mascherone centrale a forma di fauno, o vecchio, affiancato lateralmente da due tondi a motivi floreali.
Teatro "Maria Caniglia"
Sul viale De Nino, è uno dei teatri d'opera rappresentativi dell'Abruzzo. L'avancorpo d'ingresso richiama lo stile neoclassico; il prospetto principale presenta semicolonne doriche, che inquadrano cinque arcate a tutto sesto, che sostengono una trabeazione con fregio costituito dall'alternanza di metope e triglifi. La parte superiore della facciata, dove si aprono finestre con timpano triangolare, è conclusa da un classico frontone; all'interno una ricca decorazione a stucco contraddistingue vestibolo e fumoir; ad impreziosire la sala sono i piccoli lampadari in cristallo di Boemia. I posti a sede sono 700, distribuiti tra l'ampia platea, con orma a ferro di cavallo, su 65 palchi, separati da archi ribassati ripartiti in 4 ordini, un anfiteatro e il loggione.

### Sestiere Porta Iapasseri

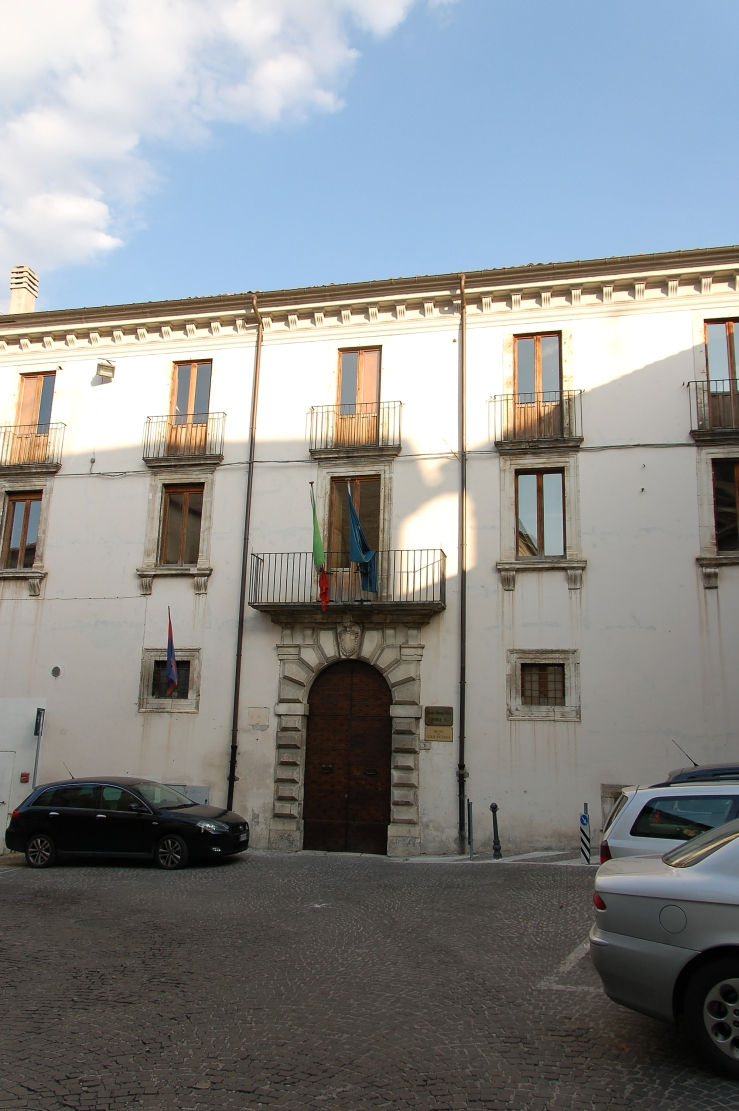
Palazzo Sardi

Comunemente conosciuto come Porta Japasseri, in latino Joannes Passarum dal nome di Giovanni de Passeri, coltore fiscale, è posto all'angolo sud-orientale del primitivo abitato tra la Circonvallazione Orientale, Ponte nuovo Capograssi che si collega a via De Nino, via Pansa, via De Nino, Corso Ovidio e Piazzale Carlo Tresca. La porzione quadrangolare del sestiere è delimitata da via De Nino, via Gramsci, che comincia dal sagrato della chiesa di San Domenico, arrivando sino a via Panfilo Scudieri, confluendo con via Papa Innocenzo VII; altre vie d'importanza che delimitano il quartiere all'interno sono via Iapasseri, via Morrone, via Pastore.
Il sestiere ha vinto il Palio della Cordesca nel 2014, il palio dell Giostra cavalleresca nel 1998, 2002 e 2018. I colori dello stemma sono nero, rosso e argento; il blasone è troncato, inchiavato, nel primo di nero al triplo arco d'argento, il mediano più alto, nel secondo di rosso pieno. Lo scudo da torneo ha tacca a destra, timbrato da elmo d'acciaio e becco di passero, di tre quarti a destra, ornato di cerchie e coppia di svolazzi, a destra di rosso foderati d'argento, a sinistra di nero foderati d'arfento. Il cimiero ha un'aquila, il motto è: "per aspera ad astra".

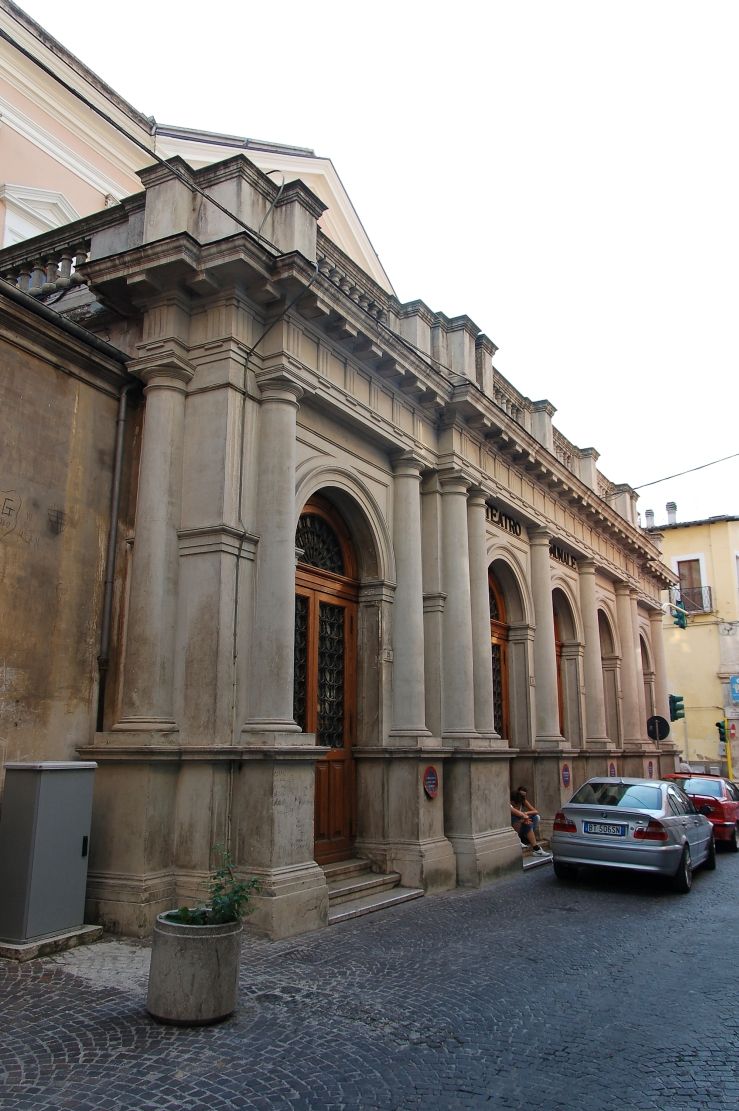
Teatro Maria Caniglia

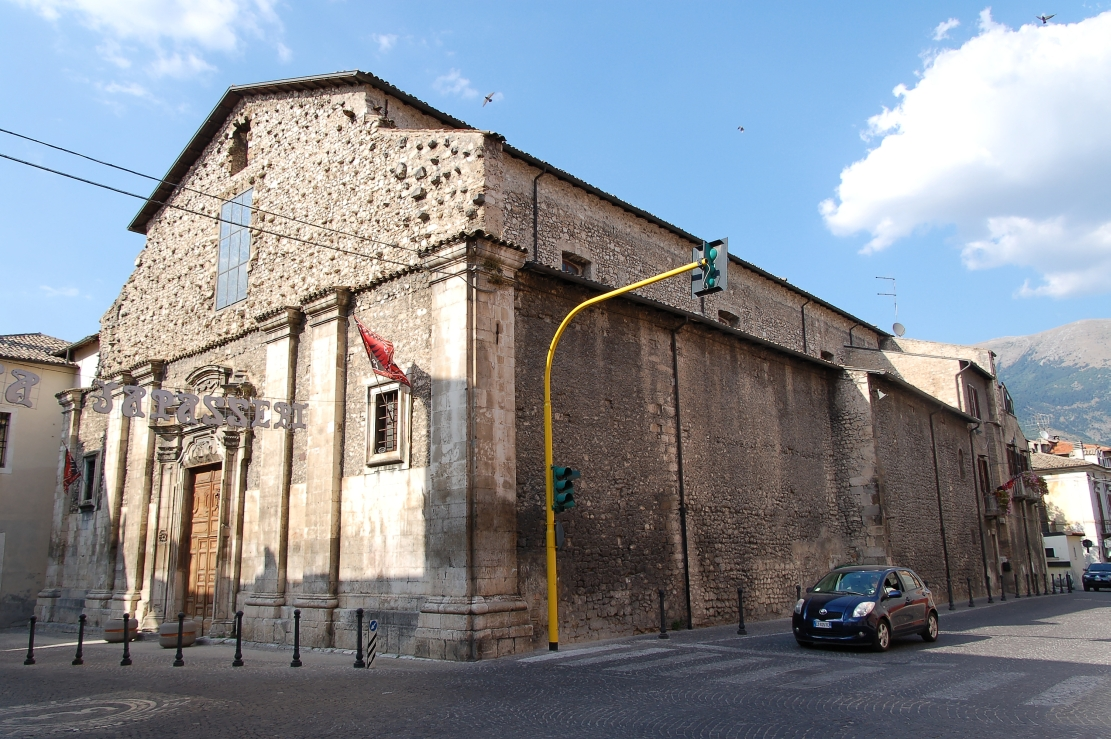
Chiesa di San Domenico

Chiesa conventuale di San Domenico
La chiesa si trova lungo il viale De Nino, incrocio con via Gramsci, costruita nel 1280 insieme al convento per volere di Carlo I d'Angiò, ed inizialmente dedicata a San Nicola di Bari. Il convento era situato a pochi passi dalla scomparsa Porta Iapasseri, all'interno delle mura, ed era uno dei più influenti della città. Fu restaurato nel XV secolo con le donazioni di Giovanna II di Napoli e di Ludovico da Taranto, arricchito nella sua biblioteca già copiosa di volumi. Nel 1815 l'ordine dei Domenicani fu soppresso e la biblioteca fu spostata nel palazzo comunale. La struttura attuale è incompiuta, frutto di vari restauri dovuti ai terremoti, come quelli del 1349, del 1456 e quello più devastante del 1706.
La chiesa, malgrado la perdita del convento diventato palazzo civile, conserva l'originale pianta rettangolare con tre navate; la facciata ha un parametro a conci squadrati che arriva a metà, segno dell'incompiutezza dei lavori, che le avrebbero dato un aspetto neoclassico. Presso l'architrave del portale è scolpito l'Agnello mistico crucifero, sormontato da una rosetta a quattro petali, simbolo dei Domenicano. L'interno conserva le arcate a tutto sesto delle navate, sostenute da robusti pilastri quadrati. Il fonte battesimale si trova all'ingresso, realizzato nel XIX secolo da don Vincenzo Pantaleo; lungo le pareti sono collocati numerosi altari, con tele settecentesche, e di antico una pala umbra del XVI secolo con raffigurata la "Deposizione di Cristo", è stata traslata per sicurezza nel Museo Diocesano.

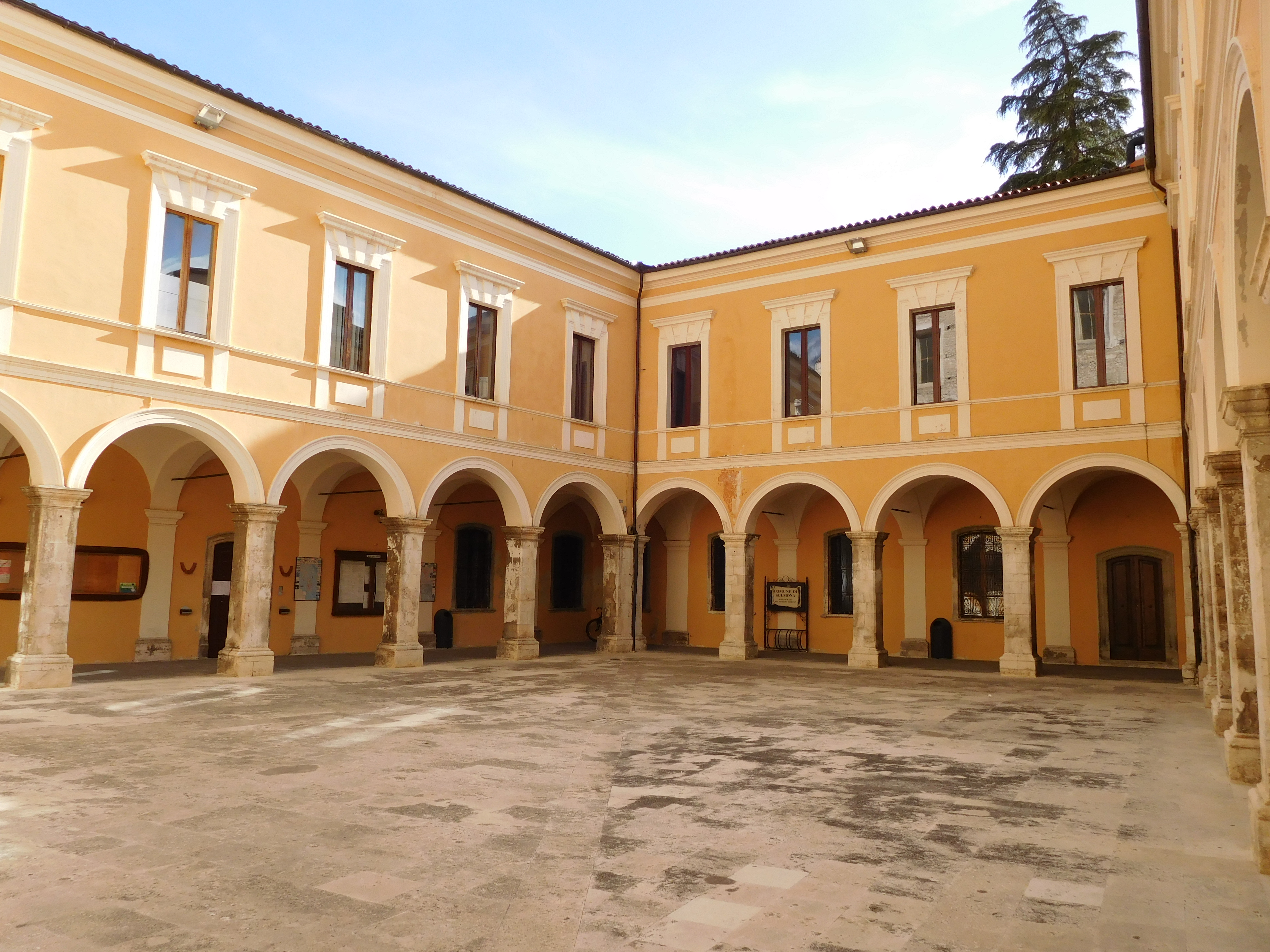
Cortile interno di Palazzo San Francesco - Municipio

Fontana Iapasseri
Collocata ai piedi del tratto nord-orientale dell'ex cinta muraria, esisteva già prima del 1600, dato che in quell'epoca fu restaurata, con l'aggiunta di due vasche laterali in funzione di abbeveratoio. Si tratta di un grande abbeveratoio lavatoio che raccoglieva le acque sorgive da una polla situata nei pressi della chiesa di Santa Maria della Potenza (oggi scomparsa). La fontana in pietra concia è giocata sul motivo di tre arcate cieche a tutto sesto a profilo modanato: quella centrale poggia su mensole; le due laterali minori insistono lateralmente su possenti piedritti a base quadrata. Nelle tre lunette sono collocati gli stemmi di Sulmona, ai due lati e al centro quello dell'alleanza matrimoniale del principe Filippo II Lannoy e la consorte Porzia Guevara. I mascheroni delle cannelle sono antropomorfi, e risalgono al Medioevo.
Palazzo Sanità
si trova nella traversa di via Solimo, sul corso Ovidio. Appartenne alla nobile famiglia umbra di Todi, e risale al XV secolo, benché dopo il 1706 sia stato modificato. Il portale durazzesco a sesto ribassato sarebbe opera di Pietro da Como, che lavorò a Sulmona nel 1449 presso il Palazzo Tabassi. L'arco è inquadrato da cornice rettangolare modanata, che nasce poco al di sotto della linea d'imposta; i piedritti sono lisci e privi di elementi decorativi. Al piano superiore esterno ci sono due finestre bifore gotiche, che sono l'emblema artistico del palazzo. Attraverso il portale si accede a una corte interna rettangolare, caratterizzata da un portico a quattro arcate, sul quale si affacciano portali ogivali; l'accesso da via Solimo ha un arco a tutto sesto con decorazioni a specchiature, che si raccorda con volute al timpano curvilineo di coronamento. Presso i lati del portico sono conservati scudi gotici delle famiglie influenti di Sulmona nel periodo del XIV secolo.
Ex Casa del Fascio
Si trova in via Gramsci ed è una struttura molto modesta e semplice, anche se probabilmente all'epoca della costruzione doveva avere abbellimenti tipici dell'arte littoria. La casa ha pianta semplice quadrangolare con una targa commemorativa sulla facciata. La cosa che la caratterizza una slanciata torre littoria a base quadrata, la cui sommità è caratterizza da una coppia di finestre per lato.

### Sestiere Porta Bonomini
Adiacente alla porta omonima, situata all'inizio della discesa di Porta Romana (prende il nome da Giovanni Buonuomo, ebreo aquilano che si arricchì a Sulmona, restaurando probabilmente la cinta muraria); comprende tutta l'area nord ovest adiacente alla porta stessa, da via Barbato fino al corso Ovidio, Piazza XX Settembre a nord, ed a Largo Salvatore Tommasi, parte di via Corfinio (nord) e via San Cosimo. Il sestiere ha vinto il Palio della Cordesca nel 2016, quello della Giostra Cavalleresca nel 2000 e 2010. I colori sono l'oro, il rosso e il verde, il blasone: d'oro tagliato e innestato di quattro pezzi sul losangato di rosso e di verde, trinciato di otto pezzi e tagliato in due. Lo scudo timbrato da elmo d'acciaio, a bigoncia, posto di pieno profilo e ornato da coppia svolazzi a destra di rosso e d'oro, a sinistra di verde e d'oro. Il cimiero: testa di cinghiale al naturale, strappata e difesa di rosso; il motto è: fato et facto.
Chiesa della SS. Trinità

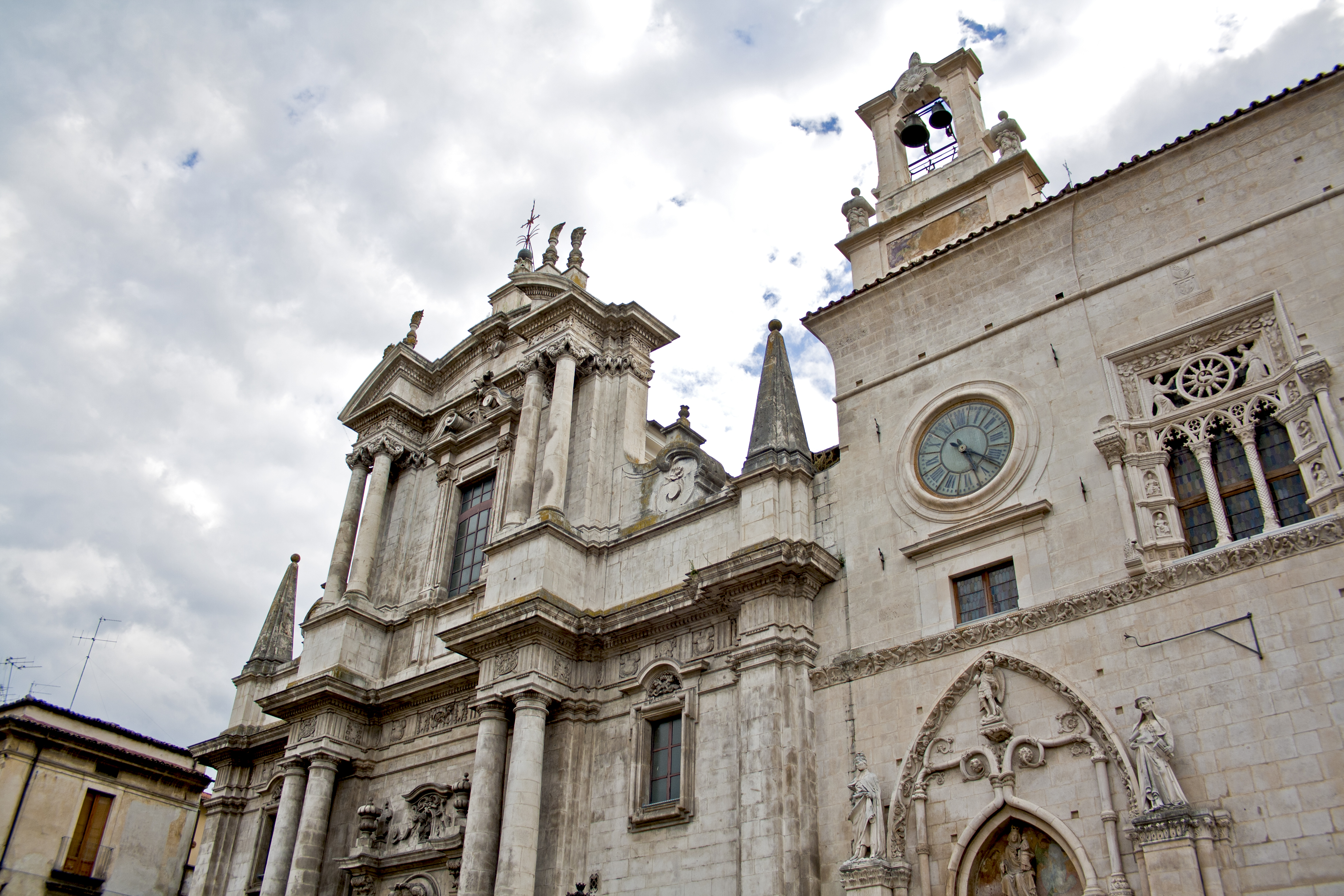
Complesso dell'Annunziata

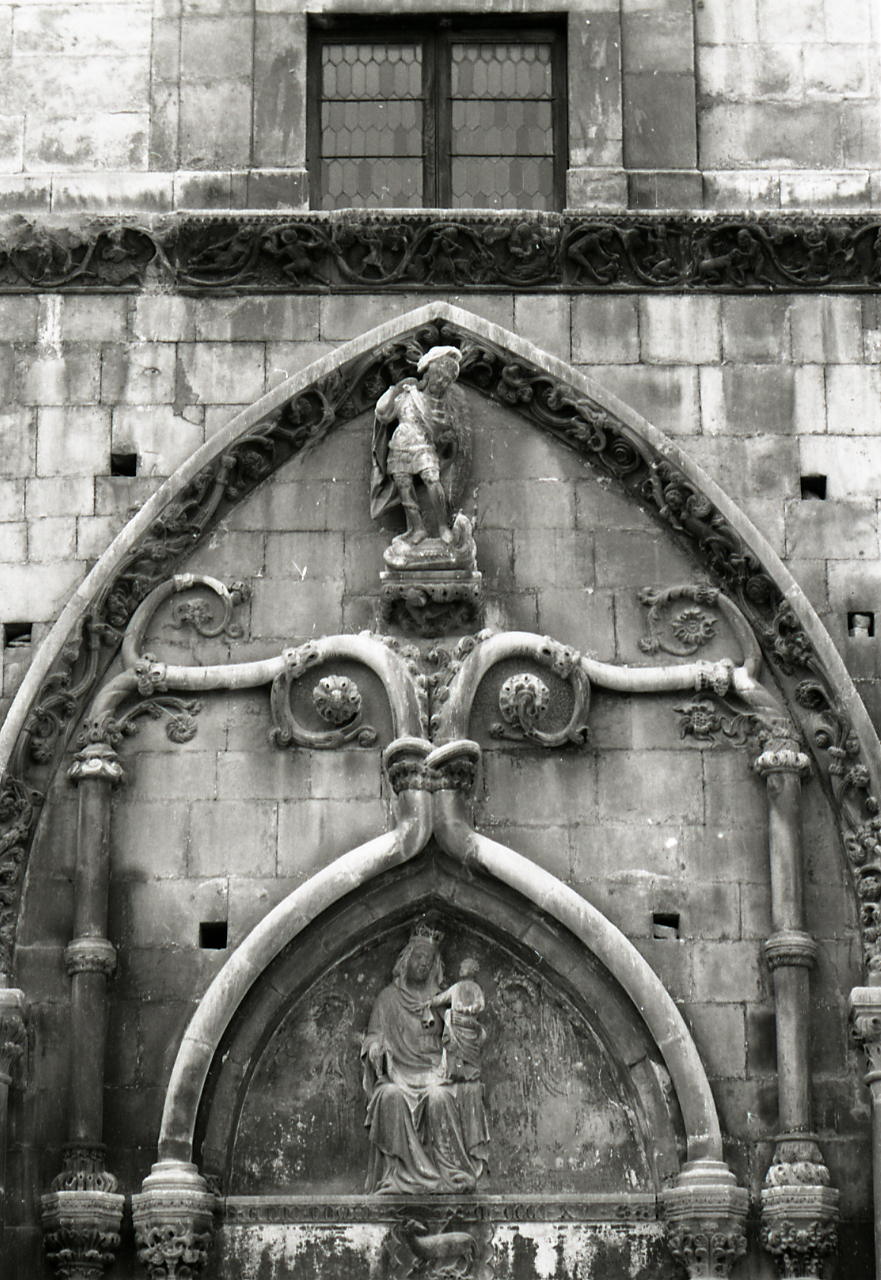
Portale principale del Palazzo Annunziata

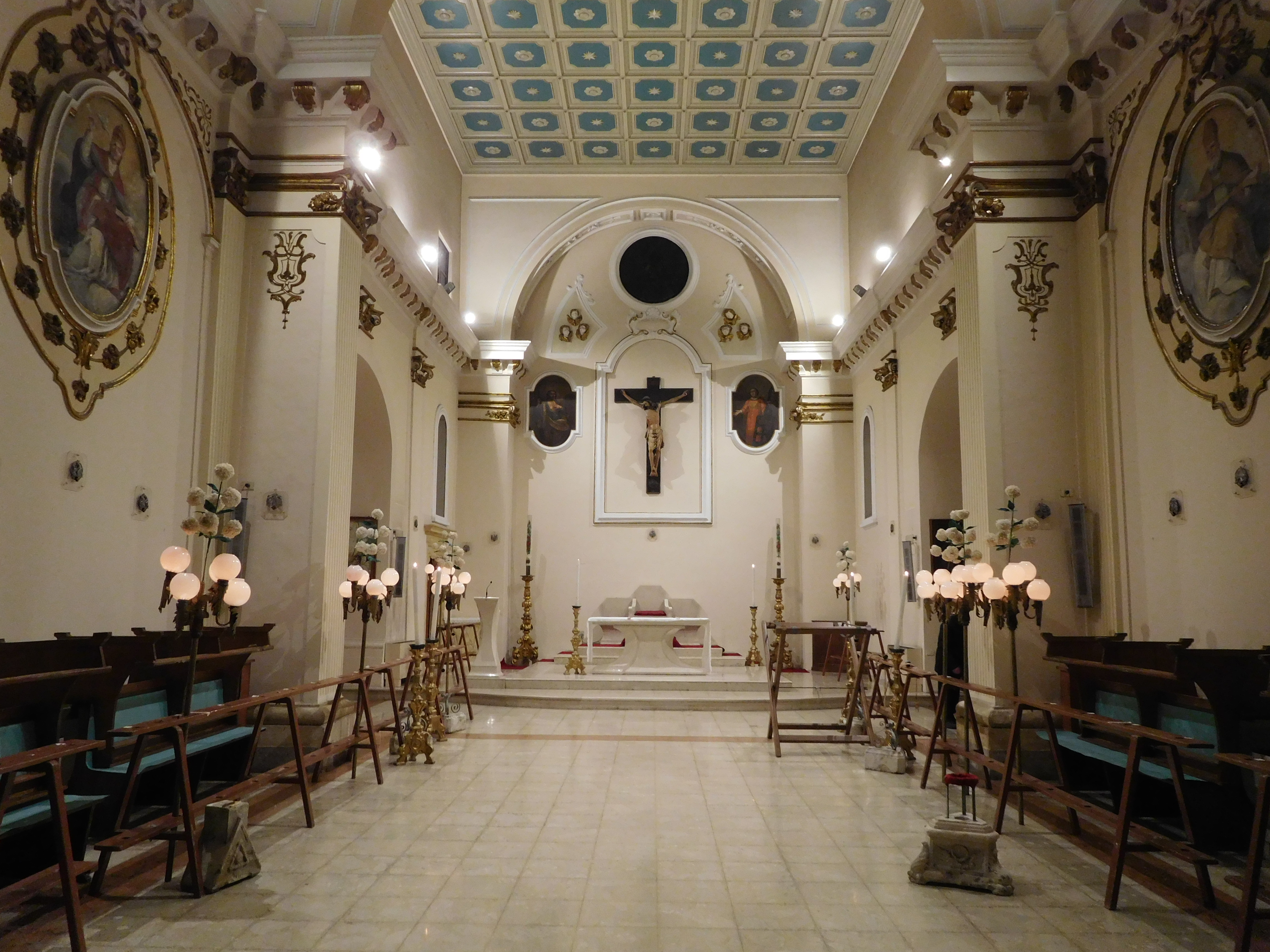
Interno della chiesa della Trinità

Collocata lungo l'asse del corso Ovidio, la chiesa è stata costruita nel XVI secolo, quando venne fondata l'omonima confraternita. Dopo il 1706 fu in gran parte ricostruita con alcune modifiche: presso il portale venne inserito un busto del Padreterno, l'impianto planimetrico fu ridotto a una navata, il piccolo campanile del 1744 venne riedificato in maniera diversa e ridotta rispetto a quello del 1602 di Cesare Lombardo. Inoltre la chiesa nel 1954, con l'ammodernamento del corso, fu tagliata in parte, e la facciata rimontata nuovamente, poiché il tempio ostruiva il regolare transito delle macchine. La facciata è realizzata in conci di pietra a terminazione orizzontale, determinata lateralmente da paraste e suddivisa in due ordini da una cornice marcapiano modanata, simile a quello del coronamento. Nella campata inferiore si apre il portale architravato, affiancato da due colonne classiche su piedistalli, che sostengono la trabeazione modanata, sormontata da timpano triangolare, entro cui è collocato il busto del Padreterno.
L'interno, benché a navata unica, lascia intendere che la chiesa fosse a croce latina, poiché presso il presbiterio si aprono due brevi bracci del transetto. Le pareti perimetrali sono scandite da lesene scanalate da capitelli impreziositi da dorature; la copertura è a cassettoni in gesso decorato a stelle e rosoni, che obliterano la volta dipinta del 1915, in sostituzione delle precedenti pitture, realizzata da Carlo Patrignani. Presso la controfacciata c'è un moderno organo del 1966 con la cantoria del 1761, opera di Ferdinando Mosca quest'ultima. La balaustra del palco d'organo a profilo mistilineo, presenta nel prospetto sei pannelli con scene dell'Antico e Nuovo Testamento, opera di Crescenzo Pizzala (1777), che lavorò anche due medaglioni dipinti in cornici di stucco sulle pareti laterali, che raffigurano i Dottori della Chiesa. Nel presbiterio è collocato un Crocifisso ligneo del XVI secolo.

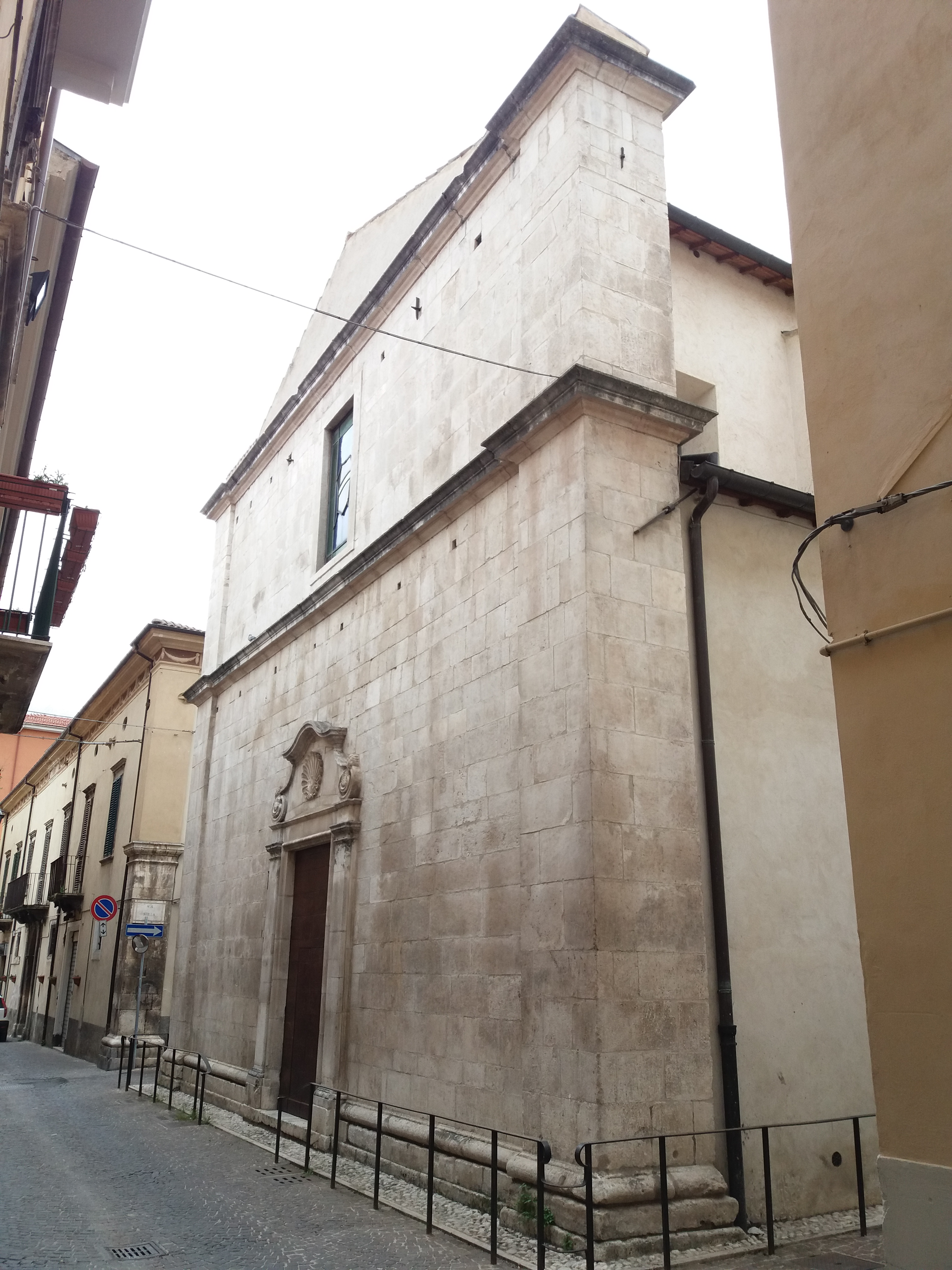
Chiesa di San Gaetano
si trova in via Barbato. La fondazione risale all'Alto Medioevo, quando era chiamata "Santa Maria Intus", ossia dentro le mura. Fu eretta sopra un edificio romano, come dimostrano i ritrovamenti di una precedente struttura dell'VIII secolo presso l'abside, che conserva tracce di decorazione a fresco con motivo a velario. Uno scavo archeologico del 1992 ha evidenziato inoltre la successione stratigrafica relativa circa a 20 secoli, che comprende i resti di un'abitazione romana del III secolo, l'elemento di maggiore interesse.
La chiesa attuale conserva poco dello stile originale perché rifatta completamente dopo il 1706. La facciata è molto semplice, in pietra concia, inquadrata da cantonali e suddivisa in due livelli da una cornice modanata. L'asse mediano è sottolineato dall'elegante portale in pietra, rimaneggiato nel 1853, con lesene tuscaniche, architrave a coronamento mistilineo con volute che accoglie al centro una conchiglia in rilievo. Il finestrone centrale è ornato nella cornice superiore da una testina angelica del 1739. Sul muro perimetrale della chiesa è stato trovato un bassorilievo raffigurante una scena di transumanza risalente al I secolo, conservato nel Museo Civico dell'Annunziata. Mostra un pastore con il bastone ricurvo insieme al suo gregge e a un carro trainato da tre cavalli. L'interno della chiesa è molto semplice, a navata unica con volta a botte, cappelle laterali con altari, dei quali l'ultimo a destra del XVII secolo conserva una teca reliquiario a scomparti.

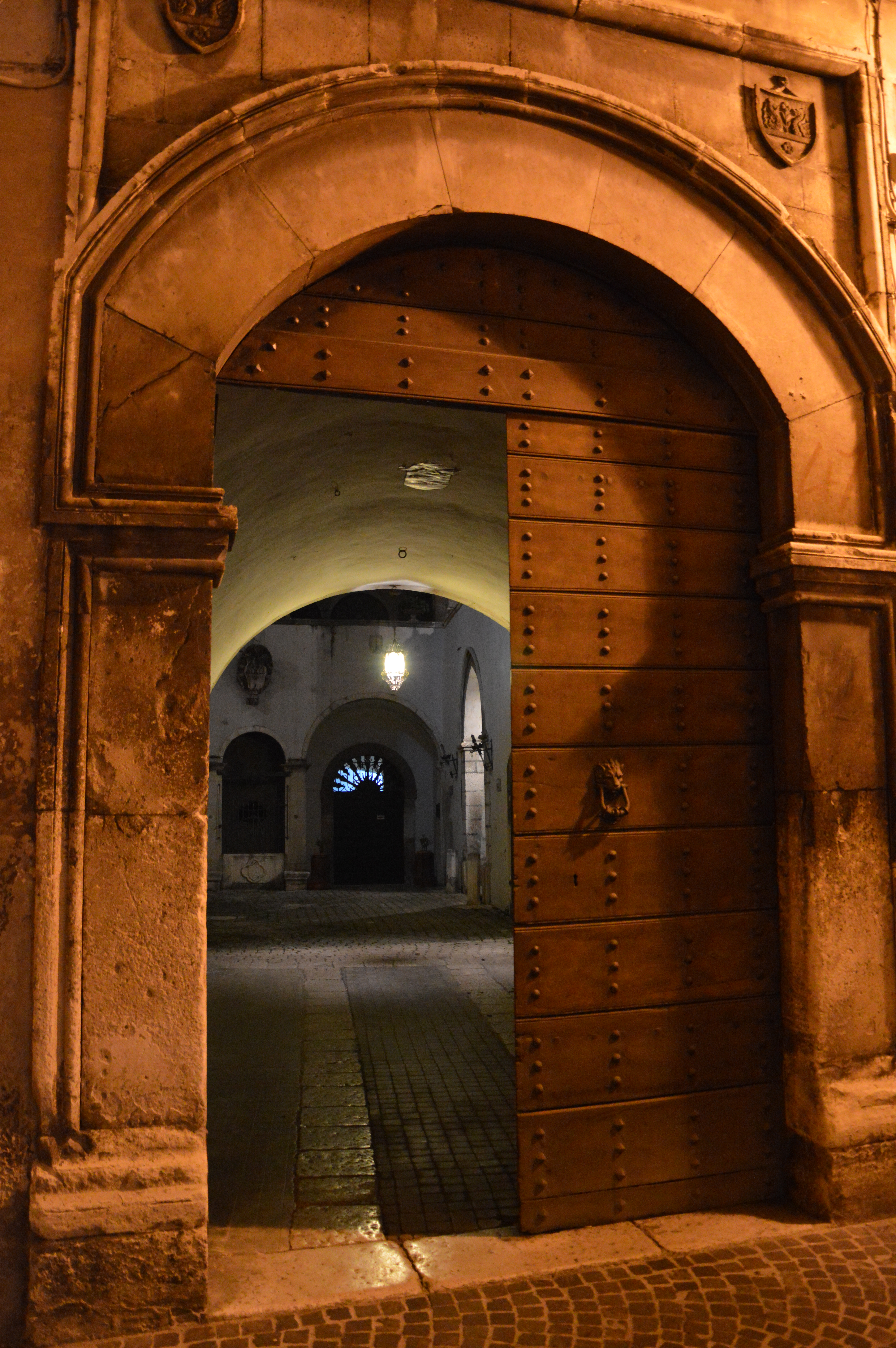
Portale di Palazzo Tabassi

Palazzo Tabassi
in via Ercole Ciofano, è tra i più significativi esempi di dimora gentilizia rinascimentale, costruito nel XV secolo da Mastro Pietro da Como (1449), come indica la scritta sul portale. Il palazzo fu di proprietà dei Tabassi, che lo comprarono nel 1672 dalla famiglia De Capite. Dopo il 1706 fu in parte ricostruito, senza che però la pianta originale fosse alterata.
Il palazzo si sviluppa su due livelli, conservando il portale classico durazzesco; agli angoli della cornice in mostra appaiono due scudi con lo stemma dei Tabassi. Ciò che colpisce di più è la splendida finestra bifora in stile tardo gotico, unica superstite del piano superiore, ricambiato dopo il 1706. La finestra richiama le decorazioni del complesso dell'Annunziata, finemente lavorata con fregi e decori: sugli stipiti fiancheggiati da colonnine poggia una grande mostra a sesto acuto, che ne ripete il motivo a girali vegetali; il pilastro centrale sostiene due arcatelle a sesto acuto trilobate e nella partitura superiore, un oculo centrale esalobato ad archetti laterali.
Palazzo Mastropietro
Secondo la leggenda sarebbe la casa dell'architetto Mastro Piero da Como, che realizzò molti palazzi medievali a Sulmona nel XV secolo. L'edificio tuttavia si presenta in forme settecentesche molto sobrie, per via del terremoto del 1706. Oggi ospita una sezione dell'Archivio di Stato dell'Aquila.
Chiesa di San Pietro
si trova in via Bonomini. La chiesa ha origini antiche, citata già in un atto notarile del 1266. Essendo molto modesta, si trovò l'occasione per ampliarla con il sisma del 1706, quando fu ricostruita in forme barocche; tuttavia parte della facciata rimase incompiuta, come per la chiesa di San Domenico. Nel 1748 la chiesa divenne parrocchia, assorbendo la chiesetta di San Silvestro.
La facciata in pietra concia è tripartita da un ordine di lesene ioniche, che inquadrano al centro il portale. Esso è posto su tre gradini e presenta un fornice rettangolare con cornice modanata, inquadrato da un ordine a fascia, sormontato da mensole che sorreggono un timpano semicircolare spezzato, decorato da una croce. L'architrave è occupato dal bassorilievo di una testa di putto alato. L'interno è a navata unica, con volta a botte, e sei cappelle laterali. In controfacciata si trovava una cantoria lignea con l'organo settecentesco, andato distrutto col terremoto. Un Crocifisso ligneo del XV secolo è stato trafugato nel secondo dopoguerra.
Chiesa di Santa Maria ad Niveslungo via Corfinio, non si sa quando venne eretta, ma sicuramente l'aspetto attuale è frutto del rifacimento barocco dopo il 1706. Sulla porta d'ingresso furono poste delle insegne della famiglia Merlini, tra le più antiche casate sulmonesi, estintasi nel XVIII secolo. Le tre lettere incise sulla chiesa M,E.P., secondo Francesco Sardi si tradurrebbero in "Merlinorum erat Parochia". La piccola chiesa fu la parrocchia dei tempietti di Sant'Antonio Abate, San Giovanni e Sant'Andrea intus sino al 1910, quando queste chiese erano già distrutte da almeno 200 anni. La parrocchia attuale è la chiesa di San Francesco della Scarpa. La facciata intonacata e delimitata da due massicci cantonali, è divisa in due livelli da cornice, il portale presenta al centro dell'architrave una testina angelica ad altorilievo, e sopra una mostra con la cornice a campana, contenente un affresco della Madonna. Al centro della parte superiore si apre una finestra rettangolare, alla quale si aggiungono altre tre di uguale forma sui muri perimetrali. Per la ricostruzione del dopo 1706 furono utilizzati materiali di spoglio, come dimostra una testa di statua romana posta nella parete perimetale a destra. L'interno è a navata unica, con altare maggiore affiancato da due nicchie. Si conserva il gruppo scultoreo ritraente la Fede e Carità del XX secolo, opera di Giovanni Feneziani.
Porta Bonomini
- Porta Bonomini: il nome è l'italianizzazione di Johannis Bonorum Hominum, un personaggio che provvide alla ricostruzione della stessa durante il Medioevo. Il varco si apre a nord-ovest dell'antico recinto murario, sull'angolo opposto a Porta Iapasseri. La prima costruzione risale all'Alto Medioevo, ripristinata in forme gotiche nel Trecento. Oggi la porta purtroppo conserva i piedritti di base in pietra, che risalgono a un restauro del 1708, immediatamente dopo il grave terremoto, che distrusse la parte superiore dell'arco a sesto acuto. Esso fu sostituito da un architrave in legno, rimosso negli anni '80 perché fatiscente.

### Sestiere Porta Filiamabili

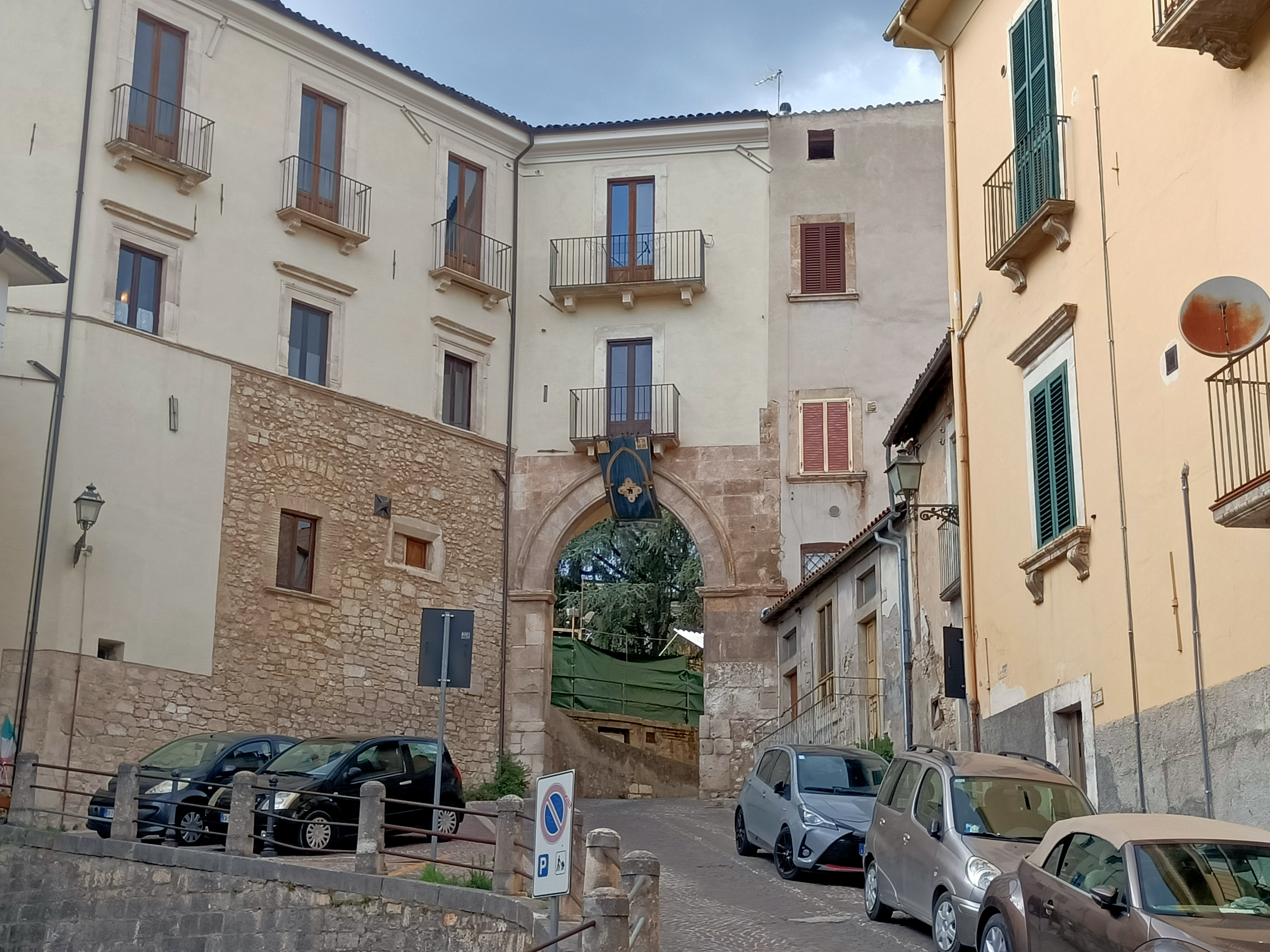
Porta Filiamabili

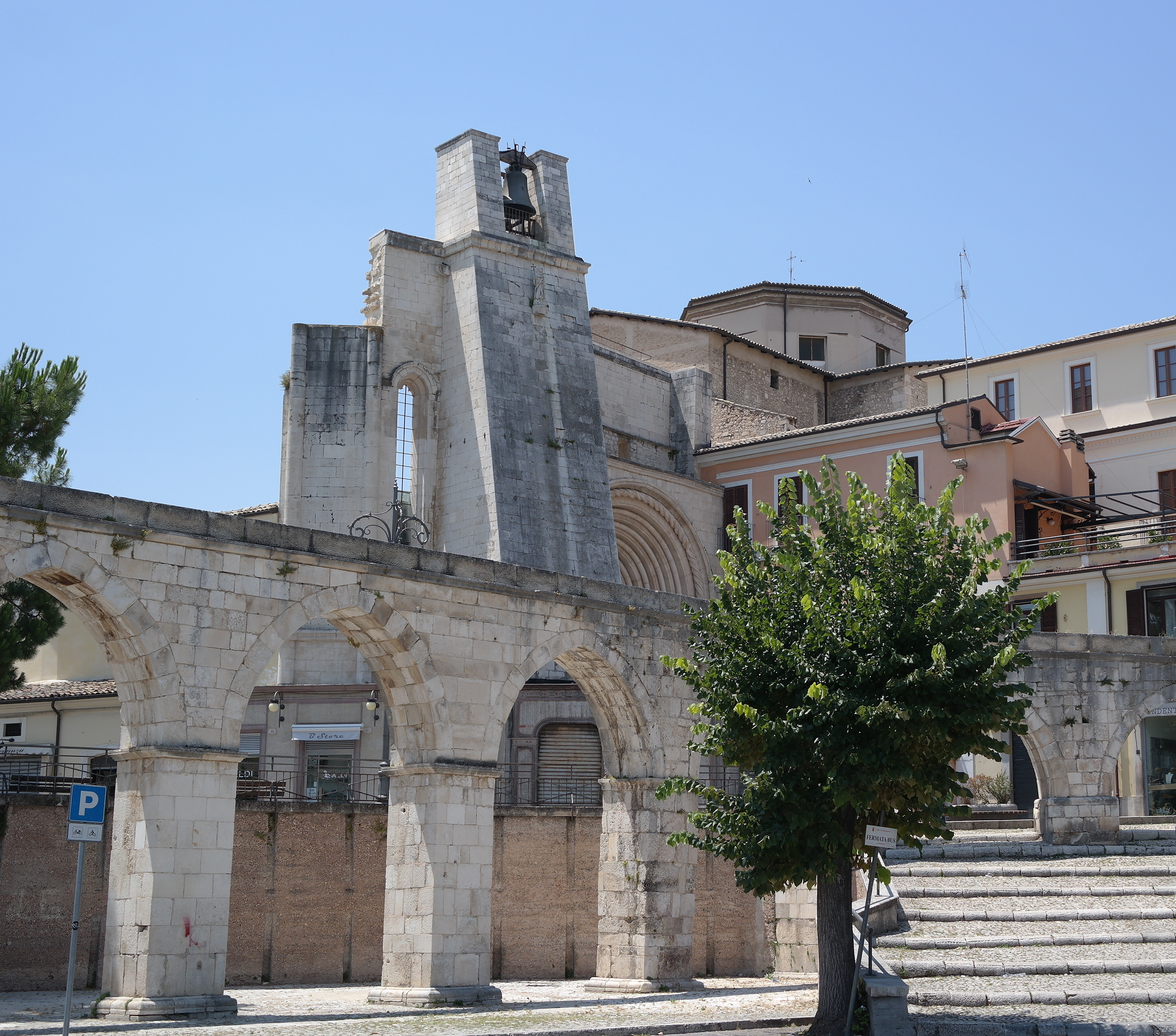
Veduta della parte vecchia del complesso di San Francesco

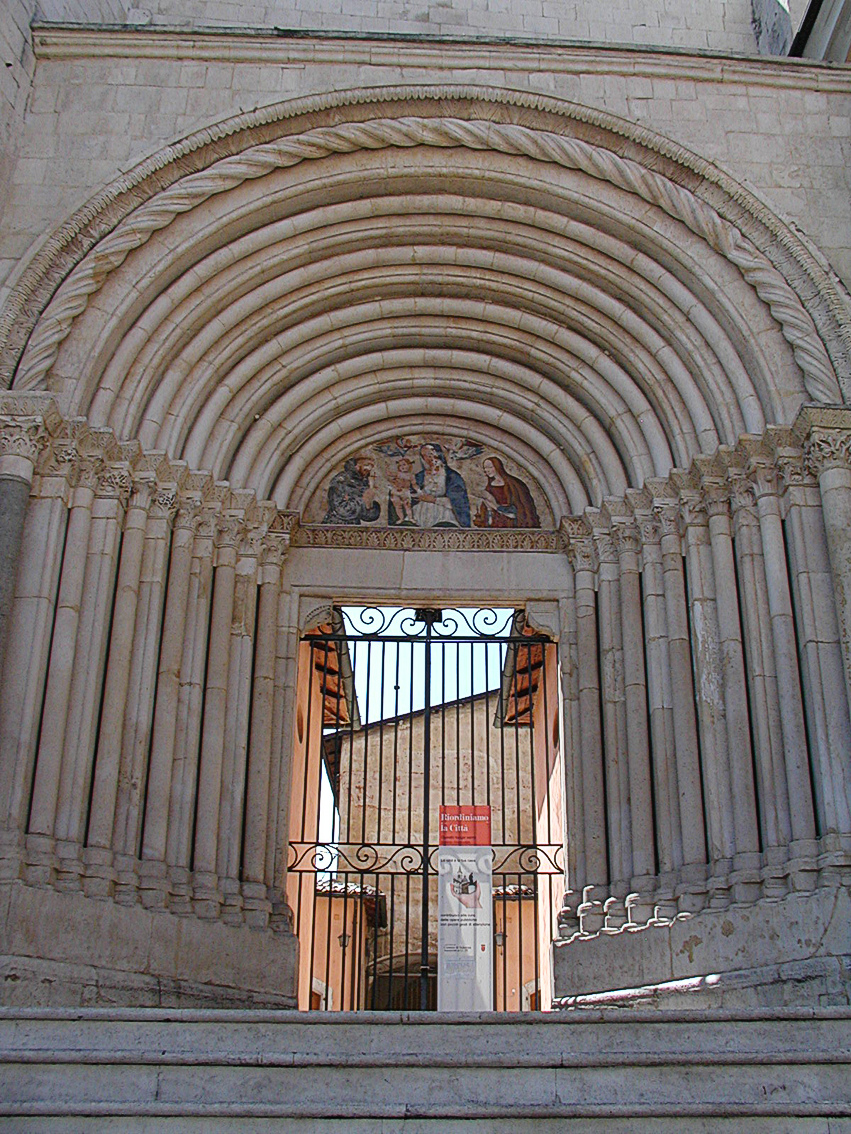
Il portale gotico-romanico di San Francesco della Scarpa

In latino era detto "Filiorum Amabilis", prendendo il nome dalla porta medievale perfettamente conservata nelle forme trecentesche. Agli inizi dell'XI secolo l'antico Solimona era descritta come rinchiusa in un'originaria cinta muraria disposta seguendo il castrum romano. La porta di accesso posta a sud-ovest, e a nord di Piazza Garibaldi, è menzionata nel 1196. In questi anni il sestiere divenne uno dei fulcri della vita cittadina e commerciale, con le botteghe poste lungo via Quatrario, antico decumano della romana Sulmo.
Il blasone è troncato, trinciato, tagliato d'oro e d'azzurro, alla punta squamata d'azzurro e d'oro di tre file. Scudo timbrato da elmo d'acciaio, con la visiera chiusa, posto di tre quarti a destra e ornato di cercine e coppia di lambrecchini d'azzurro e d'oro. Il cimitero: un drago nascente d'argenmto, il motto: Semper Amabilis.
Comprende la porzione sud ovest del centro storico che lambisce il corso Ovidio fino all'asse di Piazza Garibaldi. Ha come confini via Manlio d'Eramo, la Circonvallazione Orientale, Corso Ovidio, via San Cosimo, via Quatrario, parte di via Corfinio e il Largo Salvatore Tommasi.
Porta Filiamabili, Porta Sant'Antonio e Porta Molina
- 'Porta Filiamabili: la porta è situata presso l'angolo sud-occidentale della prima cinta muraria in via Manlio d'Eramo, l'unica conservatasi perfettamente senza manomissioni nei secoli. Fu solamente rafforzata quando venne costruita la seconda Porta di Sant'Antonio, posta alla base di rampa d'accesso nel più ampio recinto murario. La prima menzione della porta risale al 1196, e il nome proviene da un canonico: Amabile de' figli Amabili, probabilmente il finanziatore di un restauro. La porta infatti venne rinominata Filiorum Amabilis e poi in italiano Filiamabili.
Le attuali strutture della porta sono trecentesche; il fronte esterno è caratterizzato dal paramento in conci di pietra, che giunge fino al vertice dell'arco a sesto acuto del fronte esterno. L'arco è decorato da cornice modanata, e s'imposta su mensole modanate, sostenuto da robusti piedritti in pietra squadrata. Il varco del prospetto interno è intonacato, e segue il profilo della curva della volta a botte, che copre il passaggio e sostiene il corpo soprastante.
- Porta Sant'Antonio: sostituì nel Trecento la vecchia Porta Filiamabili, inclusa nel primo recinto. Prima di essere intitolata a Sant'Antonio di Padova era nota come "Porta delle Capre", e nel Seicento "Porta del Crocifisso". La parte superiore per l'alloggio delle guardie, quando cadde in disuso, fu adibita come casa privata. In un documento decurionale del 1816 si evince che Domenico Granata, gestore della cartiera cittadina fuori le mura, aveva ridotto ad abitazione la parte superiore la porta, appendendo inoltre lo stemma del suo casato sull'arco.
L'arco ogivale esterno risale alla fine del Duecento, quello del prospetto interno invece è posteriore, realizzato con materiale di minor pregio. Entrambi gli archi sono ribassati da lunette, e quello di fuori presenta un affresco rinascimentale di Sant'Antonio da Padova. Tuttavia nel corso dei secoli, nella documentazione relativa alla porta, ci sono stati errori di scambio d'identità del santo padovana con Sant'Antonio abate.
- Porta Molina: era un secondo accesso del sestiere, esistente già dal 1168, come riferisce il Chronicon di Casauria. Per la prima volta è stata definita "molina" dal presbitero Giovanni Ardengi, benché nel XIII secolo fosse chiamata "Porta Sant'Andrea" per via della vicina chiesa oggi scomparsa. Tale chiesa era detta Sant'Andrea Intus, successivamente distrutta nel 1706. La porta tuttavia si è conservata perfettamente, poiché restaurata, e presenta un arco a tutto sesto in pietra concia, senza mensole d'imposta e con le ante in legno in situ. All'interno è preceduta da una volta a botte di altezza maggiore, raccordata alla porta per mezzo di una lunetta.

Complesso monastico di San Francesco della Scarpa
La prima menzione della chiesa risale al 241, anno in cui la sua costruzione era stata ultimata. Nel 1290 per volere di Carlo II d'Angiò la chiesa fu restaurata in stile gotico, acquistando molto potere come complesso conventuale di Sulmona e degli Abruzzi. L'edificio presentava una struttura complessa e articolata, secondo gli schemi compositivi dell'architettura contemporanea: impianto planimetrico longitudinale a tre navate coperte da volte a crociera e altrettante absidi poligonali con cappelle radiali. La chiesa attuale è frutto di una ricostruzione dopo il 1706, quando la chiesa rinascimentale, già compromessa e ridimensionata dopo il terremoto del 1456, era stata completamente distrutta, con la conservazione solo della parte absidale e dell'ingresso laterale.
La facciata antica a coronamento orizzontale si presenta oggi a salienti, oltreché incompiuta, con due ali curvilinee di raccordo, frutto del ridimensionamento delle strutture interne con la trasformazione barocca. Di originale resta solo la base col portale angioino, opera di Nicola Salvitti. L'interno ha impianto centrale a navata unica e a croce greca longitudinale, le cui cappelle si alternano, dando vita a un'aula ecclesiastica, al transetto con i due altari laterali, e al presbiterio quadrato, in cui si aprono due grandi cappelle. Nella controfacciata è situato l'organo ligneo del 1754, opera di Domenico Antonio Fedeli da Camerino, incorniciato da una monumentale mostra in legno intagliato. Gli arredi lignei come il pulpito sono del maestro Ferdinando Mosca, insieme al tabernacolo della Cappella dei Lombardi.
Al centro della navata campeggia un Crocifisso ligneo del XV secolo, sulla destra l'altare dei Lombardi del 1508 con raffigurazioni di Sant'Ambrogio, San Carlo Borromeo e la "Pala della Visitazione" di Giovanni Paolo Olmo. Al centro della chiesa si innalza la cupola ottagonale su tamburo. Di originale gotico rimangono il portale sul corso Ovidio e la "Rotonda"; quest'ultimo cortile a pianta ellittica posto tra la chiesa e il portale gotico. Tale portale è preceduto da una scalinata, caratterizzato da un'ampia strombatura ad arco a tutto sesto, con capitelli finemente lavorati. Sulla sinistra si eleva un pilastro che probabilmente è la parte rimanente di un robusto campanile crollato nel 1706, e termina con una piccola cella campanaria, che ospita due bronzi.

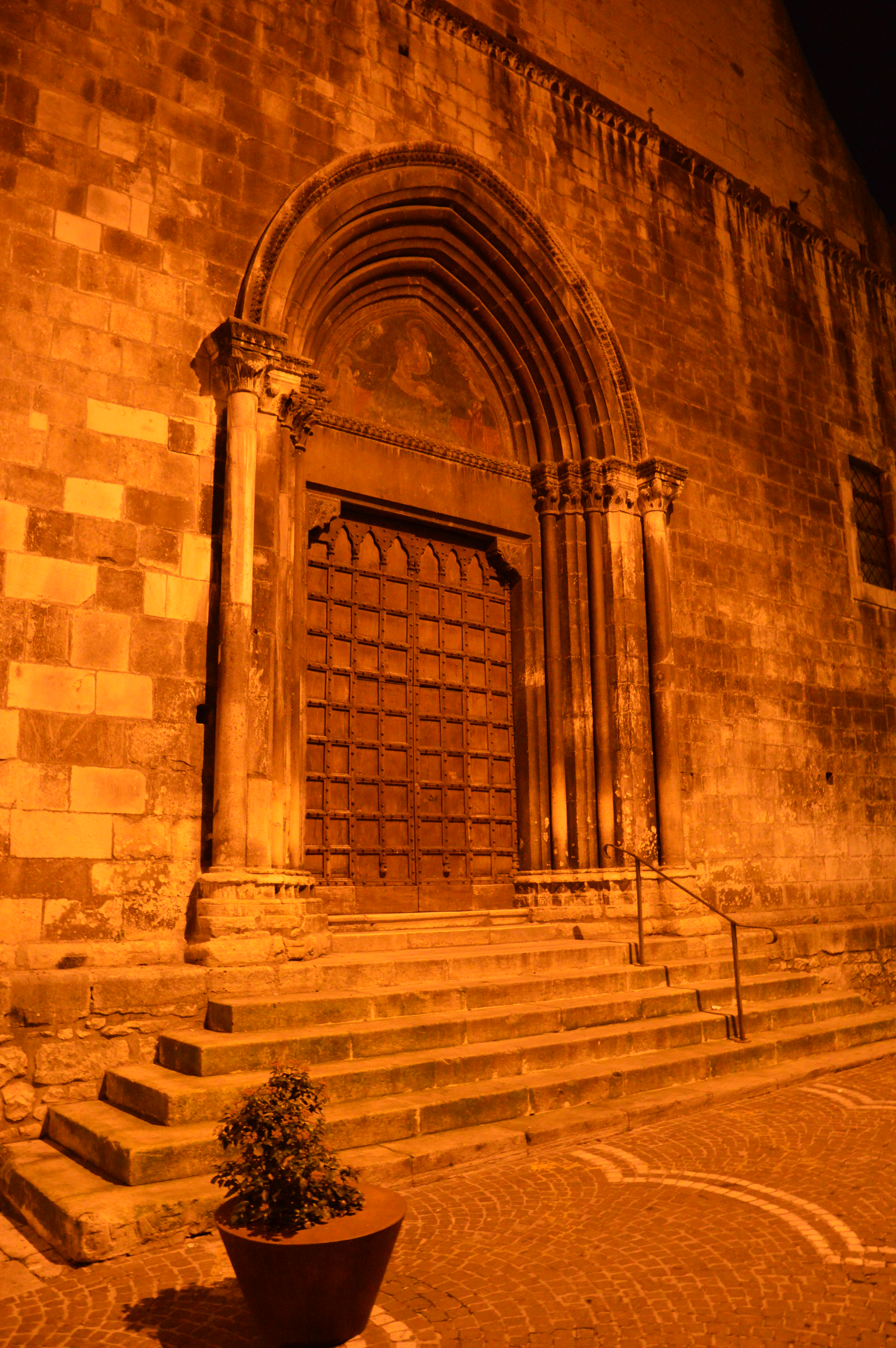
Portale maggiore gotico di San Francesco della Scarpa

Palazzo San Francesco - Municipiosi trova a fianco la chiesa di San Francesco d'Assisi, in via P. Mazara. Oggi ospita gli uffici comunali della città, in origine (XIII-1809) era sede del convento dei Francescani, fino alla soppressione francese, e all'adattamento a municipio. La facciata si presenta con un rivestimento in pietra tagliata a punta di diamante, mentre l'interno p caratterizzato da due corti, una delle quali più ampia e dotata di loggiato. Oltre agli uffici, il palazzo ospita la biblioteca comunale "Publio Ovidio Nasone", la principale della città, allestita dal 1812, momentaneamente trasferita all'abbazia di Santo Spirito, sotto la gestione del Collegio degli Abruzzi. Nel 1816 quando il collegio fu trasferito a L'Aquila, il patrimonio librario fu trasferito. Nel 1865 si ricostituì il patrimonio della biblioteca, accresciuto dal materiale proveniente dai conventi soppressi della città, del monastero della Maddalena a Castel di Sangro, di San Nicola della Forma a Sulmona, e dal 1867 delle biblioteche dei conventi del circondario (quello degli Zoccolanti di Raiano, di Santa Maria della Valle a Scanno e quello dei Minori Osservanti di Pacentro). Sino al 1860 la sede principale era l'ex collegio dei Gesuiti in Piazza XX Settembre, poi andò nel palazzo comunale. Nel 1958 la biblioteca assunse l'attuale denominazione dedicata al poeta Ovidio: essa raccoglie 40.000 volumi, con pubblicazioni che vanno dal XVI al XIX secolo, molte delle quali donazioni private. Vi è una sezione speciale dedicata all'abruzzesistica, con materiale inerente all'archeologica, all'arte moderna, alla storia politica e civile, e al periodo fascista.
Chiesa di Santa Maria del Carmine
Posta al confine tra il sestiere e il borgo Santa Maria, costruita nel 1225 nei pressi della scomparsa Porta del Salvatore. La chiesa svolgeva sia la funzione di parrocchia che di ospedale per gli ammalati e i pellegrini, ed era affidata ai Carmelitani, insediatisi nel 1634 perché prima risiedevano a Santa Maria Arabona, appena fuori le mura.
Nel XVII secolo la chiesa fu trasformata in stile barocco, rinnovato ulteriormente dopo il 1706. Mostra una facciata realizzata da Carlo Faggi, tripartita verticalmente da un doppio ordine di paraste binate; divisa in senso orizzontale da alta trabeazione con iscrizione riguardante la presa di possesso dei Carmelitani. Alla base si erge il portale centrale architravato, con il timpano semicircolare spezzato, che accoglie al centro un medaglione scolpito a bassorilievo, con la Madonna col Bambino. Nella trabeazione e nel sottostante architrave c'è la scritta NOVO INALBATUM DECORE 1822, riguardante un restauro. L'interno è a pianta rettangolare longitudinale a navata unica, coperta da volta a botte lunettata, con cappelle laterali, impreziosite da partiti decorativi a stucco, e dipinti su tela settecenteschi. Sull'abside si trova un'iconostasi con due aperture laterali, sormontata da pala d'altare con la Madonna del Carmelo, affiancata da due statue: Elia e il discepolo Eliseo.

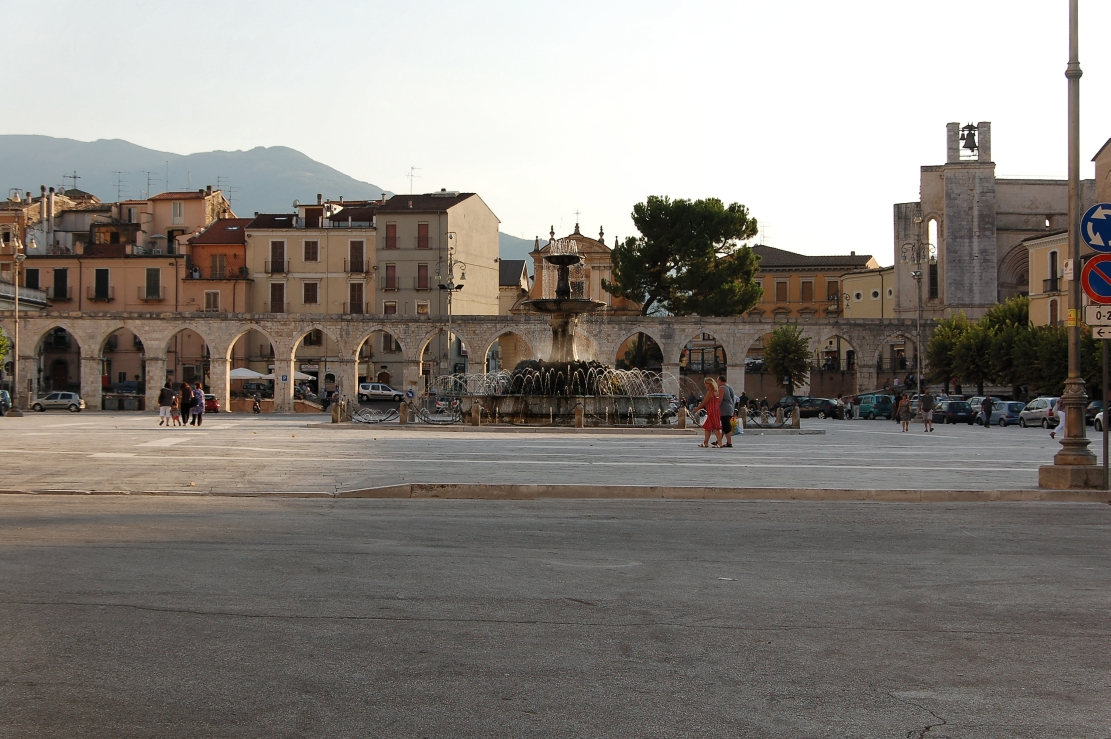
Veduta di Piazza Garibaldi: in vista dietro l'acquedotto la facciata della chiesa del Carmine, e a destra il campanile antico della chiesa di San Francesco

Palazzo Meliorati - Liberati
Il palazzo fu costruito nel XVI secolo, appartenuto prima ai Meliorati, in seguito a Ludovico Magagnini e infine definitivamente ai Liberati. Alla luce di studi sui piccoli scudi a testa di cavalli presso il fregio del portale, è stato sfasato il legame dell'edificio con il casato papale di Innocenzo VII. Marino Liberati nel 1563 avrebbe acquistato il portale da Gerolamo De Capite, a cui aggiunse i due stemmi. La facciata principale vede una persistenza di caratteri decorati tardogotici, che si innestano in un impaginato di facciata ormai tardorinascimentale. Un esempio è rintracciabile nel trattamento decorativo delle finestre del piano nobile, dove il sobrio disegno cinquecentesco delle aperture a coronamento rettilineo, inquadrate da ordine a fascia, è impreziosito da lobature tardogotiche dell'intradosso degli archi. Pienamente cinquecenteschi sono gli accessi al piano terra, le finestre del secondo piano e il portale d'ingresso.
La struttura si organizza attorno a una corte interna con un porticato con scala di raccordo al piano superiore, e piccolo loggiato laterale con archi a tutto sesto, su colonnine scanalate di ordine composito ed intradosso a lacunari con rosoncini.
Palazzo Mazara
Si trova in via Mazara 26, da non confonde con l'omonimo in Largo Mazara. Costruito su un antico edificio completamente distrutto nel 1706, presenta motivi decorativi tipici del barocco, con prospetti compatti e fasciati alle estremità da possenti cantonali in pietra da taglio, sul modello dei palazzi nobiliari sulmonesi del periodo.
Il palazzo fu costruito intorno al 1748, anno in cui il notaio Patrizio di Sebastiano redasse l'atto di proprietà dei Mazzara.
La pianta è quadrata, al piano terra ci sono vari ingressi per i locali commerciali, con trattamento decorativo ottocentesco a fasce orizzontali. Il piano nobile vi sono finestre con lesene scanalate di ordine ionico e timpani curvilineo; si alternano balconi mistilinei con ringhiere in ferro battuto "alla spagnola".
Il cortile interno, a pianta quadrata, è circondato su tre lati da un portico ad archi sostenuti da pilastri. Il piano nobile è molto decorato da volte con rilievi a stucco dorato, medaglioni vari a soggetto mitologico; il vano minore ossia la sala da pranzo ha un affresco della favole di Amore e Psiche. Due porte lignee di Ferdinando Mosca mettono in comunicazione la stanza con la grande sala da ballo con affreschi barocchi del Giudizio di Paride. Altre stanze hanno pitture a tempera con scene sempre a sfondo mitologico classico, bucolico e pastorale. Nella stanza matrimoniale del palazzo c'è una volta a padiglione con un rosone centrale a motivi vegetali e medaglioni ovali con una coppia di sposi uniti da una catena e altri simboli estetizzanti della vita coniugale. Adiacente c'è la biblioteca privata con l'attiguo studiolo, dal soffitto riccamente decorato.
Palazzo Giovanni Dalle Palle

#### Palazzo di Giovanni dalle Palle Veneziano
si trova lungo il corso, con un lato rivolte in Piazza XX Settembre, fatto erigere nel 1484 dal veneziano Giovanni Dalle Palle. In origine l'ingresso principale era verso la piazza XX Settembre, ma modifiche ci furono dopo il 1706. Il portale antico fu ricollocato al centro della nuova facciata come ingresso principale, ed è sormontato dalla nicchia con San Giorgio a cavallo. Il portale gemello a sesto ribassato risale al Settecento, con profilo a chiglia, fiancheggiato da colonne ioniche su basamento, e trattato con bugnato rustico che si insinua fin sul fusto delle colonne. Il fornice d'ingresso reca al centro uno scudo, con le insegne della famiglia Trasmondi Sala, sormontato dall'elegante balaustra del davanzale del piano nobile. Su questo prospetto si apriva un portico sostituito da tre arcate. Sui piloni di sostegno erano collocate delle statue su mensole, una delle quali rappresentante una sirena con due delfini. Le uniche strutture superiori, risalenti al tardo Quattrocento, sono le eleganti finestre bifore ingentilite da esili colonnine centrali, e la finestra del balcone centrale.

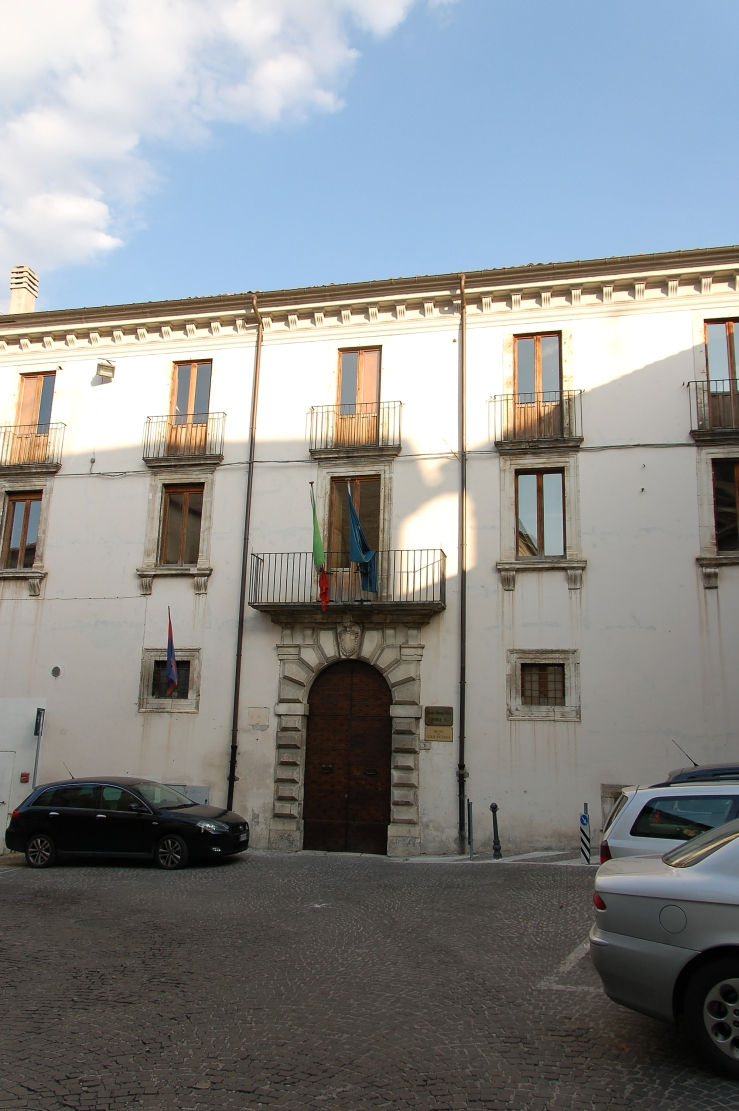
Palazzo Sardi

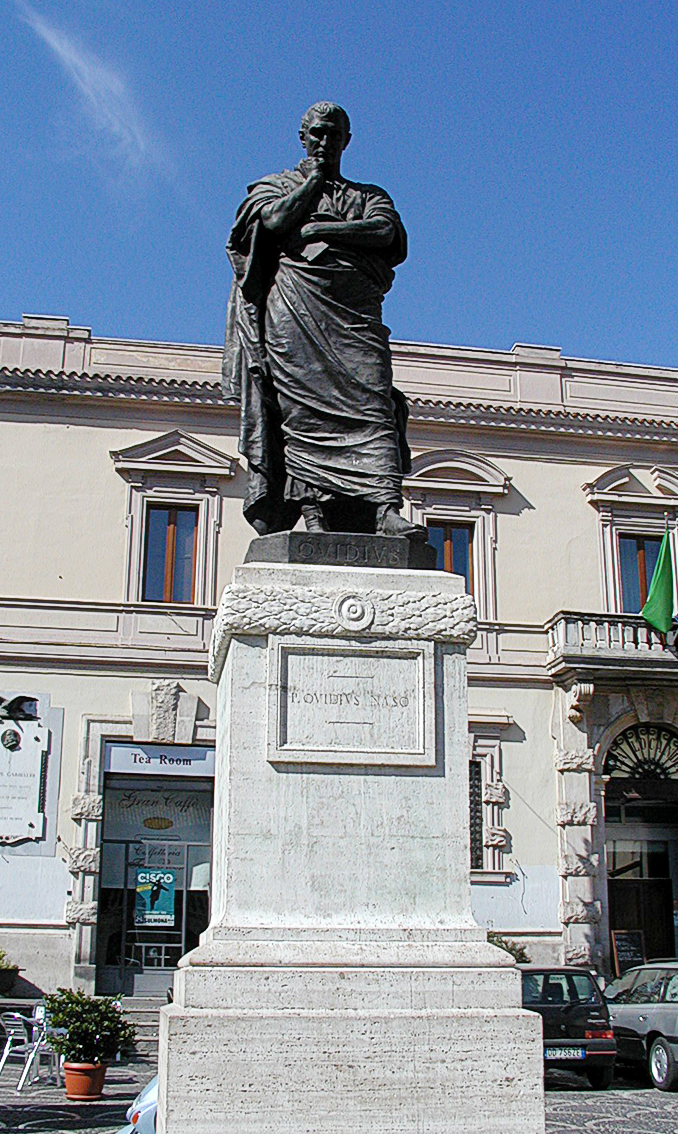
Statua di Ovidio
Si trova in Piazza XX Settembre, e fu voluta sin dal 1857 per celebrare il poeta sulmonese. Il progetto però si trascinò per vari anni fino all'inaugurazione il 20 aprile 1925. Il monumento è stato realizzato dal romano Ettore Ferrari, e mostra un pilastro in marmo con delle sculture bronzee in rilievo, la dedica al poeta a dei versi latini dedicati alla città. Sopra il piedistallo sta la statua in forme classiche in bronzo, rappresentante il poeta pensoso, con un libro stretto nella mano sinistra, poggiata sotto il gomito della destra con cui sorregge la guancia, nell'atto di meditare.

### Domus romana del Palazzo Annunziata

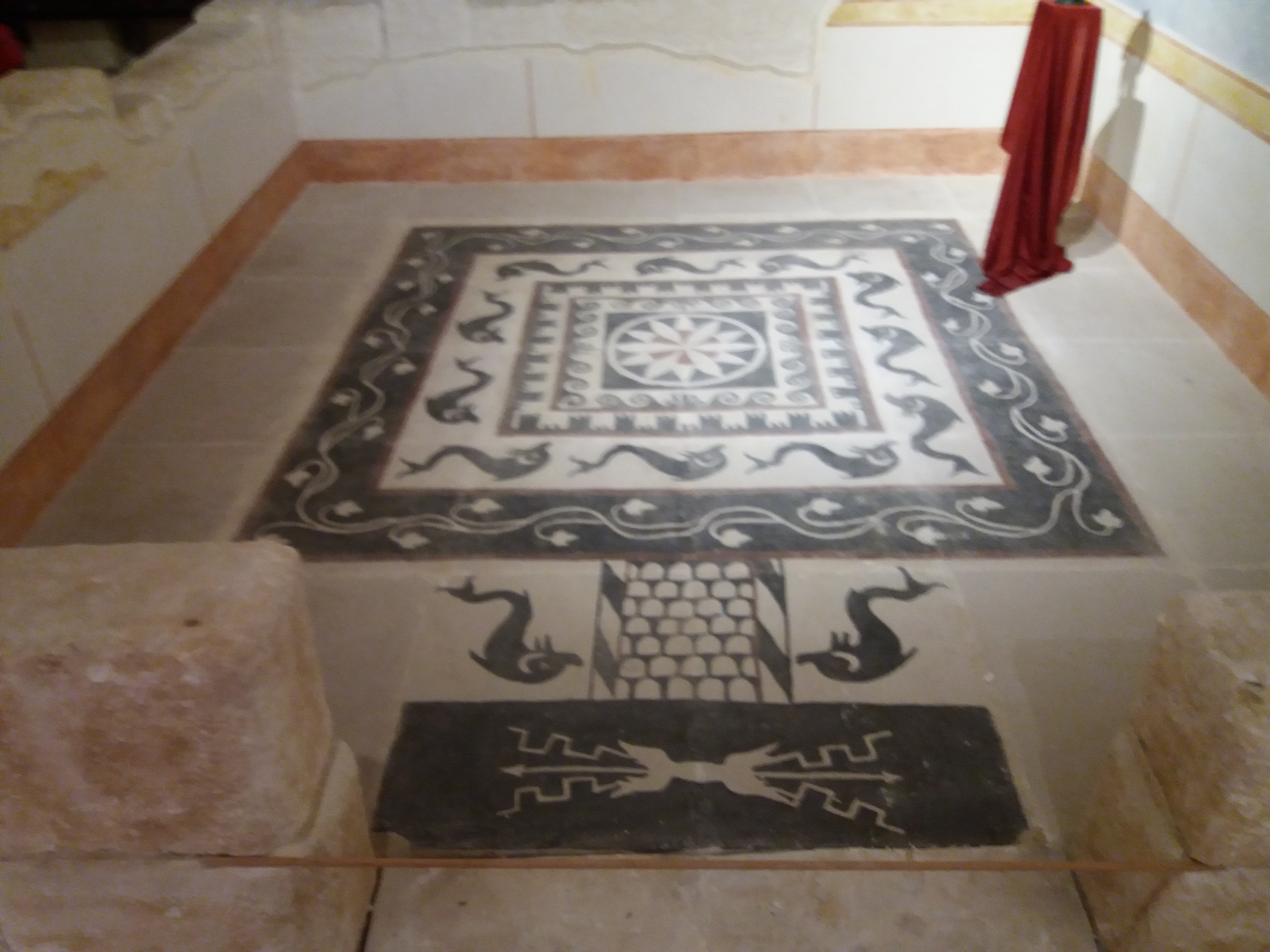
Pavimento della domus romana

Si trova all'interno del Museo civico del Palazzo Annunziata, lungo corso Ovidio. Lo scavo risale al 1991-93; si tratta di una domus del I secolo a.C., con aggiustamenti del II sec d.C. Una passerella metallica permette di osservare dall'alto i diversi livelli stratigrafici del sito, poiché sopra vi furono costruiti vari edifici, che vanno dal Medioevo al Rinascimento. Nel livello inferiore di 1,80 m si trovano vari ambienti che costituivano la ricca villa, a pavimento rivestito di mosaici con tessere bianche e fascia perimetrale nera, tranne gli ultimi due con pavimento in opus sifnignum (a cocciopesto misto a scaglie di pietra). I 5 ambienti della casa erano situati attorno a uno spazio centrale scoperto, ossia la corte, con pavimentazione semplice, dove si trovava la vasca per raccogliere l'acqua. Si conservano alcune parti delle pareti in opus reticulatum, su appositi pannelli sono state ricomposte le pitture ad affresco che abbellivano la domus, risalenti al terzo stile pompeiano; la decorazioni era incentrata su temi a carattere mitologico e simboli del ciclo dionisiaco, con una gigantografia ritraente l'unione di Dioniso con Arianna e la disputa tra Eros e Pan.

### Altri monumenti

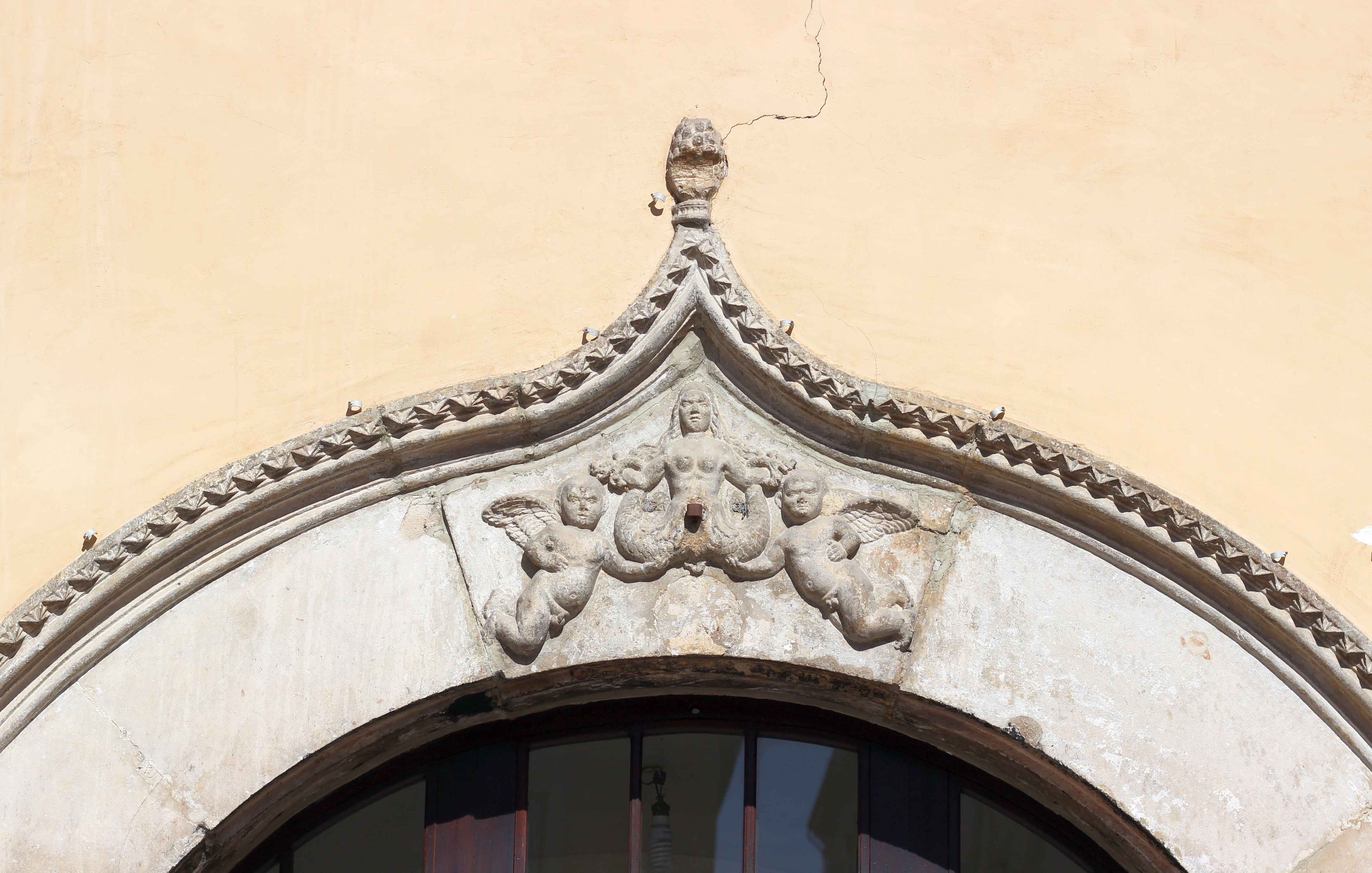
Dettaglio del portale durazzesco di Palazzo Giovanni Dalle Palle (Piazza XX Settembre)

Casa liberty di Piazza Vittorio Venetosi tratta di un'elegante palazzina degli anni '20, impaginato giocato sulla sovrapposizione di quattro settori orizzontali sovrapposti e trattati con materiali, decorazioni e colori differenti. Alla fascia del basamento in pietra grigia che accoglie le aperture rettangolari dei locali, fa da contrappunto la muratura ad intonaco chiaro, a ricorsi orizzontali, che s'interrompe all'altezza dell'imposta degli archi ribassati delle finestre, e dei portali del pianterreno, per lasciar posto alla porzione del prospetto decorata ad intonaco ocra, nella quale si aprono slanciate bifore a sesto ribassato, in corrispondenza dei balconi sovrastanti i portali di accesso. Al piano nobile si trova la fascia sommitale decorata con motivi vegetali e geometrici dai toni chiari, che risaltano sul fondo color cotto,. Di notevole interesse le elaborate ringhiere in ferro battuto usate nei balconi.

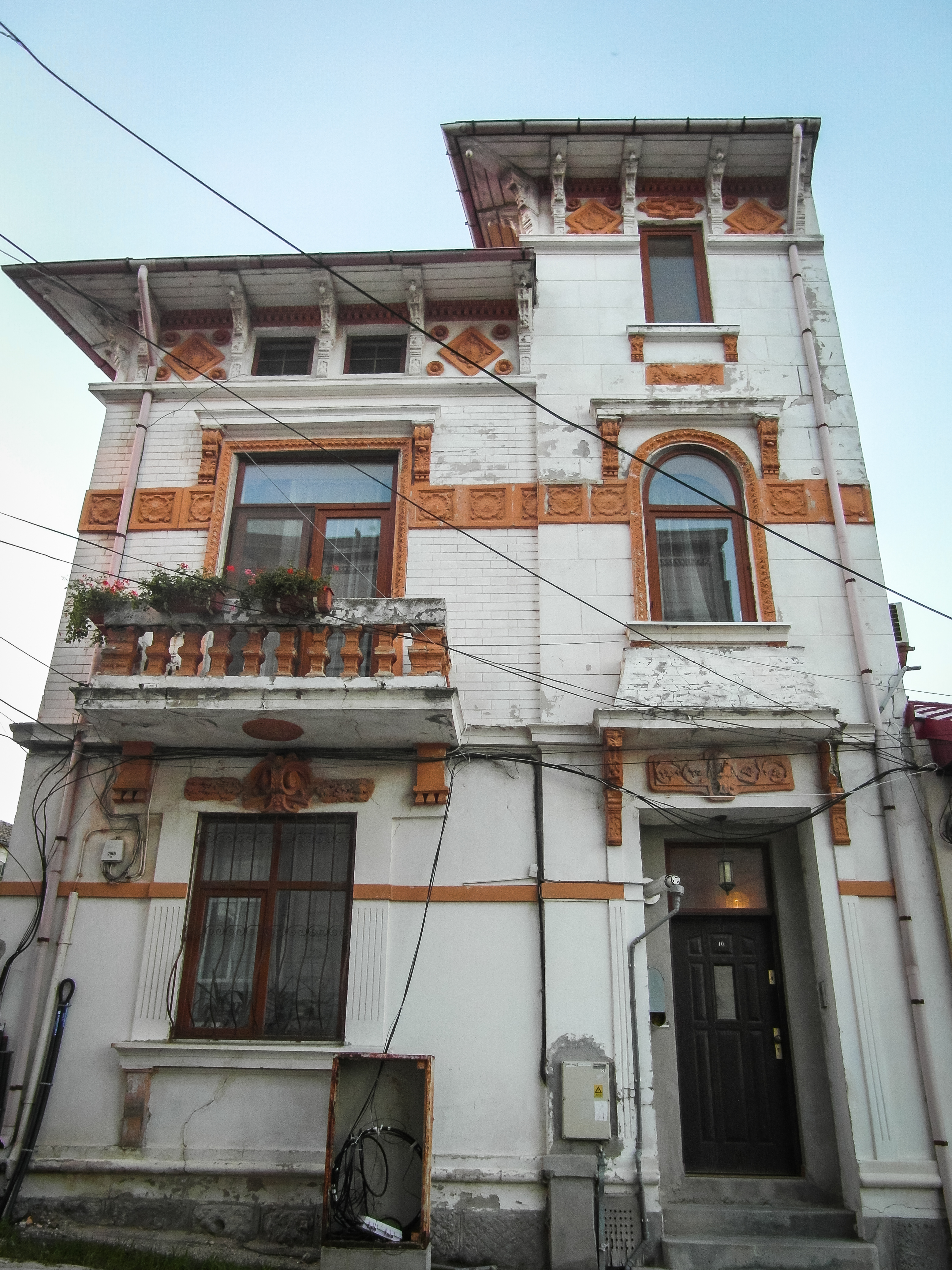
Casa di Piazza Vittorio Veneto

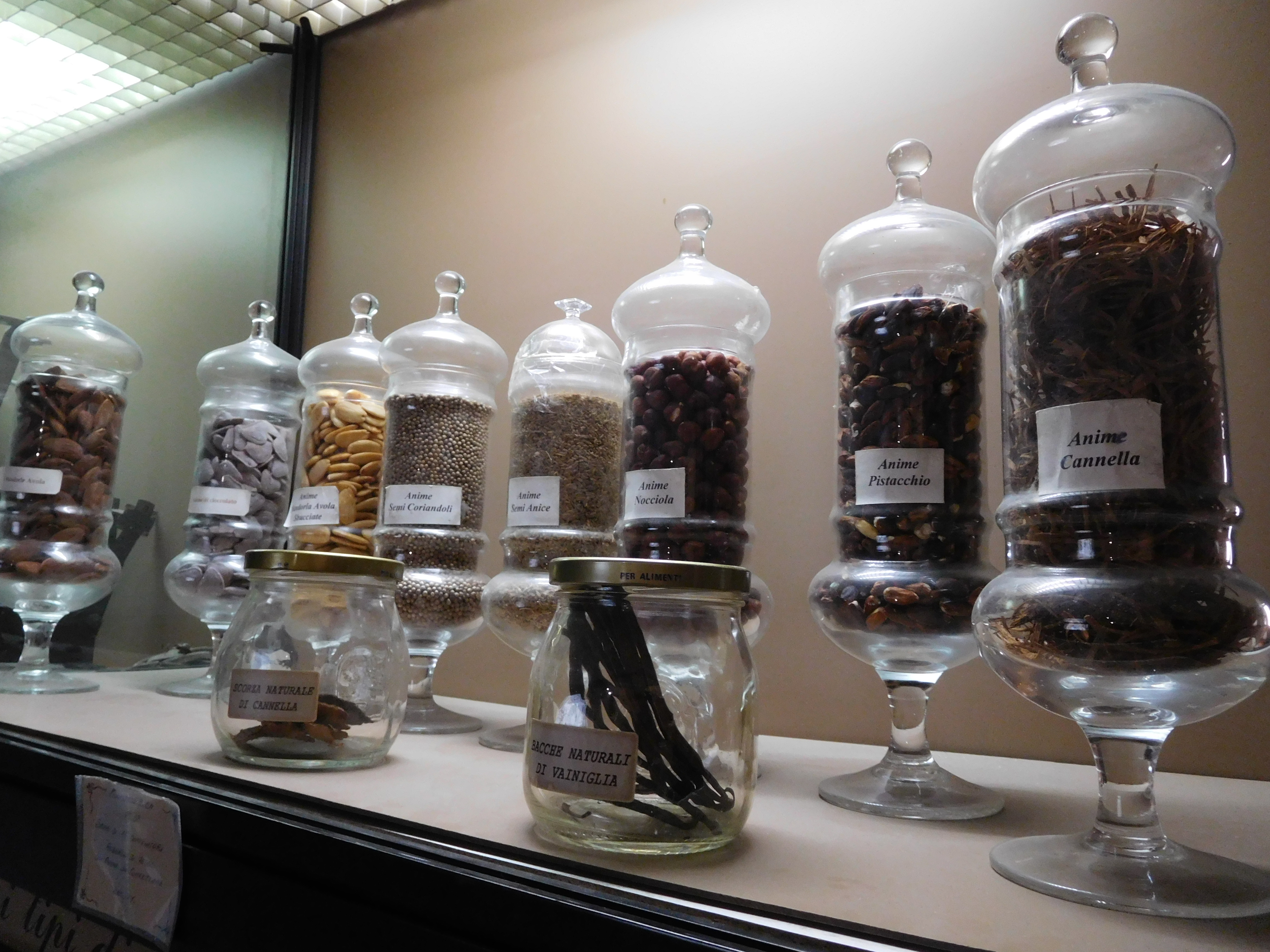
Vasi vitrei contenenti le spezie e le varietà di gusto per la fabbricazione dei confetti

Storica fabbrica di Confetti "Cav. Mario Pelino"il fabbricato storico si trova su via Stazione Introdacqua, risale al tardo Ottocento, e continuò sino agli anni '60 ad essere il principale centro di produzione dei confetti, salvo poi trasferirsi in uno stabilimento più grande e innovativo. Il museo è stato riconosciuto di interesse nazionale nel 1988, e pienamente realizzato nel 1992, allestito dentro i due piani della palazzina della storica fabbrica "Mario Pelino". Mostra tre sale espositive attraverso interessanti cimeli storici: strumenti per la gestione amministrativa (XIX sec), antichi macchinari e attrezzature per la fabbricazione (anche se molti sono ricostruzioni filologiche), una collezione di bomboniere, citazioni, diplomi e riconoscimenti. Il laboratorio settecentesco (la tradizione vuole che il confetto sulmonese fosse nato nel 1783), si conservano infatti bassine in rame, la tostatrice, filettatrice, sbucciatrice, macchina lucidatrice, mulini, morati, colini, vasi in vetro con gli ingredienti per realizzare le diverse varietà del confetto
Case liberty di viale Teofilo Patinisono principalmente due di interesse: i civici 23-49. La prima è disposta su due piani con tre aperture ad arco ribassato per piano. Al pianterreno il portale inquadrato da un ordine architettonico che denota ancora la presenza della sintassi tradizionale (capitello e del fusto scanalato nelle opere liberty), presenta arco a sesto ribassato, sormontato da ornamento floreali e dalle mensole del sovrastante balcone. Nella trifora del piano superiore il nuovo stile appare in maniera più marcata nell'adozione dell'arco, negli esili piedritti e nella decorazione con motivi fitomorfi. Le finestre del piano superiore mostrano un gusto eclettico liberty-neorinascimentale, con apparato decorativo floreale di coronamento.
Il civico 49 ha due piani, tre aperture ad arco ribassato, con decorazione a maioliche ornate di motivi vegetali e frutti, che corre sulla sottile cornice marcapiano, invadendo la fascia sommitale, sotto il cornicione. Anche le finestre, soprattutto la trifora del primo piano, mostra questa decorazione.
Chiesa del Crocifissosorge nella parte sud-ovest fuori le mura, avente origini del XVII secolo, distrutta dal sisma del 1706, e rifatta in stile tardo barocco, con impianto a croce greca allungata. Altri interventi, soprattutto per l'esterno, risalgono agli anni '20 poiché la chiesa nel 1915 subì i danni del terremoto di Avezzano. La facciata culmina con un frontone triangolare, decorata ai lati da due coppie di lesene ioniche, mentre il portale è sovrastato da un lucernario. L'interno ha navata unica, con volta a botte, e modesto paramento in stucchi.
Santuario di Santa Maria Incoronatasi trova lungo il viale omonimo in direzione sud-est. Fu costruita nel XVI secolo dai Cappuccini nella zona di Colle Savente, dove si trovava la cappella di San Giacomo. La fondazione sarebbe del 1575-80, dedicata alla Madonna della Croce, ampliata poi con le donazioni del barone Pompeo Tabassi. La nuova intitolazione sarebbe stata data dai transumanti pugliesi, che giungevano lungo quella strada per arrivare a Porta Napoli, molto devoti, soprattutto nel foggiano, alla Santa Vergine Incoronata per l'apparizione del 1001. Nel 1658 a causa dei vari saccheggi dei briganti, spinsero i Padri Cappuccini a cambiare sede, con accomodamento della famiglia Sardi, nella nuova chiesa di San Giovanni fuori Porta Pacentrana. Il santuario dopo il 1706 andò distrutto, e venne ricostruito nel 1718 a spese dei baroni Mazara, dandogli l'aspetto di chiesa a croce greca. Il prospetto della chiesa è assai semplice, a coronamento orizzontale, il settore mediano è caratterizzato in basso dal semplice portale modanato, sovrastato da uno scudo ovale, stemma dei Mazara, due piccole finestre quadrotte e il finestrone rettangolare superiore in asse centrale. L'interno è a navata unica, senza particolari elementi di pregio, la cupola è a calotta con lanternino cilindrico, si imposta su quattro pennacchi angolari dipinti con gli stemmi dei Mazara. L'altare maggiore ha un dipinto su tela del XVIII secolo ritraente l'Apparizione della Vergine Incoronata a Bosco Cervaro a Foggia.

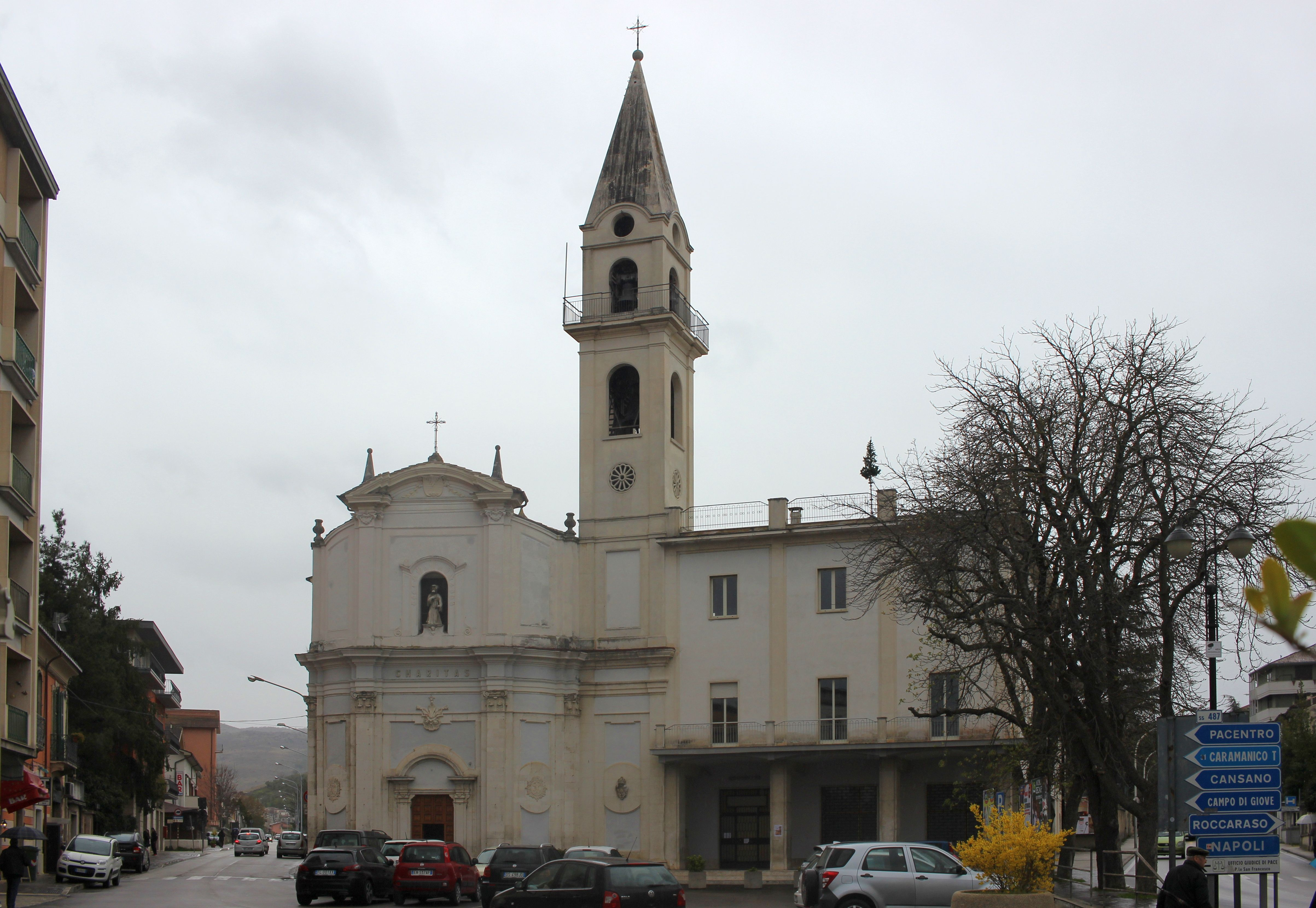
san Francesco di Paola

Chiesa di San Francesco di Paolaposta lungo viale G. Mazzini, era la sede dei Frati Minimi Paolotti, eretto nel 1620 per volere della famiglia Capograssi, che demolì la cappella della Madonna delle Grazie per edificarvi il nuovo monastero. Il convento venne ampliato sotto la protezione di Vincenzo De Benedictis e terminato nel 1662, anche se l'attuale chiesa è frutto dei rifacimenti post 1706. Con la soppressione dell'ordine nel 1770, l'edificio divenne luogo di sepoltura dei civili, e venne occupato nel 1866 dai Cappuccini, poiché il convento di San Giovanni venne sequestrato. La chiesa rimase tuttavia in piena proprietà vescovile, che l'affittava ai frati, sino al 1906. Nel 1931 venne rifatto il pavimento, nel 1956 venne completato il campanile in stile pseudo-antico, alto 30 metri, simile a quello dell'Annunziata. La facciata ad andamento convesso curvilineo è divisa in due campate da cornice marcapiano, e tripartita da un doppio ordine di lesene. Al centro del basso il portale è sormontato da una lunetta, nei settori laterali convessi ci sono due ovali a finestra che fiancheggiano il portale, con lo stemma dei Padri Minimi. Al centro della campata superiore in una nicchia c'è la statua del santo Francesco di Paola, in pietra della Majella, e un timpano mistilineo con croce sommitale che funge da coronamento del settore mediano. L'interno ha pianta a croce latina, con apparato decorativo a stucco e finto marmo; la controfacciata ha l'organo con balaustra decorata a specchiature, l'aula è affiancata da due cappelle laterali presso il transetto, che comunicano mediante archi a tutto sesto su pilastri cruciformi. La volta a botte lunettata, le pareti della navata e il transetto sono ornati da affreschi con le storie della vita di San Francesco di Paola, realizzati nel XIX secolo da Vincenzo Conti; la cupola all'incrocio dei bracci del transetto reca una colomba dello Spirito Santo con lo stemma dei Padri Paolotti, mentre i quattro pennacchi mostrano i simboli del Tetramorfo. Nell'abside si trova un tabernacolo ligneo realizzato per la chiesa di San Giacomo di Campli (1724), opera di frate Serafino da Bembo e frate Stefano di Chieti, mentre la statua di San Francesco si trova sulla parete di fonde del catino, con la tela dell'altare maggiore ritraente il Santo in gloria.

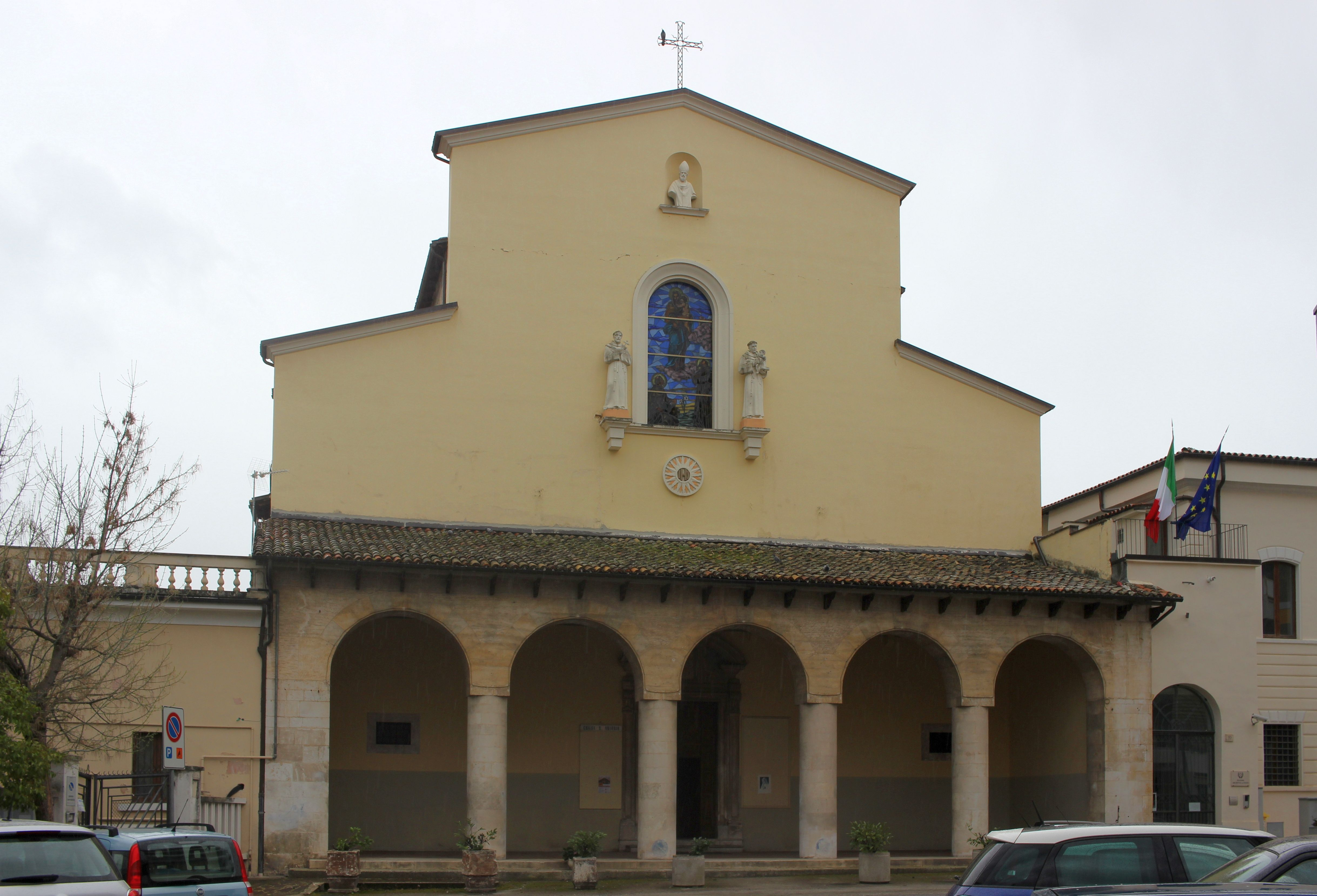
Sant'Antonio di Padova

Monastero di Sant'Antonio di Padovalungo via Sant'Antonio, inizialmente intitolato a "San Nicola della Forma" (la chiesetta originaria esisteva dal 1376), realizzata nel 1443 per volere di San Giovanni da Capestrano come pegno di pace per aver sanato la lotta delle famiglie Merlino-Quatrario. Il convento fu gestito dai Frati Minori Osservanti, terminato nel 1592, quando passò ai Frati Riformati; il convento si dotò dell'ospedaletto dei pellegrini e della ricca biblioteca, che andò a confluire nel patrimonio della Civica biblioteca "P. Ovidio Nasone" della città. Dopo il terremoto del 1706, la chiesa fu rifatta nel 1726 e consacrata nel 1740, nel 1809 il convento fu soppresso e destinato a ospedale militare, nel 1835 divenne lazzaretto per gli ammalati di colera, nel 1866 fu di nuovo chiuso e adibito a carcere civico, mentre nel 1984 e poi con i restauri del 2010 il convento divenne la sezione distaccata dell'Archivio di Stato di Sulmona. La facciata della chiesa è frutto di una ricostruzione che scimmiotta lo stile romanico, datata post terremoto 1933: è a salienti terminante a ventaglio, con il classico porticato ad archetti posto all'ingresso. Il portale settecentesco è inquadrato da mensole che sorreggono un timpano semicircolare spezzato, che accoglie nel mezzo un'edicoletta contenente un'iscrizione, fatta realizzare da Mazara, che ebbero il patronato della chiesa nel XVIII secolo. Sul fianco occidentale della chiesa si sviluppa il convento e dalla parte opposta la nuova fabbrica con il muro di clausura a confine con via Mazzini, dove si trova la cappella di Sant'Antonio abate del XIX secolo. L'interno della chiesa è a navata unica con pianta a croce latina, coperta da volta a botte e cupola all'altezza del presbiterio. Le pareti sono scandite da lesene dipinte a finto marmo con capitelli corinzi; gli affreschi sono del XIX secolo, sulla controfacciata si trova l'organo della famiglia Fedeli di Camerino (1756), con la cantoria pittata da Crescenzio Piazzala. Corrispondenti alle due colonnine della cantoria, si trovano due cappelle laterali dell'Ottocento, seguite lungo i lati da altre cappelle con stemmi nobiliari presso gli altari: la prima cappella a sinistra è dedicata alla Vergine Immacolata; l'altare maggiore è stato realizzato nel 1864 da Giuseppe di Cicco di Pescocostanzo, su commissione dei baroni Mazara, con dietro posto un coro ligneo a 34 stalli, separato dal presbiterio da iconostasi con le statue di San Pasquale Baylon e San Giovanni di Cpestrano in legno e cartapesta.
Convento dei Cappuccini - San Giovanni Evangelistasorge lungo viale Cappuccini, fuori da Porta Pacentrana.
Il primo luogo dei Cappuccini fu fondato fuori le mura, situato lungo viale Cappuccini. Il convento fu lasciato nel 1660 a causa del clima insalubre, e i frati si spostarono nella chiesa di San Giovanni presso "Portam Latinam", ossia Porta Pacentrana. La chiesa di San Giovanni esisteva già nel XV secolo, come dimostra la facciata, e fu ampliata nel Seicento in stile barocco, e i frati vi celebrarono 8 capitolo provinciali. Nel 1866 con la soppressione degli ordini, il convento passò al demanio, e i frati dovettero lasciarlo, trasferendosi presso la chiesa di San Francesco di Paola.
Tentativi infruttuosi di riapertura ci furono nel 1885, quando i frati si stabilirono presso Porta Napoli, comprendono i terreni di San Francesco di Paola. Nella nuova sede fu celebrato il capitolo provinciale del 21 maggio 1897 che rielesse Ministro il Padre Giuseppe Incani. Negli anni successivi i Cappuccini poterono far ritorno nell'antico convento di San Giovanni, oggi immerso nella zona di espansione nord-est.
Il convento ha pianta rettangolare con un grande edificio usato come chiostro e alloggio dei padri, e la struttura della chiesa a pianta longitudinale. Il sagrato ha una croce stazionaria centrale, la facciata a salienti è nello stile rinascimentale abruzzese, con un portico ad arcate alla base. Il campanile è del 1962, realizzato in mattoni, rispettando lo stile antico delle torri abruzzesi.
L'interno è a navata unica, conservando lo stile sobrio del primo barocco seicentesco, che si è semplicemente adeguato all'antica pianta medievale con decorazioni di stucchi presso le volte a crociera. L'altare in legno e il prezioso tabernacolo furono eseguiti durante il provincialato del padre Angelo Urbanucci di Bucchianico, secondo la testimonianza di Filippo Tussio; autore fu frate Andrea da San Donato con aiuti. Il Chiaverini riporta una notizia secondo cui il tabernacolo fu realizzato nel 1674 dai marchigiani frate Giuseppe da Patrignano e frate Ludovico, mentre era provinciale il sulmonese padre Alessandro Sardi. Appartiene alla tipologia A, presentando particolarità stilistica degna di rilievo: ha influssi che lo avvicinano ai cibori marchigiani, specialmente nel secondo ordine: lo schema piramidale a due ordini conclusi da cupoletta a cipolla fa rientrare facilmente l'esemplare sulmonese nella tipologia corrente. Secondo Fucinese però la mancanza di colonnine tortili sostituite con quelle del fusto liscio, e una certa sobrietà decorativa fanno pensare a una datazione tarda, alla fine dei Seicento o gli inizi del Settecento.

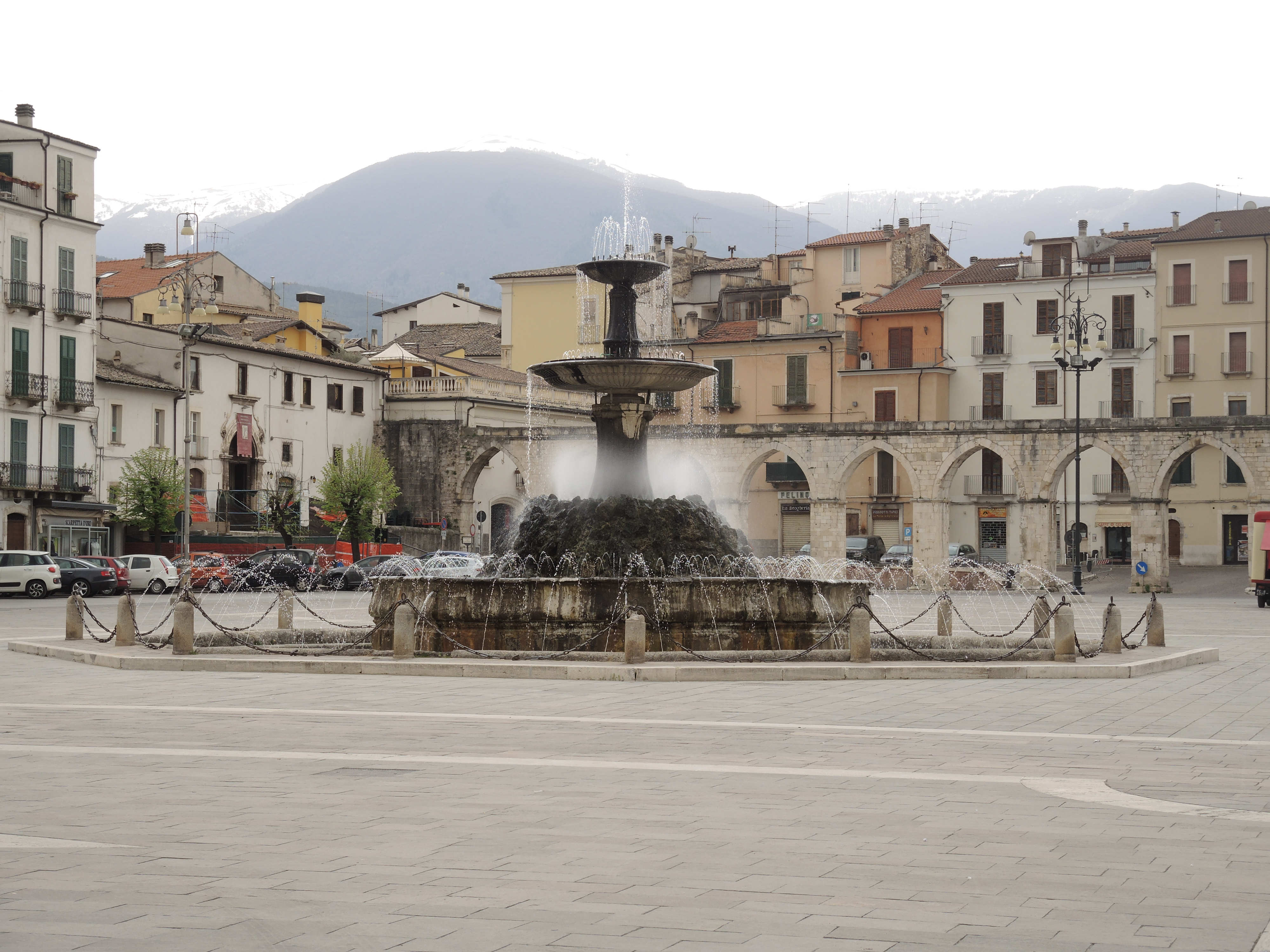
Fontana di Piazza Garibaldi

Fontana monumentale di Piazza Giuseppe Garibaldisorge al centro della piazza, con il progetto originale del XVII secolo dai maestri di Pescocostanzo. Nel 1821 avvenne la realizzazione vera e propria, su progetto di maestro Felice di Cicco da Pescocostanzo, che utilizzò la pietra a staffo originaria, dove si esponevano alla pubblica gogna i debitori. La sistemazione definitiva ci fu nel 1933 con la sostituzione dei gradini ottocenteschi con un bacino ottagonale, e la sopraelevazione del fusto centrale con le vasche decorative.
Fonte di Santa Maria Giovannasi trova presso la chiesetta di Santa Maria di Roncisvalle, nella periferia ovest delle mura, fuori da Porta Romana. La fontana risale al XIV secolo, posta lungo il tratturo Celano-Foggia, citata nel 1376. Oggi si presenta in forma tardo cinquecentesca, con la struttura a muro a coronamento orizzontale: il paramento è in pietra squadrata, con 4 mascheroni a getto che versano l'acqua nella vasca rettangolare. Un prolungamento della vasca funge da abbeveratoio degli animali, con un fregio che riproduce una testina angelica ad ali spiegate, affiancata da due rosoncini.

### Sulmona scomparsa: Sant'Agostino e Sant'Ignazio dei Gesuiti

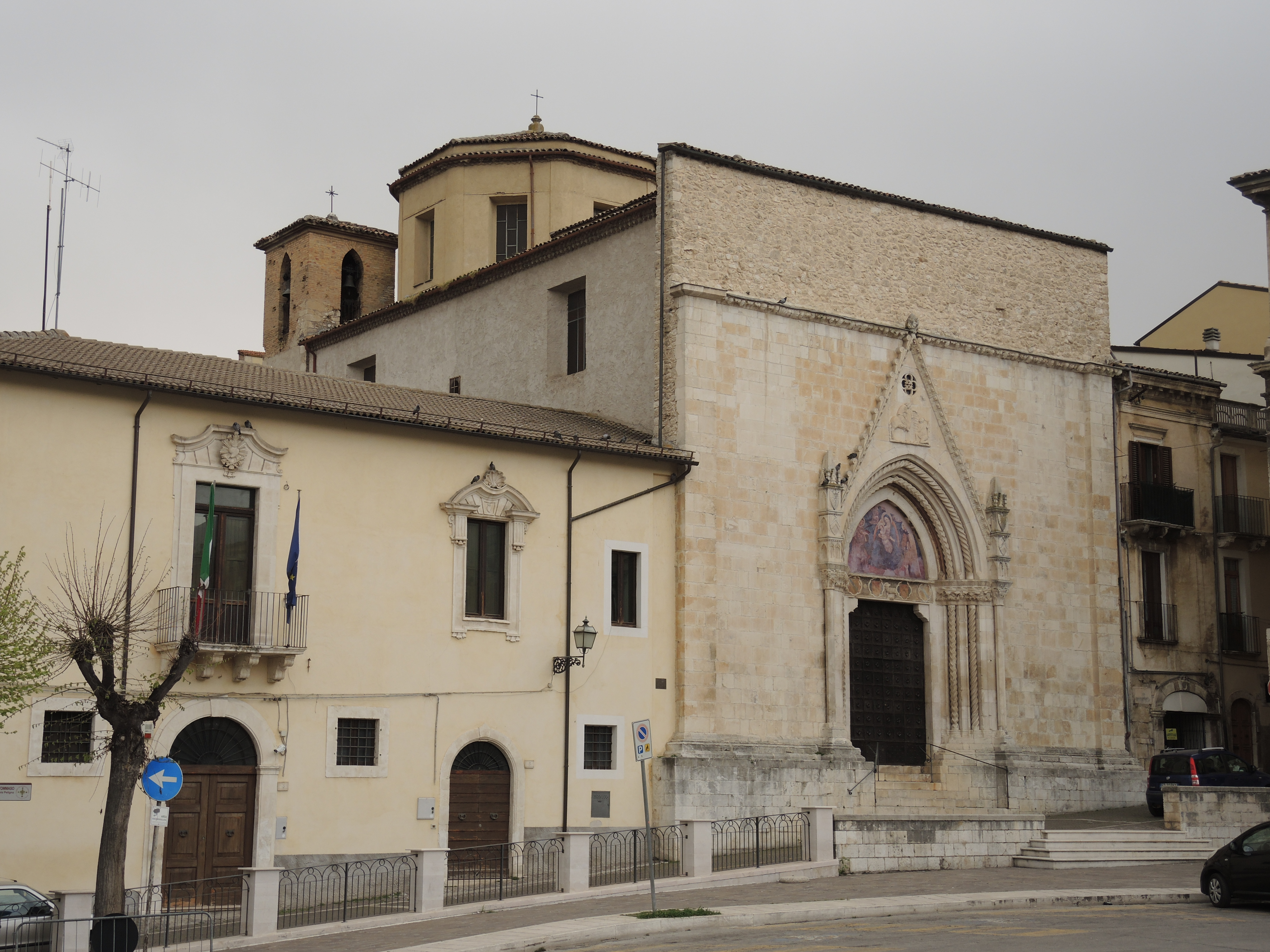
Chiesa di San Filippo Neri, col portale originario di Sant'Agostino

Convento di Sant'Agostinosi trovava all'ingresso del corso Ovidio da Piazzale Carlo Tresca, sulla sinistra. Aveva come protezione muraria la porta omonima, dove si trovava la chiesa di San Martino, data in gestione ai Padri Agostiniani da Carlo I d'Angiò (1263 ca.). La chiesa venne eretta alla maniera gotica con facciata quadrata e ricco portale angioino con la ghimberga e le strombature, risalente al 1315. Purtroppo la chiesa rimase gravemente danneggiata col terremoto del 1706 e non venne più rifatta come la vicina di Sant'Ignazio dei Gesuiti, ma ne rimasero ampi ruderi in piedi sino ai primi del Novecento, quando per Sant'Agostino si decise la definitiva demolizione con il trasloco del portale prezioso sulla facciata di San Filippo Neri.
Chiesa di Sant'Ignazio de Loyolafu eretta nel 1657 ca., presso Piazza XX Settembre. Oggi si conserva solo il palazzo dell'ex collegio, dove si trova il caratteristico bar "Gran Caffè". In fotografie storiche gli avanzi del presbiterio della chiesa esistevano ancora alla fine dell'Ottocento, quando vennero definitivamente smantellati intorno al 1925 per la costruzione del Monumento a Ovidio.

## La Giostra cavalleresca

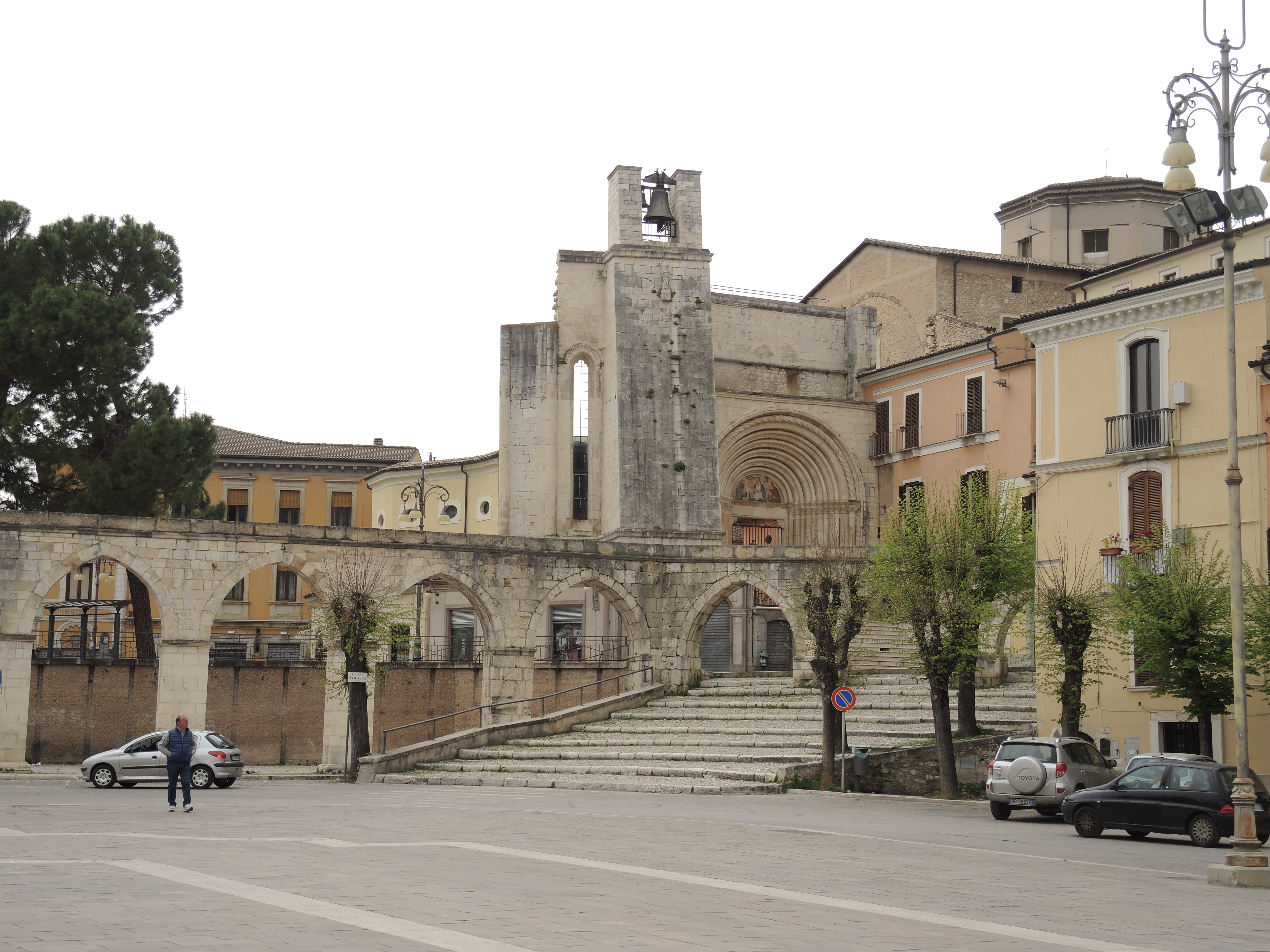
Piazza Garibaldi

La giostra fu istituita nel XIV secolo circa (la prima attestazione però è il 1475), descritta dall'umanista Ercole Ciofano nel 1578, e terminata per mancanza di cavalieri nel XVIII secolo, venendo ripresa in maniera differente soltanto negli anni '90 del Novecento. La giostra originaria si teneva in due date dell'anno: il 25 marzo per la festa dell'Annunziata, e il 15 agosto per l'Assunzione, sempre in Piazza Maggiore dove si svolgeva anche il mercato. Dunque la giostra aveva caratteristiche sia religiose che cavalleresche: si sfidavano nobili cittadini sulmonesi e forestieri, gli organizzatori principali furono i Tabassi, i De Capite, i Mazara, i Sardi. Il torneo si svolgeva nell'arco di due giorni, dall'alba al tramonto, in due serie di 3 assalti alla lancia portati dal cavaliere in gara, che partiva dai "Tre Archi" ad ovest (appunto i 3 archi dell'acquedotto che comparivano tra le costruzioni civili che invadevano il monumento svevo), contro il mantenitore posto ad est, coperto di armatura a cavallo e dotato di lanciano. Si poteva difendere da fermo, ferire o disarcionare l'avversario. Il punteggio stabilito era segnato dalle regole del torneo, in base ai punti del corpo colpiti; il premio per il vincitore consisteva in un prezioso drappo di stoffa, che nel XVI secolo venne cambiato con un medaglione a catena con l'incisione SMPE.
L'ultima attestazione della giostra storica è il 1643, dopo di che venne terminata, e ripresa di recente. Il programma attuale prevede come terreno di gioco sempre Piazza Garibaldi, dove si sfidano i 4 Sestieri e i 3 Borghi del centro (in origine erano 11), rappresentanti dal binomio cavallo-cavaliere estratto a sorte. Ogni singolo concorrente deve percorrere il tracciati ad 8 della piazza ala galoppo, tentando di infilare con la lancia gli anelli di diverso diametro pendendo dalle sagome dei tre mantenitori dislocati lungo il percorso. Il punteggio sarà calcolato in base al numero di anelli infilati: in parità si terrà contro del diametro dell'anello. Ciascun concorrente deve affrontare 4 avversari scelti a sorteggio, per 14 scontri complessivi. I 4 vincitori si cimenteranno tra loro nella gara finale, e il premio consiste sempre nel medaglione dorato con la scritta SMPE.
La giostra si tiene a Sulmona nella settimana finale di luglio, organizzata dall'Associazione culturale Giostra Cavalleresca, e dalle relative dislocate nei sestieri e nei borghi.

### Albo d'oro
| Anno | Edizione | Borgo o Sestiere           | Blasone | Cavaliere                   |
| ---- | -------- | -------------------------- | ------- | --------------------------- |
| 1995 | I        | Sestiere Porta Manaresca   |         | Messer Alfiero Capiani      |
| 1996 | II       | Sestiere Porta Filiamabili |         | Messer Massimo Conficconi   |
| 1997 | III      | Borgo San Panfilo          |         | Messer Francesco Brunotti   |
| 1998 | IV       | Sestiere Porta Japasseri   |         | Messer Willer Giacomoni     |
| 1999 | V        | Borgo Pacentrano           |         | Messer Luca Ravagli         |
| 2000 | VI       | Sestiere Porta Bonomini    |         | Messer Alfiero Capiani      |
| 2001 | VII      | Sestiere Porta Manaresca   |         | Messer Cino Felici          |
| 2002 | VIII     | Sestiere Porta Japasseri   |         | Messer Willer Giacomoni     |
| 2003 | IX       | Sestiere Porta Filiamabili |         | Messer Massimo Conficconi   |
| 2004 | X        | Sestiere Porta Filiamabili |         | Messer Massimo Conficconi   |
| 2005 | XI       | Sestiere Porta Filiamabili |         | Messer Massimo Conficconi   |
| 2006 | XII      | Sestiere Porta Filiamabili |         | Messer Massimo Conficconi   |
| 2007 | XIII     | Borgo S. M. della Tomba    |         | Messer Luca Ravagli         |
| 2008 | XIV      | Sestiere Porta Filiamabili |         | Messer Massimo Conficconi   |
| 2009 | XV       | Sestiere Porta Manaresca   |         | Messer Marco Diafaldi       |
| 2010 | XVI      | Sestiere Porta Bonomini    |         | Messer Francesco Scattolini |
| 2011 | XVII     | Sestiere Porta Manaresca   |         | Messer Marco Diafaldi       |
| 2012 | XVIII    | Sestiere Porta Filiamabili |         | Messer Massimo Conficconi   |
| 2013 | XIX      | Sestiere Porta Manaresca   |         | Messer Marco Diafaldi       |
| 2014 | XX       | Borgo S. M. della Tomba    |         | Messer Gioele Bartolucci    |
| 2015 | XXI      | Sestiere Porta Manaresca   |         | Messer Marco Diafaldi       |
| 2016 | XXII     | Sestiere Porta Manaresca   |         | Messer Marco Diafaldi       |
| 2017 | XXIII    | Borgo San Panfilo          |         | Messer Luca Innocenzi       |
| 2018 | XXIV     | Sestiere Porta Japasseri   |         | Messer Luca Paterni         |
| 2019 | XXV      | Borgo San Panfilo          |         | Messer Luca Innocenzi       |
| 2022 | XXVI     | Borgo San Panfilo          |         | Messer Luca Innocenzi       |
| 2023 | XXVII    | Sestiere Porta Manaresca   |         | Messer Lorenzo Melosso      |
| 2024 | XXVIII   | Sestiere Porta Filiamabili |         | Messer Marco Diafaldi       |
| 2025 | XXIX     | Borgo San Panfilo          |         | Messer Luca Innocenzi       |

### Medagliere
| Posizione | Borgo o Sestiere           | Blasone | Vittorie |
| --------- | -------------------------- | ------- | -------- |
| 1         | Sestiere Porta Filiamabili |         | 9        |
| 1         | Sestiere Porta Manaresca   |         | 8        |
| 3         | Borgo San Panfilo          |         | 5        |
| 4         | Sestiere Porta Japasseri   |         | 3        |
| 5         | Borgo S. M. della Tomba    |         | 2        |
| 6         | Sestiere Porta Bonomini    |         | 2        |
| 7         | Borgo Pacentrano           |         | 1        |

## La Cordesca
Deriva dalla parola dialettale "curdisce" ad indicare il frutto che matura per ultimo, e rappresenta il futuro stesso della giostra cavalleresca, ossia è incentrato sugli scontri a carattere medievale dei bambini e dei ragazzi, mentre sbandieratori, giocolieri, dame e cavalieri sfilano in costume tipico per la città. Il progetto annuale inizia in settembre presso le scuole elementari e medie, con lezioni di chiarina, tamburi, bandiera e danza antica impartire dai membri dell'Associazione Giostra Cavalleresca. Il corteo storico si compone di 300 figuranti in abito rinascimentale, si snoda lungo il centro storico (Piazza Garibaldi e Corso Ovidio principalmente) per giungere allo stazio comunale "Pallozzi" per la sfida alla corsa d'anello. La corsa è a piedi, su un percorso dove si trovano strutture metalliche recanti gli anelli di diametro variabile, con tipologia simile alla Giostra cavalleresca di Piazza Garibaldi, ma senza i cavalli. Oltre al torneo principale, si svolgono in centro altre manifestazioni di sfilate e spettacoli. Questo evento nasce nel 2005, patrocinato dall'UNICEF.